# Tournoi féminin de football aux Jeux olympiques d'été de 2020
Vous lisez un « bon article » labellisé en 2022.
Cet article traite de l'épreuve féminine. Pour la compétition masculine, voir Tournoi masculin de football aux Jeux olympiques d'été de 2020.
Pour un article plus général, voir Football aux Jeux olympiques d'été de 2020.
Navigation
Rio de Janeiro 2016 Paris 2024
Le tournoi féminin de football aux Jeux olympiques d'été de 2020 se tient dans six stades situés dans six villes japonaises. Initialement prévu du 21 juillet au 5 août 2020, le tournoi subit le report des Jeux en 2021 en raison de la pandémie de Covid-19 et est reprogrammé du 21 juillet au 6 août 2021.
Les fédérations affiliées à la FIFA participent par le biais de leur équipe féminine aux épreuves de qualification. Onze équipes rejoignent ainsi le Japon, nation hôte de la compétition, pour s'affronter lors du tournoi final.
L'équipe du Canada s'adjuge son premier titre olympique après avoir décroché deux fois consécutivement la médaille de bronze en 2012 et en 2016. Battue une nouvelle fois en finale, la Suède s'octroie sa deuxième médaille d'argent olympique de rang. Absente du podium des Jeux pour la première fois de son histoire lors de la précédente édition, l'équipe des États-Unis remporte sa sixième médaille en décrochant celle de bronze à la suite de sa victoire contre l'Australie lors de la petite finale. L'attaquante des Pays-Bas Vivianne Miedema termine meilleure buteuse de la compétition avec dix réalisations et bat le précédent record du nombre de buts inscrit lors d'un tournoi olympique féminin. Sa compatriote, Daniëlle van de Donk, est quant à elle la meilleure passeuse avec quatre passes décisives.
Trois autres records sont battus lors de cette édition des Jeux. Tout d'abord, la rencontre du premier tour remportée par les Pays-Bas sur le score de dix buts à trois face à la Zambie établit un nouveau record du plus grand nombre de buts inscrits dans un match du tournoi olympique féminin dépassant ainsi le score de huit à zéro infligé à la Chine par l'Allemagne en 2004. De plus, la capitaine du Brésil Marta devient la première joueuse à marquer lors de cinq éditions des Jeux alors que sa compatriote Formiga est quant à elle la seule joueuse à avoir pris part aux sept éditions du tournoi olympique féminin.
Lors de cette compétition, sur les huit rencontres disputées en phase finale, quatre ont nécessité une prolongation dont trois se sont soldées par une séance de tirs au but.

## Préparation de l'événement

### Désignation du pays hôte
La commission exécutive du Comité international olympique a sélectionné le 23 mai 2012 trois villes candidates officielles parmi une liste de cinq villes postulant à la candidature. Les trois villes retenues (Istanbul, Tokyo et Madrid) ont alors entamé la deuxième phase de la procédure.
À l'issue de celle-ci, le 7 septembre 2013 à Buenos Aires, après avoir étudié les dossiers de chaque ville, le jury désigne Tokyo comme ville hôte des Jeux olympiques de 2020 au terme de trois tours de scrutin. Lors du dernier tour, la capitale japonaise devance Istanbul de 24 voix.
Les deux villes candidates non retenues avaient prévu plusieurs sites pour le football :
- Istanbul : Nouveau complexe sportif Ali-Sami-Yen (52 650 places), Stade de Kadıköy (50 509 places), Timsah Arena (45 000 places), Antalya Stadyumu (32 539 places) et Nouveau Stade d'Ankara[2].
- Madrid : Stade de La Romareda (33 608 places), Stade de La Rosaleda (28 963 places), Stade José-Zorrilla (26 512 places), Stade Nuevo Arcángel (18 280 places), Stade olympique Lluís-Companys (60 713 places) et Stade Santiago-Bernabéu (81 044 places)[3].

### Lieux des compétitions
Six stades de six villes japonaises accueillent les matchs des deux tournois olympiques.
Quatre d'entre eux ont été construits à l'occasion de la Coupe du monde masculine de football 2002 coorganisée par le Japon et la Corée du Sud. Il s'agit du Sapporo Dome, antre du Hokkaido Consadole Sapporo et qui accueille également les rencontres de baseball du Hokkaido Nippon Ham Fighters, du Stade de Kashima du club des Kashima Antlers, du Stade de Miyagi où évolue le Vegalta Sendai et du Stade Saitama 2002, résidence des Urawa Red Diamonds. Le Stade international de Yokohama a également été utilisé lors de la Coupe du monde 2002, accueillant quatre rencontres dont la finale qui a vu le Brésil l'emporter face à l'Allemagne. Enfin, le Stade Ajinomoto, rebaptisé Stade de Tokyo à l'occasion du tournoi olympique en raison de la politique du CIO, est retenu pour accueillir plusieurs matchs du tournoi féminin, dont la finale, mais aussi les rencontres des tournois de rugby à sept et les épreuves de pentathlon moderne (à l'exception de l'escrime).
La finale du tournoi olympique féminin devait initialement se tenir le 6 août 2021 à 11:00 au Stade national de Tokyo. Les deux équipes finalistes, le Canada et la Suède, ont demandé que le coup d'envoi soit décalé en soirée en raison des fortes chaleurs touchant la capitale nippone. Cependant, le stade national étant déjà réservé pour accueillir des compétitions d'athlétisme, le match a été déplacé au stade international de Yokohama,.
| Tokyo | Saitama | Yokohama | Kashima                                       |
| Stade de Tokyo | Stade Saitama | Int. Stadium Yokohama | Stade de Kashima                              |
| Capacité : 49 000 | Capacité : 62 000 | Capacité : 70 000 | Capacité : 42 000                             |
| Photographie intérieure du Stade Ajinomoto | Photographie intérieure du Stade Saitama | Photographie intérieure du Stade Nissan | Photographie intérieure du Stade de Kashima   |
| [[Fichier:Japan location map with side map of the Ryukyu Islands.svg\|500px\|{{#if:Carte du Japon affichant la position géographique des stades\|Carte du Japon affichant la position géographique des stades\|Tournoi féminin de football aux Jeux olympiques d'été de 2020 est dans la page Japon2 .]]Yokohama Saitama Sendai Tokyo Kashima Sapporo | [[Fichier:Japan location map with side map of the Ryukyu Islands.svg\|500px\|{{#if:Carte du Japon affichant la position géographique des stades\|Carte du Japon affichant la position géographique des stades\|Tournoi féminin de football aux Jeux olympiques d'été de 2020 est dans la page Japon2 .]]Yokohama Saitama Sendai Tokyo Kashima Sapporo | [[Fichier:Japan location map with side map of the Ryukyu Islands.svg\|500px\|{{#if:Carte du Japon affichant la position géographique des stades\|Carte du Japon affichant la position géographique des stades\|Tournoi féminin de football aux Jeux olympiques d'été de 2020 est dans la page Japon2 .]]Yokohama Saitama Sendai Tokyo Kashima Sapporo | Sendai                                        |
| [[Fichier:Japan location map with side map of the Ryukyu Islands.svg\|500px\|{{#if:Carte du Japon affichant la position géographique des stades\|Carte du Japon affichant la position géographique des stades\|Tournoi féminin de football aux Jeux olympiques d'été de 2020 est dans la page Japon2 .]]Yokohama Saitama Sendai Tokyo Kashima Sapporo | [[Fichier:Japan location map with side map of the Ryukyu Islands.svg\|500px\|{{#if:Carte du Japon affichant la position géographique des stades\|Carte du Japon affichant la position géographique des stades\|Tournoi féminin de football aux Jeux olympiques d'été de 2020 est dans la page Japon2 .]]Yokohama Saitama Sendai Tokyo Kashima Sapporo | [[Fichier:Japan location map with side map of the Ryukyu Islands.svg\|500px\|{{#if:Carte du Japon affichant la position géographique des stades\|Carte du Japon affichant la position géographique des stades\|Tournoi féminin de football aux Jeux olympiques d'été de 2020 est dans la page Japon2 .]]Yokohama Saitama Sendai Tokyo Kashima Sapporo | Stade de Miyagi                               |
| [[Fichier:Japan location map with side map of the Ryukyu Islands.svg\|500px\|{{#if:Carte du Japon affichant la position géographique des stades\|Carte du Japon affichant la position géographique des stades\|Tournoi féminin de football aux Jeux olympiques d'été de 2020 est dans la page Japon2 .]]Yokohama Saitama Sendai Tokyo Kashima Sapporo | [[Fichier:Japan location map with side map of the Ryukyu Islands.svg\|500px\|{{#if:Carte du Japon affichant la position géographique des stades\|Carte du Japon affichant la position géographique des stades\|Tournoi féminin de football aux Jeux olympiques d'été de 2020 est dans la page Japon2 .]]Yokohama Saitama Sendai Tokyo Kashima Sapporo | [[Fichier:Japan location map with side map of the Ryukyu Islands.svg\|500px\|{{#if:Carte du Japon affichant la position géographique des stades\|Carte du Japon affichant la position géographique des stades\|Tournoi féminin de football aux Jeux olympiques d'été de 2020 est dans la page Japon2 .]]Yokohama Saitama Sendai Tokyo Kashima Sapporo | Capacité : 48 000                             |
| [[Fichier:Japan location map with side map of the Ryukyu Islands.svg\|500px\|{{#if:Carte du Japon affichant la position géographique des stades\|Carte du Japon affichant la position géographique des stades\|Tournoi féminin de football aux Jeux olympiques d'été de 2020 est dans la page Japon2 .]]Yokohama Saitama Sendai Tokyo Kashima Sapporo | [[Fichier:Japan location map with side map of the Ryukyu Islands.svg\|500px\|{{#if:Carte du Japon affichant la position géographique des stades\|Carte du Japon affichant la position géographique des stades\|Tournoi féminin de football aux Jeux olympiques d'été de 2020 est dans la page Japon2 .]]Yokohama Saitama Sendai Tokyo Kashima Sapporo | [[Fichier:Japan location map with side map of the Ryukyu Islands.svg\|500px\|{{#if:Carte du Japon affichant la position géographique des stades\|Carte du Japon affichant la position géographique des stades\|Tournoi féminin de football aux Jeux olympiques d'été de 2020 est dans la page Japon2 .]]Yokohama Saitama Sendai Tokyo Kashima Sapporo | Photographie intérieure du Stade de Miyagi    |
| [[Fichier:Japan location map with side map of the Ryukyu Islands.svg\|500px\|{{#if:Carte du Japon affichant la position géographique des stades\|Carte du Japon affichant la position géographique des stades\|Tournoi féminin de football aux Jeux olympiques d'été de 2020 est dans la page Japon2 .]]Yokohama Saitama Sendai Tokyo Kashima Sapporo | [[Fichier:Japan location map with side map of the Ryukyu Islands.svg\|500px\|{{#if:Carte du Japon affichant la position géographique des stades\|Carte du Japon affichant la position géographique des stades\|Tournoi féminin de football aux Jeux olympiques d'été de 2020 est dans la page Japon2 .]]Yokohama Saitama Sendai Tokyo Kashima Sapporo | [[Fichier:Japan location map with side map of the Ryukyu Islands.svg\|500px\|{{#if:Carte du Japon affichant la position géographique des stades\|Carte du Japon affichant la position géographique des stades\|Tournoi féminin de football aux Jeux olympiques d'été de 2020 est dans la page Japon2 .]]Yokohama Saitama Sendai Tokyo Kashima Sapporo | Sapporo                                       |
| [[Fichier:Japan location map with side map of the Ryukyu Islands.svg\|500px\|{{#if:Carte du Japon affichant la position géographique des stades\|Carte du Japon affichant la position géographique des stades\|Tournoi féminin de football aux Jeux olympiques d'été de 2020 est dans la page Japon2 .]]Yokohama Saitama Sendai Tokyo Kashima Sapporo | [[Fichier:Japan location map with side map of the Ryukyu Islands.svg\|500px\|{{#if:Carte du Japon affichant la position géographique des stades\|Carte du Japon affichant la position géographique des stades\|Tournoi féminin de football aux Jeux olympiques d'été de 2020 est dans la page Japon2 .]]Yokohama Saitama Sendai Tokyo Kashima Sapporo | [[Fichier:Japan location map with side map of the Ryukyu Islands.svg\|500px\|{{#if:Carte du Japon affichant la position géographique des stades\|Carte du Japon affichant la position géographique des stades\|Tournoi féminin de football aux Jeux olympiques d'été de 2020 est dans la page Japon2 .]]Yokohama Saitama Sendai Tokyo Kashima Sapporo | Sapporo Dome                                  |
| [[Fichier:Japan location map with side map of the Ryukyu Islands.svg\|500px\|{{#if:Carte du Japon affichant la position géographique des stades\|Carte du Japon affichant la position géographique des stades\|Tournoi féminin de football aux Jeux olympiques d'été de 2020 est dans la page Japon2 .]]Yokohama Saitama Sendai Tokyo Kashima Sapporo | [[Fichier:Japan location map with side map of the Ryukyu Islands.svg\|500px\|{{#if:Carte du Japon affichant la position géographique des stades\|Carte du Japon affichant la position géographique des stades\|Tournoi féminin de football aux Jeux olympiques d'été de 2020 est dans la page Japon2 .]]Yokohama Saitama Sendai Tokyo Kashima Sapporo | [[Fichier:Japan location map with side map of the Ryukyu Islands.svg\|500px\|{{#if:Carte du Japon affichant la position géographique des stades\|Carte du Japon affichant la position géographique des stades\|Tournoi féminin de football aux Jeux olympiques d'été de 2020 est dans la page Japon2 .]]Yokohama Saitama Sendai Tokyo Kashima Sapporo | Capacité : 42 000                             |
| [[Fichier:Japan location map with side map of the Ryukyu Islands.svg\|500px\|{{#if:Carte du Japon affichant la position géographique des stades\|Carte du Japon affichant la position géographique des stades\|Tournoi féminin de football aux Jeux olympiques d'été de 2020 est dans la page Japon2 .]]Yokohama Saitama Sendai Tokyo Kashima Sapporo | [[Fichier:Japan location map with side map of the Ryukyu Islands.svg\|500px\|{{#if:Carte du Japon affichant la position géographique des stades\|Carte du Japon affichant la position géographique des stades\|Tournoi féminin de football aux Jeux olympiques d'été de 2020 est dans la page Japon2 .]]Yokohama Saitama Sendai Tokyo Kashima Sapporo | [[Fichier:Japan location map with side map of the Ryukyu Islands.svg\|500px\|{{#if:Carte du Japon affichant la position géographique des stades\|Carte du Japon affichant la position géographique des stades\|Tournoi féminin de football aux Jeux olympiques d'été de 2020 est dans la page Japon2 .]]Yokohama Saitama Sendai Tokyo Kashima Sapporo | Photographie intérieure du Stade Sapporo Dome |

## Acteurs du tournoi

### Équipes qualifiées

Équipes qualifiées pour les tournois masculin et féminin
Équipes qualifiées pour le tournoi masculin
Équipes qualifiées pour le tournoi féminin

Chaque Comité national olympique peut engager une seule équipe dans la compétition.
Les épreuves qualificatives du tournoi féminin de football des Jeux olympiques se déroulent d'avril 2018 à avril 2021. En tant que pays hôte, le Japon est qualifiée d'office, tandis que les autres équipes passent par différents modes de qualifications continentales.
Plusieurs confédérations utilisent un même format de tournois pré-olympiques pour déterminer les équipes qualifiées, comme l'AFC, la CAF et la CONCACAF. Dans trois cas le format est cependant différent : pour l'UEFA dont les trois meilleures équipes européennes de la Coupe du monde 2019 sont qualifiées, la CONMEBOL, qui qualifie le vainqueur de la Copa América féminine 2018 et l'OFC qui attribue son unique place qualificative au vainqueur de la Coupe d'Océanie 2018.
Un match de barrage est prévu entre le finaliste du tournoi pré-olympique de la zone Afrique, le Cameroun et le second de la Copa América 2018, le Chili, pour attribuer la dernière place qualificative. Initialement prévues les 9 et 15 avril 2020, les deux rencontres de barrage sont reportées en raison de la pandémie de Covid-19. Après le report des Jeux olympiques en 2021, le 30 juillet 2020, la FIFA annonce que les matchs sont reportés aux 18 et 24 février 2021 et doivent se dérouler au Stade Ahmadou-Ahidjo de Yaoundé puis au Stade national de Santiago. Cependant, la FIFA décide le 4 février 2021 de reporter une nouvelle fois le barrage aux 10 et 13 avril 2021. Pour des raisons sanitaires, les deux matchs se déroulent finalement au Complexe sportif Emirhan à Antalya en Turquie. Grâce à deux buts de Camila Sáez et de Carla Guerrero, le Chili s'impose lors du match aller avant d'assurer sa qualification pour le premier tournoi olympique de son histoire trois jours plus tard avec un match nul zéro à zéro.
À noter la non-qualification de l'Allemagne, tenante du titre, et de la France, demi-finaliste en 2016, deux sélections majeures respectivement deuxième et troisième au classement FIFA avant la compétition, en raison de leur élimination en quart de finale de la Coupe du monde 2019. Trois autres sélections présentes à Rio de Janeiro quatre ans auparavant ne sont pas parvenues à se qualifier. Il s'agit de la Colombie, quatrième de la dernière Copa América, de l'Afrique du Sud et du Zimbabwe.
| Tournoi qualificatif                 | Date                             | Lieu               | Places | Qualifiés                      | Dernière participation |
| ------------------------------------ | -------------------------------- | ------------------ | ------ | ------------------------------ | ---------------------- |
| Pays organisateur                    |                                  |                    | 1      | Japon                          | 2012                   |
| Copa América 2018                    | 4-22 avril 2018                  | Chili              | 1      | Brésil                         | 2016                   |
| Coupe d'Océanie 2018                 | 18 novembre-1er décembre 2018    | Nouvelle-Calédonie | 1      | Nouvelle-Zélande               | 2016                   |
| Coupe du monde 2019 (zone UEFA)      | 7 juin-7 juillet 2019            | France             | 3      | Grande-Bretagne Pays-Bas Suède | 2012 Première 2016     |
| Tournoi pré-olympique de la CAF      | 1er avril 2019 - 22 janvier 2020 | Itinérant          | 1      | Zambie                         | Première               |
| Tournoi pré-olympique de la CONCACAF | 28 janvier - 9 février 2020      | États-Unis         | 2      | Canada États-Unis              | 2016                   |
| Tournoi pré-olympique de l'AFC       | 6-11 mars 2020 & 8-13 avril 2021 | Itinérant          | 2      | Australie Chine                | 2016                   |
| Barrage CAF-CONMEBOL                 | 10-13 avril 2021                 | Antalya, Turquie   | 1      | Chili                          | Première               |
| Total                                | Total                            | Total              | 12     |                                |                        |

#### Polémique hyperandrogénique autour de l'équipe zambienne
Qualifiée pour la première fois de son histoire pour le tournoi olympique après sa victoire face au Cameroun, l'équipe de Zambie a fait l'objet d'accusations concernant le véritable sexe de certaines des joueuses alignées. En effet, selon l'entraîneur camerounais Alain Djeumfa, les Copper Queens ont « deux hommes » dans leur effectif : Barbra Banda et Racheal Nachula. À la suite de cela, la Fédération camerounaise de football a déposé une réserve auprès de la Confédération africaine de football avant de demander à la FIFA d’ouvrir une enquête. En l'absence de preuves, cette demande a été rejetée.
Cette affaire revient sur le devant de la scène à l'occasion de la Coupe d'Afrique des nations de 2022 de laquelle est exclue Barbra Banda. Le président de la Fédération de Zambie de football, Andrew Kamanga, explique que « toutes les joueuses ont dû subir une vérification de leur genre, une exigence de la CAF, et malheureusement, elle n'a pas rempli les critères fixés par la CAF ».

### Joueuses
Le tournoi féminin est un tournoi international sans aucune restriction d'âge. Initialement, chaque nation devait présenter une équipe composée de dix-huit joueuses titulaires et de quatre joueuses réservistes. Cependant en raison de la pandémie de Covid-19, le CIO autorise les équipes à être composées de vingt-deux joueuses titulaires.

### Arbitres

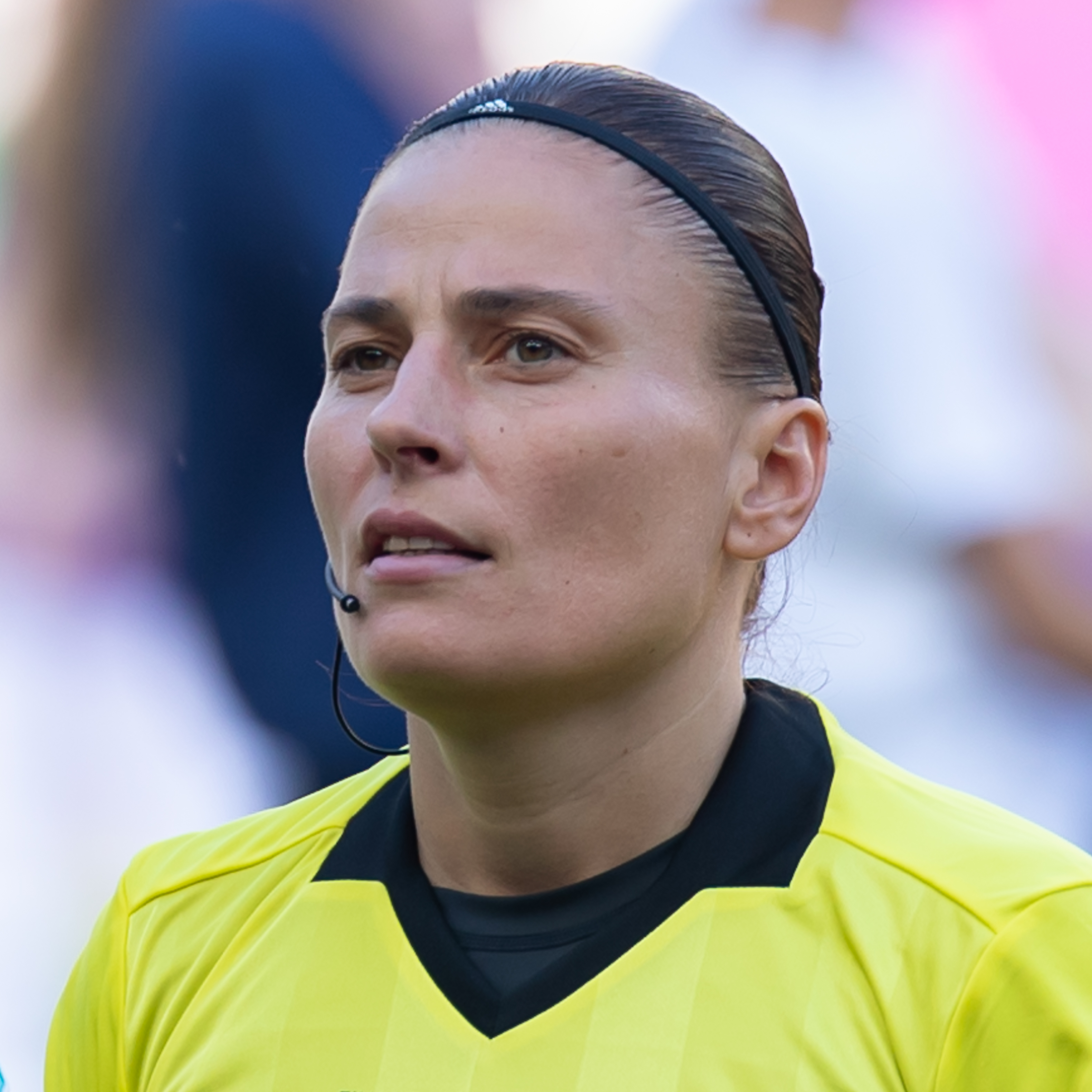
La Russe Anastasia Pustovoitova arbitre la finale du tournoi.

Le 23 avril 2021, la FIFA a sélectionné onze trios d'arbitres de terrain pour le tournoi féminin ainsi que vingt arbitres vidéo pour les deux tournois. Il s'agit d'ailleurs de la première utilisation de l'Assistance vidéo à l'arbitrage (VAR) dans une compétition olympique.
L'ensemble des arbitres principales sélectionnées pour officier lors de la compétition étaient déjà présentes lors de la précédente édition de la Coupe du monde qui s'est déroulée en France en 2019. En revanche, elles ne sont que cinq à avoir également officié lors du précédent tournoi olympique en 2016. Il s'agit de la Hondurienne Melissa Borjas, de la Française Stéphanie Frappart, de l'Ukrainienne Kateryna Monzul, de la Suissesse Esther Staubli et de la Mexicaine Lucila Venegas.
Avant le début de la compétition, tous les arbitres sélectionnés bénéficient d'une importante préparation délivrée par une équipe d’entraîneurs techniques comprenant des instructeurs de la FIFA, des préparateurs physiques, des physiothérapeutes et des scientifiques du sport.
Le 5 juillet 2021, la Russe Anastasia Pustovoitova est désignée pour arbitrer la finale du tournoi, trois ans après avoir dirigé le match pour la troisième place de la dernière Coupe du monde.
| Confédérations | Arbitres               | Arbitres assistants                 |
| -------------- | ---------------------- | ----------------------------------- |
| AFC            | Kate Jacewicz          | Kim Kyong-min Lee Seul-gi           |
| AFC            | Yoshimi Yamashita      | Makoto Bozono Naomi Teshirogi       |
| CAF            | Salima Mukansanga      | Bernadettar Kwimbira Mary Njorge    |
| CONCACAF       | Melissa Borjas         | Chantal Boudreau Shirley Perello    |
| CONCACAF       | Lucila Venegas         | Enedina Caudillo Mayte Chávez       |
| CONMEBOL       | Edina Alves Batista    | Neuza Back Mariana De Almeida       |
| CONMEBOL       | María Laura Fortunato  | Mónica Amboya Mary Blanco           |
| UEFA           | Stéphanie Frappart     | Manuela Nicolosi Michelle O'Neill   |
| UEFA           | Kateryna Monzul        | Sanja Rodak Maryna Striletska       |
| UEFA           | Anastasia Pustovoitova | Ekaterina Kurochkina Lucie Ratajova |
| UEFA           | Esther Staubli         | Susanne Küng Katrin Rafalski        |

| Confédérations | Arbitres VAR               |
| -------------- | -------------------------- |
| AFC            | Abdulla Al-Marri           |
| AFC            | Fu Ming                    |
| AFC            | Muhammad Taqi              |
| CAF            | Mahmoud Mohamed Ashour     |
| CAF            | Adil Zourak                |
| CONCACAF       | Edvin Jurisevic            |
| CONCACAF       | Erick Miranda              |
| CONCACAF       | Chris Penso                |
| CONMEBOL       | Andrés Cunha               |
| CONMEBOL       | Nicolás Gallo              |
| CONMEBOL       | Wagner Reway               |
| CONMEBOL       | Mauro Vigliano             |
| UEFA           | Abdulkadir Bitigen         |
| UEFA           | Guillermo Cuadra Fernández |
| UEFA           | Marco Guida                |
| UEFA           | Tiago Martins              |
| UEFA           | Benoît Millot              |
| UEFA           | Paweł Raczkowski           |
| UEFA           | Roi Reinshreiber           |
| UEFA           | Bibiana Steinhaus          |

### Tirage au sort
Le tirage au sort a lieu le 21 avril 2021 à 10 h 00 (UTC+02:00) au siège de la FIFA à Zurich et a été effectué par Lindsay Tarpley et Ryan Nelsen sous le contrôle de Sarai Bareman, responsable du football féminin mondial. Les douze équipes ont été réparties en trois groupes de quatre équipes. Les hôtes japonais ont été automatiquement classés dans le pot 1 et affectés à la position E1, tandis que les équipes restantes ont été classées dans leurs pots respectifs sur la base du classement mondial féminin de la FIFA publié le 16 avril 2021. Comme la Grande-Bretagne n'est pas membre de la FIFA et n'a donc pas de classement, elle a été classée sur la base du classement FIFA de l'Angleterre. Aucun groupe ne pouvait contenir plus d'une équipe de chaque confédération.
| Pot 1            | Pot 2                | Pot 3          | Pot 4                  |
| ---------------- | -------------------- | -------------- | ---------------------- |
| Japon (11e)      | Suède (5e)           | Canada (8e)    | Nouvelle-Zélande (22e) |
| États-Unis (1er) | Grande-Bretagne (6e) | Australie (9e) | Chili (37e)            |
| Pays-Bas (3e)    | Brésil (7e)          | Chine (14e)    | Zambie (104e)          |

| Groupe E             | Groupe F      | Groupe G              |
| -------------------- | ------------- | --------------------- |
| (E1) Japon           | (F1) Chine    | (G1) Suède            |
| (E2) Canada          | (F2) Brésil   | (G2) États-Unis       |
| (E3) Grande-Bretagne | (F3) Zambie   | (G3) Australie        |
| (E4) Chili           | (F4) Pays-Bas | (G4) Nouvelle-Zélande |

## Préparation des équipes
La grande majorité des sélections qualifiées pour le tournoi olympique ont suivi une préparation au cours des mois précédant le début de la compétition.

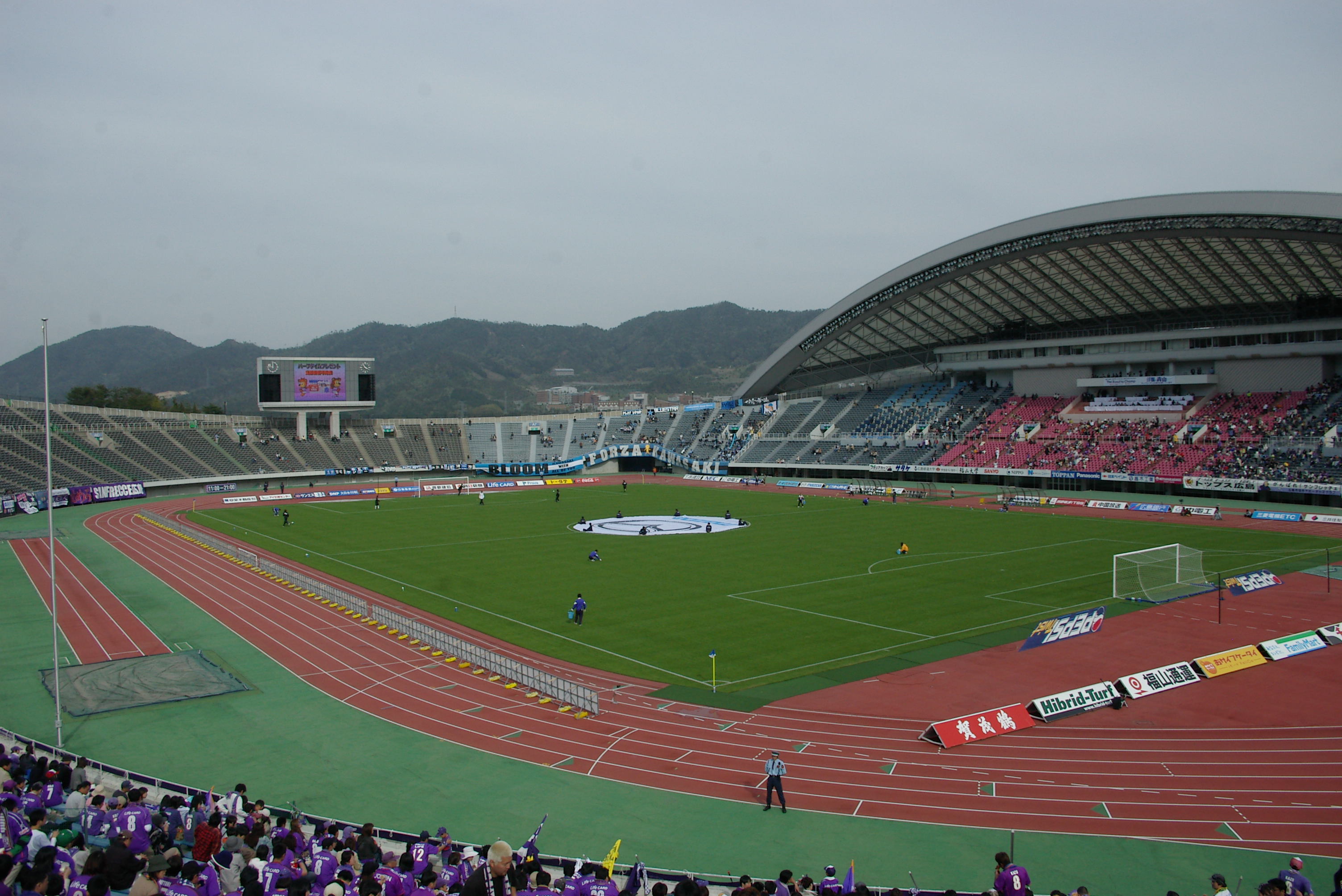
Le Japon, pays hôte, commence sa préparation à la Grande Arche d'Hiroshima.

Le pays hôte entame sa série de matchs amicaux par la réception, à la Grande Arche d'Hiroshima devant seulement 796 spectateurs, de l'Ukraine qui vient d'échouer à se qualifier pour le Championnat d'Europe 2022 à la suite de sa défaite en barrages contre l'Irlande du Nord. L'équipe nippone s'impose huit buts à zéro contre les Zhinky avec notamment deux doublés de Yuzuho Shiokoshi et de Mana Iwabuchi. Cette dernière affirme après la rencontre que malgré le net succès du Japon, il faudra faire encore mieux car le tournoi olympique va être extrêmement difficile. Trois jours seulement après ce premier succès, les Japonaises récidivent en battant le Mexique sur le score de cinq buts à un. Après une première demi-heure équilibrée, Mana Iwabuchi ouvre le score d'une frappe au ras du poteau. Au retour des vestiaires, les Nippones ont déroulé inscrivant quatre nouveaux buts par l'intermédiaire de quatre joueuses différentes. Pour conclure sa préparation, le Japon se confronte à une autre équipe qualifiée pour le tournoi final, l'Australie. Pour l'entraîneur des Matildas, Tony Gustavsson, le Japon est « une équipe redoutable qui a un style distinctif, un style de football très technique par rapport à nos quatre derniers adversaires européens ». Le but de Mana Iwabuchi sur pénalty peu avant l'heure de jeu permet au pays hôte de remporter un troisième match consécutif. L'autre sélection asiatique qualifiée pour les Jeux, la Chine, ne dispute quant à elle, aucune rencontre amicale.

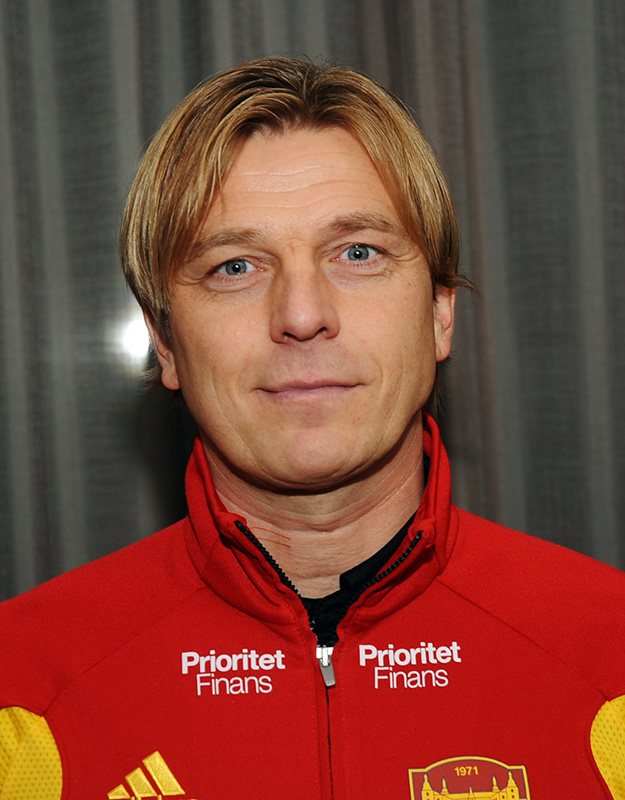
Tony Gustavsson, le sélectionneur des Matildas, redoute l'équipe du pays hôte.

Pour les deux sélections océaniennes, la préparation s'est avérée peu concluante du point de vue des résultats avec un match nul pour trois revers. Les Australiennes ont débuté par une défaite trois buts à deux contre le Danemark après avoir été menées trois buts à zéro en vingt-cinq minutes et en ayant inscrit deux buts contre leur camp. Ce résultat confirme les difficultés défensives des Matildas qui s'étaient lourdement inclinés cinq à deux et cinq à zéro, respectivement contre l'Allemagne et les Pays-Bas, lors de la précédente session internationale en avril. Quelques jours après ce revers et avant d'échouer à nouveau contre le Japon, l'Australie décroche un match nul zéro à zéro en Suède, contre une de leurs bêtes noires, à l'issue d'un match terne avec peu d'occasions de but. Pour sa part, l'équipe de Nouvelle-Zélande ne dispute qu'une seule rencontre amicale contre la Grande-Bretagne, une semaine avant le début des Jeux. Les Britanniques s'imposent largement trois buts à zéro grâce notamment à un doublé d'Ellen White. Il s'agit également du seul match amical de la Grande-Bretagne. En effet, l'équipe britannique devait initialement affronter la Zambie  le 1er juillet 2021 à Stoke-on-Trent dans le cadre l'unique match de préparation de la sélection africaine. Toutefois, quinze jours avant le match et en raison de complications liées aux restrictions de voyage dues au Covid-19, la Zambie annonce qu'elle ne pourra pas participer à la rencontre.
Les Pays-Bas débutent leur préparation olympique par deux matchs amicaux au mois de juin. La première rencontre, disputée à Ferrera, se solde par une défaite un but à zéro face à l'Italie à la suite d'une réalisation de Cristiana Girelli sur penalty au quart d'heure de jeu et ce malgré une seconde période de qualité. Cinq jours après cet échec, les Hollandaises se rattrapent avec une écrasante victoire sept buts à zéro contre la Norvège avec cinq buteuses différentes. Pour cette rencontre, la sélectionneuse Sarina Wiegman a aligné une équipe proche de l'équipe-type qui disputera le tournoi olympique de Tokyo. En raison de l'annulation du match amical contre l'Afrique du Sud à la suite de nombreux cas de Covid-19 dans la sélection africaine, les hollandaises disputent un dernier entraînement à domicile, ouvert au public, le samedi 3 juillet avant de prendre la route de Tokyo. Arrivée au Japon dans la matinée du 7 juillet, la sélection néerlandaise se rend dans la foulée dans la station balnéaire de Kamogawa, son lieu de résidence, où elle est accueillie par le maire de la commune.
L'équipe de Suède joue deux rencontres de préparation au cours du mois de juin. La première contre une sélection voisine, celle de Norvège, qui la voit s'imposer sur le score d'un but à zéro. Malgré ce faible écart numérique, les Blågult ont largement dominé leurs adversaires inscrivant notamment un autre but, refusé en raison d'une position de hors-jeu de Stina Blackstenius. Lors de cette rencontre, la capitaine suédoise Caroline Seger est devenue la joueuse la plus capée de l'histoire de son pays avec 214 sélections, dépassant ainsi le précédent record détenu par Therese Sjögran. Le 15 juin 2021, la Suède bute cette fois-ci sur l'Australie et concède un match nul zéro à zéro.

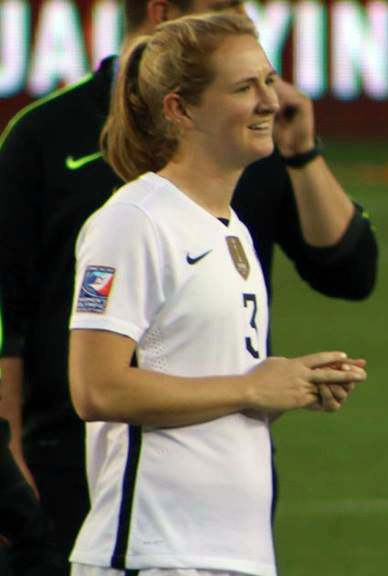
La milieu de terrain américaine Sam Mewis inscrit le seul but de son équipe lors du match contre le Portugal.

De son côté, la Seleção entame sa préparation par deux matchs amicaux disputés à Carthagène dans le Sud de l'Espagne. La première rencontre se tient le 11 juin et voit l'équipe brésilienne s'imposer trois buts à zéro face à la Russie, vingt-cinquième nation mondiale, grâce à deux buts de Bruna Benites et une réalisation d'Andressa. Trois jours après ce net succès, le Brésil défie, toujours à Carthagène, les médaillées de bronze canadiennes des derniers Jeux. Malgré une domination des Sud-Américaines, les deux équipes se séparent sur un score nul et vierge. Le Canada enchaîne ainsi une quatrième rencontre sans parvenir à marquer. En effet en ouverture de sa préparation, l'équipe dirigée par Bev Priestman avait déjà concédé un match nul zéro à zéro contre la République tchèque.
Les États-Unis, grands favoris pour décrocher la médaille d'or, se servent de leur habituelle tournée estivale pour préparer le tournoi olympique. Leur premier adversaire, le Portugal, a opposé une solide défense durant une grande partie de la rencontre, ne craquant qu'à la 76e minute sur un but de la tête de Sam Mewis. Lors de leur deuxième rencontre amicale, les Américaines gagnent assez aisément contre la Jamaïque sur le score de quatre buts à zéro en ayant concédées seulement trois tirs non cadrés. Pour la finale des Summer Series, les Américaines se voient opposer au Nigeria. Beaucoup plus joueuse que ses deux précédents adversaires, l'équipe africaine bouscule les États-Unis. Cependant, grâce à deux buts inscrits dans les arrêts de jeu de chaque mi-temps, les États-Unis s'imposent et signent un quarante-troisième match consécutif sans défaite. Pour clore sa préparation, les Américaines affrontent par deux fois le Mexique qu'elles battent quatre buts à zéro lors de chaque rencontre,.
Enfin, l'équipe du Chili dispute deux rencontres amicales en Europe, une défaite un à zéro contre la Slovaquie malgré une nette domination des Sud-américaines et un match nul et vierge contre l'Allemagne au terme d'une partie équilibrée, avant de se préparer à domicile pour le tournoi olympique. La sélection chilienne arrive à Sapporo dans la nuit du 15 juillet après un trajet de près de trois jours qui, selon l'entraîneur José Letelier, a laissé des traces au niveau physique. Le premier entraînement sur le sol nippon a, quant à lui, lieu le lendemain à 17 heures.

## Compétition

### Premier tour
Les deux premiers de chaque groupe ainsi que les deux meilleurs troisièmes se qualifient pour les quarts de finale.
Chaque équipe reçoit trois points pour une victoire et un pour un match nul. En cas d'égalité de points dans un groupe les équipes sont départagées suivant :
1. la meilleure différence de buts ;
2. le plus grand nombre de buts marqués ;
3. le plus grand nombre de points obtenus dans les matches de groupe entre les équipes concernées ;
4. la différence de buts particulière dans les matches de groupe entre les équipes concernées ;
5. le plus grand nombre de buts marqués dans les matches de groupe entre les équipes concernées ;
6. le plus petit nombre de points au classement du fair play ;
7. tirage au sort.

#### Groupe E

##### Résumé

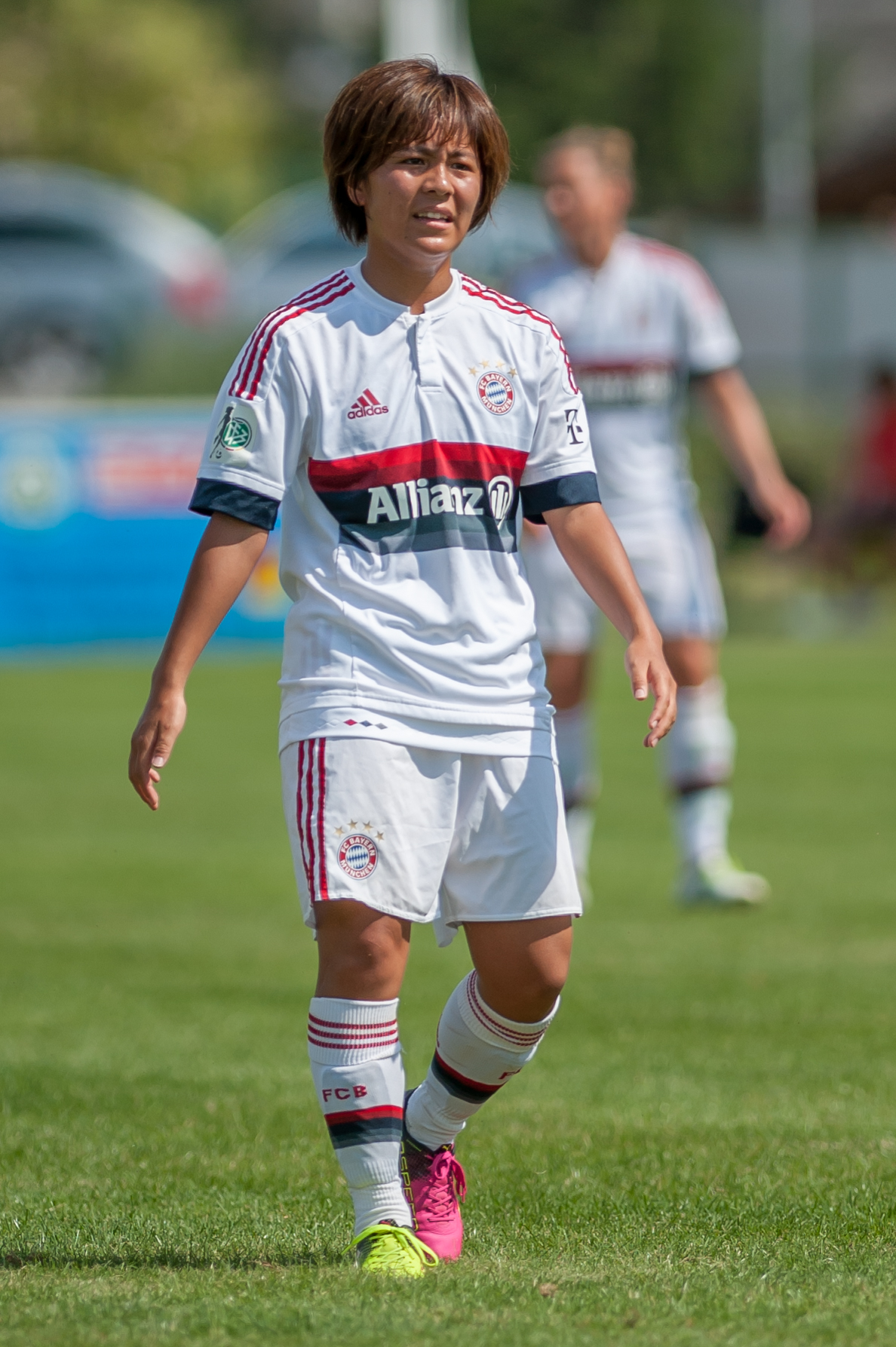
Mana Iwabuchi inscrit le premier but du pays hôte face au Canada.

C'est à 16 h 30 que débute, au Dôme de Sapporo près de 1 200 km au nord de Tokyo, le match d'ouverture opposant la Grande-Bretagne, qui fait son retour neuf ans après les Jeux de Londres en 2012 à la suite de la reconstitution d'une équipe britannique en 2018, au Chili qui participe pour la première fois de son histoire au tournoi olympique. Dans un stade vide en raison du huis clos décidé par le CIO pour l'ensemble des compétitions, les joueuses des deux équipes mettent un genou à terre avant le coup d'envoi de la partie afin de soutenir la lutte contre les discriminations raciales et notamment le mouvement Black Lives Matter. Largement dominatrices, les Britanniques ouvrent le score à la 18e minute de jeu par l'intermédiaire d'Ellen White qui reprend de près le ballon remis de la tête par Lauren Hemp. Supérieure en tout point, la Grande-Bretagne double le score à un quart d'heure de la fin du match. Ellen White inscrit son deuxième but en reprenant un centre de Lucy Bronze, sa coéquipière à Manchester City,.
Le deuxième match du groupe E, le quatrième de la journée, marque l'entrée en lice de l'équipe du pays hôte, récent vainqueur de la Coupe d'Asie 2018, face au Canada, médaillée de bronze lors des deux précédentes éditions à Londres en 2012 puis à Rio de Janeiro en 2016. L'équipe nord-américaine débute parfaitement la partie en ouvrant le score dès la 6e minute à la suite d'une frappe de Christine Sinclair, qui connaît sa 300e sélection, après que le ballon a été repoussé par le poteau sur sa première tentative. Dans un match équilibré et plaisant à suivre, le Japon obtient un penalty en début de seconde période à la suite d'une faute de la gardienne canadienne Stephanie Labbé. Cette dernière parvient à stopper la tentative de Mina Tanaka et maintient son équipe en tête mais sera toutefois contrainte de quitter le terrain en raison d'une douleur à son épaule gauche. Dans la foulée, Janine Beckie inscrit un deuxième but en faveur du Canada, refusé pour une position de hors-jeu. En toute fin de partie, Mana Iwabuchi parvient à égaliser d'une frappe du pied droit depuis l'extérieur de la surface de réparation et offre ainsi le match nul au Japon,.

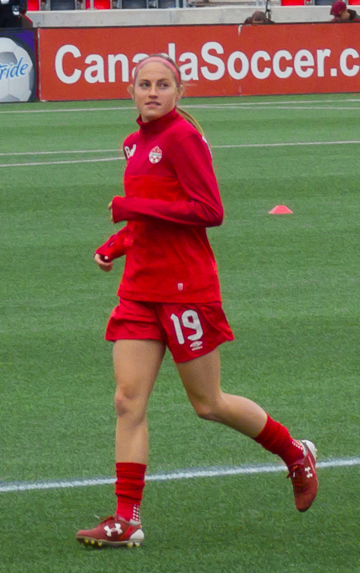
Janine Beckie (ici en 2016) inscrit deux buts face au Chili.

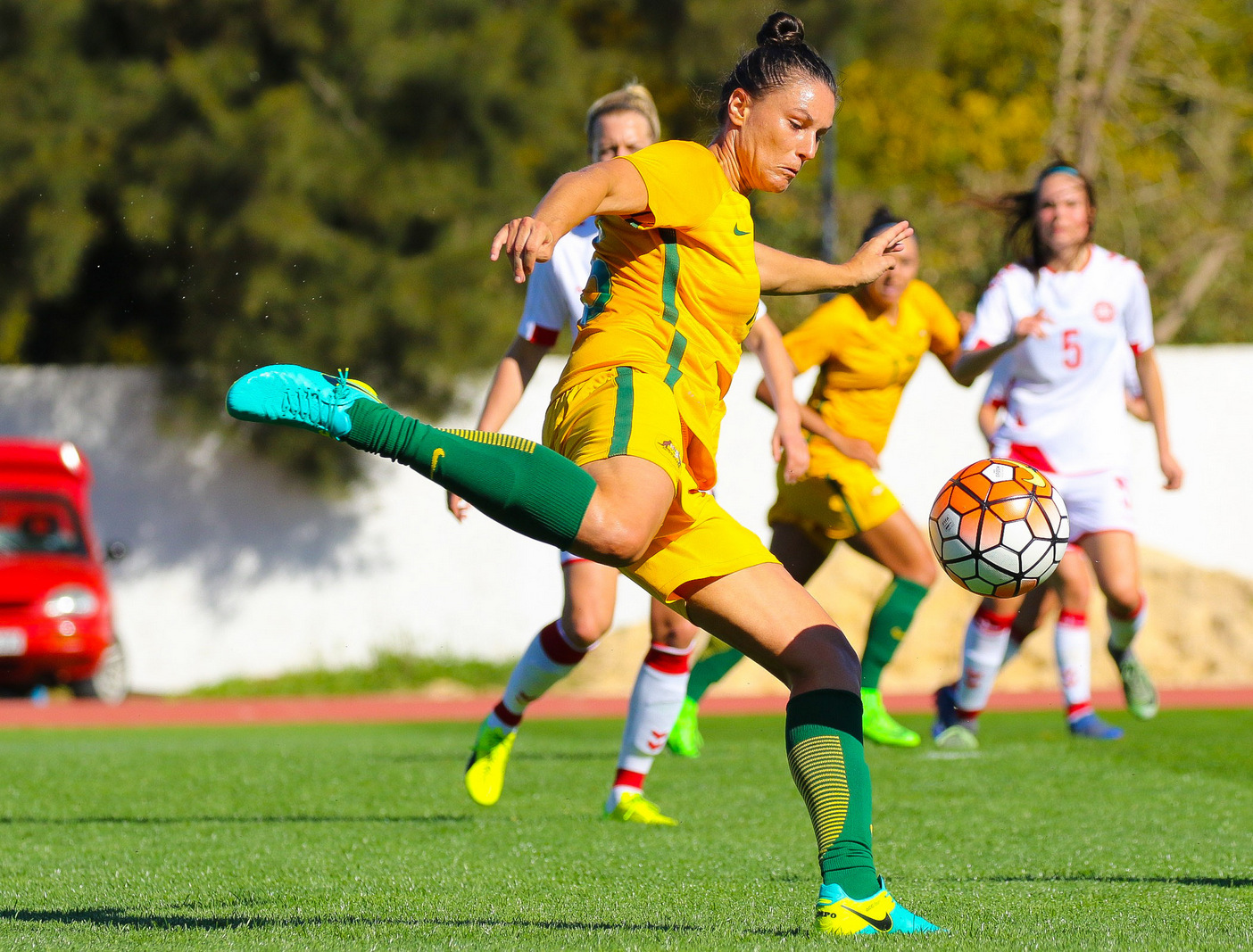
Emily Gielnik inscrit le troisième but australien d'une frappe lointaine.

La première rencontre de la deuxième journée oppose les Canadiennes aux Chiliennes. Très rapidement, le Canada met son adversaire sous pression et se procure plusieurs situations jusqu'à inscrire un premier but qui sera toutefois refusé car poussé dans le but de la main par Kadeisha Buchanan. Dix minutes plus tard, à la suite d'une faute de la défenseure chilienne Daniela Pardo dans la surface de réparation, le Canada obtient un penalty qui sera cependant manqué par Janine Beckie, sa frappe heurtant le poteau gauche. Il faudra attendre la 39e minute pour voir les Nord-américaines ouvrir le score à la suite d'une frappe de Janine Beckie qui reprend un ballon repoussé par Christiane Endler, la gardienne chilienne. Au retour des vestiaires, Janine Beckie inscrit son trente-troisième but en sélection après avoir dribblé la gardienne adverse. À la 57e minute, le Chili obtient à son tour un penalty, à la suite d'une faute de Shelina Zadorsky, et réduit l'écart par l'intermédiaire de Karen Araya. À la suite de ce but, la partie s'équilibre et le Chili tente de revenir au score, en vain malgré une frappe sur le poteau en fin de match,.
La seconde affiche oppose la Grande-Bretagne, en tête du classement après sa victoire inaugurale, au Japon. Dans une partie au faible rythme, il faudra attendre la 74e minute pour voir la Grande-Bretagne ouvrir le score à la suite d'une tête d'Ellen White reprenant un centre de Lucy Bronze. Malgré une bonne qualité technique, les Japonaises n'arrivent que très peu à déborder la défense britannique qui contrôle bien la fin de la rencontre, échouant même de peu à inscrire un second but, la frappe de Caroline Weir frôlant la barre transversale. Grâce à ce succès, l'équipe de Grande-Bretagne assure dès son deuxième match sa qualification pour les quarts de finale du tournoi olympique.
La dernière journée commence par une confrontation entre le Chili et le Japon, respectivement quatrième et troisième au classement. Les deux équipes doivent s'imposer pour espérer faire partie des deux meilleurs troisièmes afin de participer aux quarts de finale. Très largement dominateur pendant l'ensemble de la rencontre, le Japon ouvre finalement le score dans le dernier quart d'heure du match grâce à une combinaison entre Mana Iwabuchi et Mina Tanaka. Cela alors que quelques minutes auparavant le Chili, sur une de ses rares occasions, a failli marquer contre le cours du jeu, la frappe de Francisca Lara s'écrasant sur la barre transversale. Ce succès étriqué du Japon lui permet de se qualifier pour le tour suivant grâce à la défaite de la Chine dans le groupe F.
Déjà assurée de participer aux quarts de finale, la Grande-Bretagne est parvenue à confirmer sa première place au classement grâce à son match nul un but partout face au Canada qui adjuge ainsi la deuxième place et rallie également le tour suivant. Lors d'une première mi-temps rythmée lors de laquelle les deux équipes se sont procuré des situations de but, l'inefficacité et l’imprécision des joueuses n'a pas permis l'ouverture du score. Au retour des vestiaires, malgré une intensité bien moins forte, le Canada parvient à ouvrir la marque à la 55e minute à la suite d'une bonne remontée de balle de la défenseure Ashley Lawrence qui trouve en retrait Adriana Leon dont la frappe rentre dans le but britannique. Les Canadiennes étant sur la défensive après leur but, les Britanniques se créent plusieurs situations avec notamment une frappe de Caroline Weir sur la barre transversale à vingt minutes du terme de la partie. En toute fin de match, la Grande-Bretagne égalise à la suite d'une frappe lointaine de Caroline Weir déviée par Nichelle Prince hors de portée de la gardienne canadienne Stephanie Labbé.

##### Classement
| Rang | Équipe          | Pts | J | G | N | P | Bp | Bc | Diff |
| ---- | --------------- | --- | - | - | - | - | -- | -- | ---- |
| 1    | Grande-Bretagne | 7   | 3 | 2 | 1 | 0 | 4  | 1  | +3   |
| 2    | Canada          | 5   | 3 | 1 | 2 | 0 | 4  | 3  | +1   |
| 3    | Japon           | 4   | 3 | 1 | 1 | 1 | 2  | 2  | 0    |
| 4    | Chili           | 0   | 3 | 0 | 0 | 3 | 1  | 5  | -4   |

     Équipes qualifiées ; Pts = points ; J = joués ; G = gagnés ; N = nuls ; P = perdus ;

Bp = buts pour ; Bc = buts contre ; Diff = différence de buts.

##### Rencontres
1re journée
| 21 juillet 2021     | Grande-Bretagne | 2 - 0   | Chili | | |
| 16 h 30 (UTC+09:00) | ( Hemp) White 18e · ( Bronze) White 72e | (1 - 0) | | Dôme de Sapporo, Sapporo Spectateurs : 0 (huis clos) Arbitrage : Salima Mukansanga Arbitres assistants : Bernadettar Kwimbira Mary Njorge Quatrième arbitre : Ndidi Madu Arbitre vidéo : Abdulla Al-Marri | Dôme de Sapporo, Sapporo Spectateurs : 0 (huis clos) Arbitrage : Salima Mukansanga Arbitres assistants : Bernadettar Kwimbira Mary Njorge Quatrième arbitre : Ndidi Madu Arbitre vidéo : Abdulla Al-Marri |
| 16 h 30 (UTC+09:00) | Rapport |         | | Dôme de Sapporo, Sapporo Spectateurs : 0 (huis clos) Arbitrage : Salima Mukansanga Arbitres assistants : Bernadettar Kwimbira Mary Njorge Quatrième arbitre : Ndidi Madu Arbitre vidéo : Abdulla Al-Marri | Dôme de Sapporo, Sapporo Spectateurs : 0 (huis clos) Arbitrage : Salima Mukansanga Arbitres assistants : Bernadettar Kwimbira Mary Njorge Quatrième arbitre : Ndidi Madu Arbitre vidéo : Abdulla Al-Marri |
| 16 h 30 (UTC+09:00) | Roebuck - Bronze, Houghton , Bright, Daly - Walsh ( 69e Ingle), Weir ( 90e Scott) - Stanway, Little ( 90+2e Toone), Hemp ( 68e Parris) - White | Équipes | Endler - N. López ( 81e Balmaceda), Pardo, Guerrero, Sáez - Zamora, Araya, Lara, Aedo ( 78e Acuña) - Y. López ( 70e Mardones) - Urrutia | Dôme de Sapporo, Sapporo Spectateurs : 0 (huis clos) Arbitrage : Salima Mukansanga Arbitres assistants : Bernadettar Kwimbira Mary Njorge Quatrième arbitre : Ndidi Madu Arbitre vidéo : Abdulla Al-Marri | Dôme de Sapporo, Sapporo Spectateurs : 0 (huis clos) Arbitrage : Salima Mukansanga Arbitres assistants : Bernadettar Kwimbira Mary Njorge Quatrième arbitre : Ndidi Madu Arbitre vidéo : Abdulla Al-Marri |

| 21 juillet 2021     | Japon | 1 - 1   | Canada | | |
| 19 h 30 (UTC+09:00) | Iwabuchi 84e | (0 - 1) | 6e Sinclair | Dôme de Sapporo, Sapporo Spectateurs : 0 (huis clos) Arbitrage : Edina Alves Arbitres assistants : Neuza Back Mónica Amboya Quatrième arbitre : Maria Rivet Arbitre vidéo : Wagner Reway | Dôme de Sapporo, Sapporo Spectateurs : 0 (huis clos) Arbitrage : Edina Alves Arbitres assistants : Neuza Back Mónica Amboya Quatrième arbitre : Maria Rivet Arbitre vidéo : Wagner Reway |
| 19 h 30 (UTC+09:00) | Rapport |         | | Dôme de Sapporo, Sapporo Spectateurs : 0 (huis clos) Arbitrage : Edina Alves Arbitres assistants : Neuza Back Mónica Amboya Quatrième arbitre : Maria Rivet Arbitre vidéo : Wagner Reway | Dôme de Sapporo, Sapporo Spectateurs : 0 (huis clos) Arbitrage : Edina Alves Arbitres assistants : Neuza Back Mónica Amboya Quatrième arbitre : Maria Rivet Arbitre vidéo : Wagner Reway |
| 19 h 30 (UTC+09:00) | Ikeda - Shimizu, Kumagai , Minami, Kitamura - Shiokoshi ( 62e Endo), Miura, Nakajima ( 76e Sugita), Hasegawa ( 90e Momiki) - Sugasawa ( 46e Tanaka) - Iwabuchi | Équipes | Labbé ( 53e) ( 58e Sheridan) - Lawrence, Buchanan, Zadorsky, Chapman - Scott, Quinn ( 73e Rose), Prince ( 85e Leon), Fleming, Beckie - Sinclair ( 85e Viens) | Dôme de Sapporo, Sapporo Spectateurs : 0 (huis clos) Arbitrage : Edina Alves Arbitres assistants : Neuza Back Mónica Amboya Quatrième arbitre : Maria Rivet Arbitre vidéo : Wagner Reway | Dôme de Sapporo, Sapporo Spectateurs : 0 (huis clos) Arbitrage : Edina Alves Arbitres assistants : Neuza Back Mónica Amboya Quatrième arbitre : Maria Rivet Arbitre vidéo : Wagner Reway |

2e journée
| 24 juillet 2021     | Chili | 1 - 2   | Canada | | |
| 16 h 30 (UTC+09:00) | Araya 57e (pen.) | (0 - 1) | 39e Beckie · 47e Beckie (Prince ) | Dôme de Sapporo, Sapporo Spectateurs : 0 (huis clos) Arbitrage : Esther Staubli Arbitres assistants : Susanne Küng Katrin Rafalski Quatrième arbitre : Maria Rivet Arbitre vidéo : Muhammad Taqi | Dôme de Sapporo, Sapporo Spectateurs : 0 (huis clos) Arbitrage : Esther Staubli Arbitres assistants : Susanne Küng Katrin Rafalski Quatrième arbitre : Maria Rivet Arbitre vidéo : Muhammad Taqi |
| 16 h 30 (UTC+09:00) | Rapport |         | | Dôme de Sapporo, Sapporo Spectateurs : 0 (huis clos) Arbitrage : Esther Staubli Arbitres assistants : Susanne Küng Katrin Rafalski Quatrième arbitre : Maria Rivet Arbitre vidéo : Muhammad Taqi | Dôme de Sapporo, Sapporo Spectateurs : 0 (huis clos) Arbitrage : Esther Staubli Arbitres assistants : Susanne Küng Katrin Rafalski Quatrième arbitre : Maria Rivet Arbitre vidéo : Muhammad Taqi |
| 16 h 30 (UTC+09:00) | Endler - Balmaceda, Pardo ( 18e) ( 90+3e Grez), Guerrero, Sáez - Zamora, Araya, Lara, Aedo - Y. López ( 64e) ( 85e Acuña) - Urrutia | Équipes | Sheridan - Lawrence, Buchanan, Zadorsky, Riviere - Scott ( 79e), Grosso ( 61e Quinn) - Beckie, Fleming, Prince ( 61e Rose) - Sinclair | Dôme de Sapporo, Sapporo Spectateurs : 0 (huis clos) Arbitrage : Esther Staubli Arbitres assistants : Susanne Küng Katrin Rafalski Quatrième arbitre : Maria Rivet Arbitre vidéo : Muhammad Taqi | Dôme de Sapporo, Sapporo Spectateurs : 0 (huis clos) Arbitrage : Esther Staubli Arbitres assistants : Susanne Küng Katrin Rafalski Quatrième arbitre : Maria Rivet Arbitre vidéo : Muhammad Taqi |

| 24 juillet 2021     | Japon | 0 - 1   | Grande-Bretagne | | |
| 19 h 30 (UTC+09:00) | | (0 - 0) | 74e White (Bronze ) | Dôme de Sapporo, Sapporo Spectateurs : 0 (huis clos) Arbitrage : Anastasia Pustovoitova Arbitres assistants : Ekaterina Kurochkina Sanja Rodak Quatrième arbitre : Ndidi Madu Arbitre vidéo : Bibiana Steinhaus | Dôme de Sapporo, Sapporo Spectateurs : 0 (huis clos) Arbitrage : Anastasia Pustovoitova Arbitres assistants : Ekaterina Kurochkina Sanja Rodak Quatrième arbitre : Ndidi Madu Arbitre vidéo : Bibiana Steinhaus |
| 19 h 30 (UTC+09:00) | Rapport |         | | Dôme de Sapporo, Sapporo Spectateurs : 0 (huis clos) Arbitrage : Anastasia Pustovoitova Arbitres assistants : Ekaterina Kurochkina Sanja Rodak Quatrième arbitre : Ndidi Madu Arbitre vidéo : Bibiana Steinhaus | Dôme de Sapporo, Sapporo Spectateurs : 0 (huis clos) Arbitrage : Anastasia Pustovoitova Arbitres assistants : Ekaterina Kurochkina Sanja Rodak Quatrième arbitre : Ndidi Madu Arbitre vidéo : Bibiana Steinhaus |
| 19 h 30 (UTC+09:00) | Yamashita ( 79e) - Shimizu, Kumagai , Minami, Miyagawa - Shiokoshi ( 55e Momiki), Nakajima ( 55e Iwabuchi), Sugita, Hasegawa - Hayashi ( 30e) ( 67e Miura), Tanaka ( 67e Endo) | Équipes | Roebuck - Bronze, Houghton, Williamson, Stokes - Walsh, Ingle ( 59e Weir) - Parris ( 76e Daly), Little ( 89e Scott), Hemp ( 88e Stanway) - White | Dôme de Sapporo, Sapporo Spectateurs : 0 (huis clos) Arbitrage : Anastasia Pustovoitova Arbitres assistants : Ekaterina Kurochkina Sanja Rodak Quatrième arbitre : Ndidi Madu Arbitre vidéo : Bibiana Steinhaus | Dôme de Sapporo, Sapporo Spectateurs : 0 (huis clos) Arbitrage : Anastasia Pustovoitova Arbitres assistants : Ekaterina Kurochkina Sanja Rodak Quatrième arbitre : Ndidi Madu Arbitre vidéo : Bibiana Steinhaus |

3e journée
| 27 juillet 2021     | Chili | 0 - 1   | Japon | | |
| 20 h 00 (UTC+09:00) | | (0 - 0) | 77e Tanaka (Iwabuchi ) | Stade de Miyagi, Rifu Spectateurs : 1 326 Arbitrage : Melissa Borjas Arbitres assistants : Mary Blanco Shirley Perello Quatrième arbitre : Ndidi Madu Arbitre vidéo : Paweł Raczkowski Arbitres assistants vidéo : Roi Reinshreiber | Stade de Miyagi, Rifu Spectateurs : 1 326 Arbitrage : Melissa Borjas Arbitres assistants : Mary Blanco Shirley Perello Quatrième arbitre : Ndidi Madu Arbitre vidéo : Paweł Raczkowski Arbitres assistants vidéo : Roi Reinshreiber |
| 20 h 00 (UTC+09:00) | Rapport |         | | Stade de Miyagi, Rifu Spectateurs : 1 326 Arbitrage : Melissa Borjas Arbitres assistants : Mary Blanco Shirley Perello Quatrième arbitre : Ndidi Madu Arbitre vidéo : Paweł Raczkowski Arbitres assistants vidéo : Roi Reinshreiber | Stade de Miyagi, Rifu Spectateurs : 1 326 Arbitrage : Melissa Borjas Arbitres assistants : Mary Blanco Shirley Perello Quatrième arbitre : Ndidi Madu Arbitre vidéo : Paweł Raczkowski Arbitres assistants vidéo : Roi Reinshreiber |
| 20 h 00 (UTC+09:00) | Endler - Pardo ( 76e Mardones), Guerrero, Sáez, Balmaceda ( 46e Toro) - Araya, López ( 81e Pinilla), Lara, Aedo ( 82e Acuña) - Urrutia, Zamora ( 56e Grez) | Équipes | Yamashita ( 79e) - Shimizu, Kumagai ( 90e), Takarada, Kitamura - Hasegawa ( 66e Kinoshita), Miura ( 60e) ( 83e Nakajima), Hayashi ( 55e Endo), Sugita - Iwabuchi, Sugasawa ( 46e Tanaka) | Stade de Miyagi, Rifu Spectateurs : 1 326 Arbitrage : Melissa Borjas Arbitres assistants : Mary Blanco Shirley Perello Quatrième arbitre : Ndidi Madu Arbitre vidéo : Paweł Raczkowski Arbitres assistants vidéo : Roi Reinshreiber | Stade de Miyagi, Rifu Spectateurs : 1 326 Arbitrage : Melissa Borjas Arbitres assistants : Mary Blanco Shirley Perello Quatrième arbitre : Ndidi Madu Arbitre vidéo : Paweł Raczkowski Arbitres assistants vidéo : Roi Reinshreiber |

| 27 juillet 2021     | Canada | 1 - 1   | Grande-Bretagne | | |
| 20 h 00 (UTC+09:00) | ( Lawrence) Leon 55e | (0 - 0) | Prince 85e (csc) | Stade de Kashima, Kashima Spectateurs : 0 (huis clos) Arbitrage : Kateryna Monzul Arbitres assistants : Lucie Ratajova Maryna Striletska Quatrième arbitre : Kate Jacewicz Arbitre vidéo : Mahmoud Mohamed Ashour Arbitres assistants vidéo : Wagner Reway | Stade de Kashima, Kashima Spectateurs : 0 (huis clos) Arbitrage : Kateryna Monzul Arbitres assistants : Lucie Ratajova Maryna Striletska Quatrième arbitre : Kate Jacewicz Arbitre vidéo : Mahmoud Mohamed Ashour Arbitres assistants vidéo : Wagner Reway |
| 20 h 00 (UTC+09:00) | Rapport |         | | Stade de Kashima, Kashima Spectateurs : 0 (huis clos) Arbitrage : Kateryna Monzul Arbitres assistants : Lucie Ratajova Maryna Striletska Quatrième arbitre : Kate Jacewicz Arbitre vidéo : Mahmoud Mohamed Ashour Arbitres assistants vidéo : Wagner Reway | Stade de Kashima, Kashima Spectateurs : 0 (huis clos) Arbitrage : Kateryna Monzul Arbitres assistants : Lucie Ratajova Maryna Striletska Quatrième arbitre : Kate Jacewicz Arbitre vidéo : Mahmoud Mohamed Ashour Arbitres assistants vidéo : Wagner Reway |
| 20 h 00 (UTC+09:00) | Labbé - Riviere ( 24e), Buchanan , Gilles, Lawrence ( 81e Carle) - Schmidt, Quinn ( 67e Grosso) - Rose ( 46e Huitema), Beckie ( 46e Fleming), Leon ( 61e Rose) - Viens ( 54e Prince) | Équipes | Roebuck - Bronze, Williamson, Bright, Stokes - Ingle ( 77e Kirby), Weir - Stanway, Scott ( 63e Little), Daly ( 63e White) - Parris | Stade de Kashima, Kashima Spectateurs : 0 (huis clos) Arbitrage : Kateryna Monzul Arbitres assistants : Lucie Ratajova Maryna Striletska Quatrième arbitre : Kate Jacewicz Arbitre vidéo : Mahmoud Mohamed Ashour Arbitres assistants vidéo : Wagner Reway | Stade de Kashima, Kashima Spectateurs : 0 (huis clos) Arbitrage : Kateryna Monzul Arbitres assistants : Lucie Ratajova Maryna Striletska Quatrième arbitre : Kate Jacewicz Arbitre vidéo : Mahmoud Mohamed Ashour Arbitres assistants vidéo : Wagner Reway |

#### Groupe F

##### Résumé

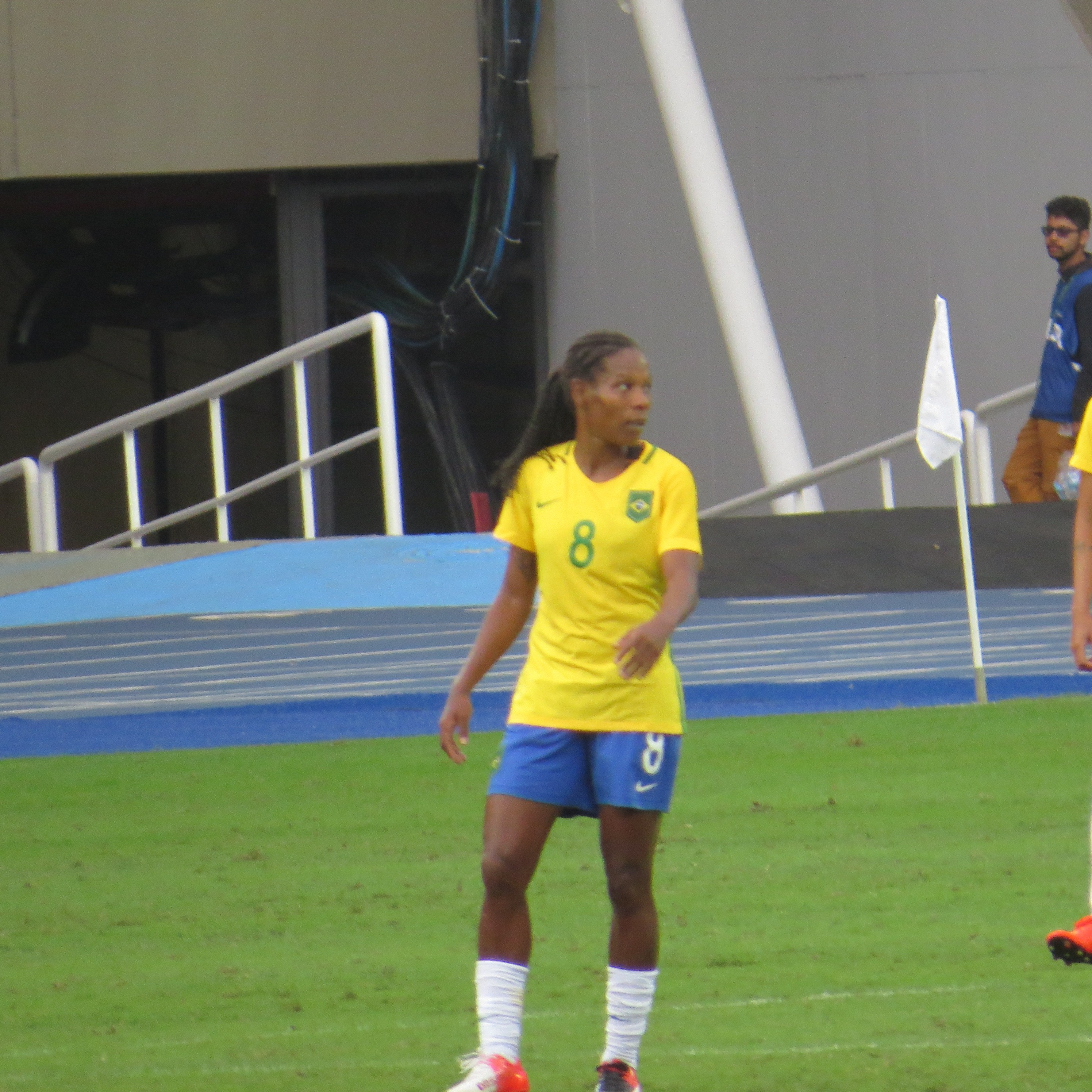
Présente à chaque édition des Jeux depuis 1996, Formiga participe à son septième tournoi olympique.

À plus de 360 km au Nord de Tokyo au Stade de Miyagi à Rifu, le premier match du groupe F voit s'affronter l'équipe de Chine, quart de finaliste des derniers Jeux olympiques, et celle du Brésil, vainqueur de la dernière Copa América et quatrième lors du tournoi olympique de Rio de Janeiro. Largement supérieures à leur adversaire, les Brésiliennes démarrent parfaitement la rencontre en inscrivant deux buts lors des vingt premières minutes du match grâce à la capitaine Marta et à l'attaquante du Courage de la Caroline du Nord, Debinha. Dominateur tout au long du match, le Brésil corse à trois reprises le score en fin de partie par l'intermédiaire de Marta, d'Andressa sur penalty et de Beatriz. Grâce à ses deux buts, Marta devient la première joueuse à marquer lors de cinq éditions des Jeux olympiques tandis que sa coéquipière Formiga est la première à participer à sept éditions consécutives du tournoi olympique.
La seconde affiche du groupe F oppose les néophytes de la Zambie, qui participe pour la première fois à une compétition mondiale, aux Pays-Bas, championne d'Europe en titre et finaliste de la dernière Coupe du monde en 2019. Malgré une première situation en faveur des Zambiennes, les Néerlandaises dominent outrageusement les débats en se créant de très nombreuses occasions et inscrivant trois buts dans le premier quart d'heure grâce à un doublé de Vivianne Miedema et une réalisation de Lieke Martens. Dans la foulée du troisième but, la Zambie parvient à réduire l'écart par l'intermédiaire de sa capitaine Barbra Banda et conserve la possession du ballon pendant une dizaine de minutes. Cependant en fin de première mi-temps, les Bataves inscrivent à nouveau trois buts par Viviane Miedema, Lieke Martens et Shanice van de Sanden. Menée six buts à un à la mi-temps, la Zambie ne parvient pas à endiguer la domination hollandaise au retour des vestiaires et concède trois buts dans les vingt premières minutes sur des frappes réalisées par Jill Roord, Lineth Beerensteyn et Vivanne Miedema qui signe un quadruplé. Tout juste entrée en jeu, la milieu de terrain de l'Ajax Amsterdam Victoria Pelova marque le dixième but des Pays-Bas qui atteint ce total pour la première depuis sa victoire dix buts à un face à l'Albanie lors des éliminatoires pour la Coupe du monde 2015. Deux minutes plus tard, l'attaquante zambienne Barbra Banda parvient à réduire l'écart à deux reprises en trompant la gardienne Sari van Veenendaal en moins de deux minutes. Cette victoire hollandaise constitue un nouveau record du plus grand nombre de buts inscrit dans un match pour le tournoi olympique féminin dépassant le succès huit à zéro infligé à la Chine par l'Allemagne en 2004.
Cette deuxième journée commence par une rencontre cruciale entre deux équipes largement vaincues lors de leur première rencontre, la Chine et la Zambie. Comme lors de leur déroute face aux Pays-Bas, la Zambie concède l'ouverture du score dès les dix premières minutes de jeu sur une frappe de Wang Shuang. Cependant la partie est équilibrée et les deux équipes sont portées vers l'offensive tant et si bien que l'équipe africaine parvient à égaliser sur une frappe de Racheal Kundananji avant de se voir refuser un but deux minutes plus tard en raison d'une position de hors-jeu. Malgré ce retour à égalité, c'est bel et bien la Chine qui se détache au score grâce au deux nouveaux buts de Wang Shuang inscrit coup sur coup. Juste avant la mi-temps, Barbra Banda marque le deuxième but zambien sur penalty. En seconde période, la Zambie prend le dessus sur son adversaire et parvient à égaliser puis à prendre l'avantage grâce au deuxième triplé en deux matchs pour son attaquante Barbra Banda. À la 83e minute, la Chine obtient un penalty qui est transformé par Wang Shuang qui inscrit pour sa part un quadruplé. Les deux équipes se séparent donc un match nul quatre buts partout et conservent toutes les deux une chance de qualification,.

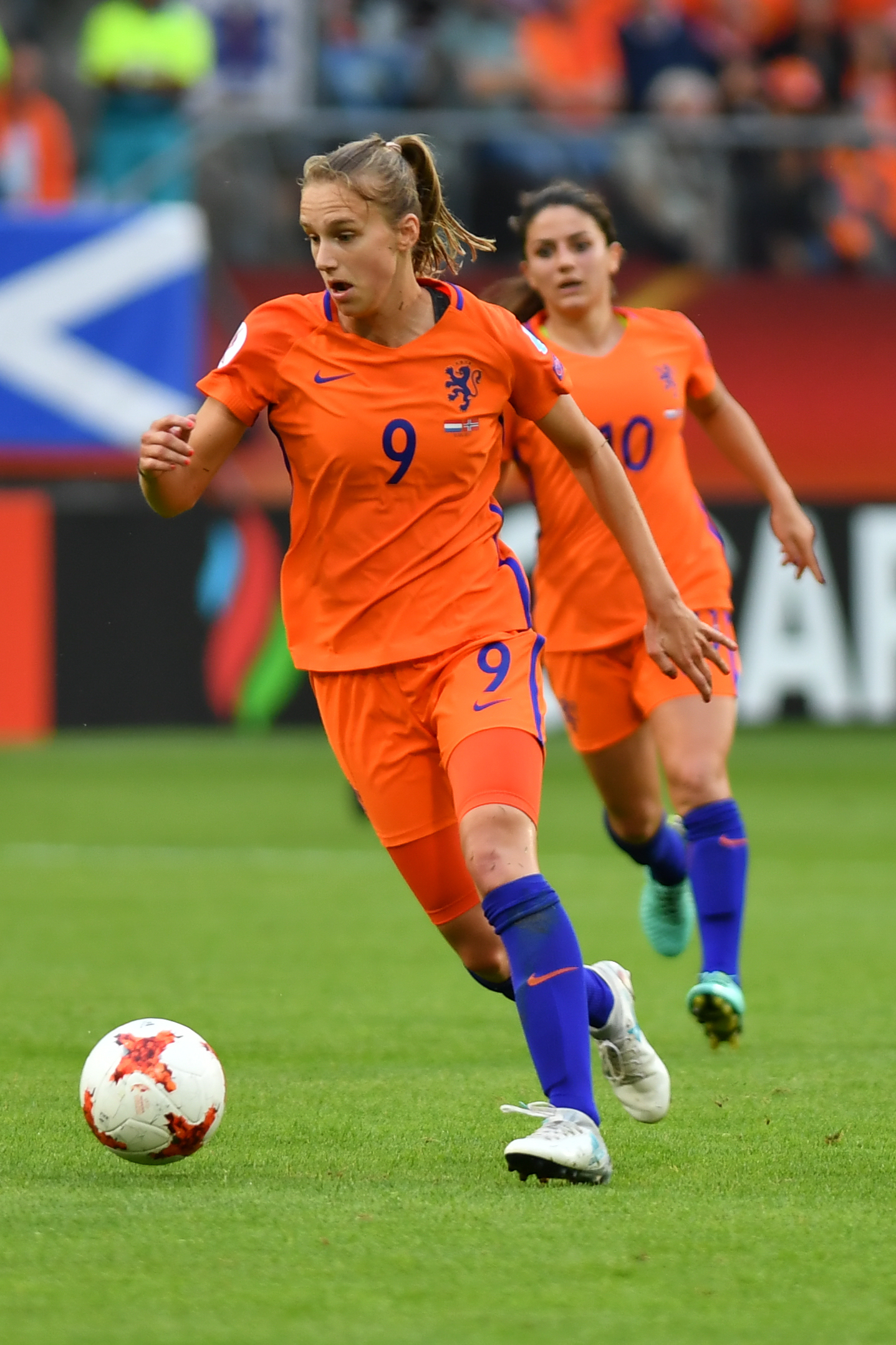
L'attaquante néerlandaise Vivianne Miedema inscrit huit buts lors du premier tour.

Au Stade de Miyagi, devant 2 621 spectateurs, les Pays-Bas affrontent le Brésil, l'autre favori du groupe. D'entrée de partie, Vivianne Miedema ouvre le score d'une frappe puissante après s'être dégagée du marquage adverse. Cueillies à froid, les Brésiliennes réagissent aussitôt en pensant obtenir un penalty à la suite d'une main dans la surface de réparation de Lieke Martens. Cependant, cette décision est annulée à la suite du recours à l'arbitrage vidéo pour une position de hors-jeu antérieure à la faute de main. Ce n'est que partie remise car la Seleção parvient à égaliser dès la 17e minute grâce à Debinha. Les deux équipes rentrent au vestiaire en étant à égalité. Il faudra attendre l'heure de jeu pour que Vivianne Miedema inscrive un nouveau but, son deuxième du jour, sur une passe de Daniëlle van de Donk. Comme après le premier but hollandais, le Brésil réagit rapidement et parvient à égaliser sur un penalty transformé par Marta puis à prendre l'avantage dans la foulée sur une passe en retrait d'Aniek Nouwen interceptée par Ludmila qui n'a plus qu'à marquer. Cependant, l'avance brésilienne ne dure pas car dix minutes avant la fin de la partie, la défenseure Dominique Janssen égalise en marquant un coup franc direct,.
Pour assurer leur qualification, les Pays-Bas affrontent lors de la dernière journée l'équipe de Chine qui, pour espérer voir la suite de la compétition, doit largement s'imposer. Très entreprenantes dès le début de la partie, les Bataves ouvrent le score dès la 12e minute de jeu à la suite d'une passe en profondeur de Jackie Groenen qui permet à Shanice van de Sanden de dribbler la gardienne Peng Shimeng et de marquer dans le but vide. À la suite de ce but, la Chine profite de la baisse d'intensité du jeu adverse pour se procurer plusieurs situations de but et réussit à inscrire un but par l'intermédiaire de Wang Shanshan. Après la demi-heure de jeu, Lineth Beerensteyn double la marque d'une frappe au ras du poteau avant d'inscrire un troisième but juste avant la pause. Peu de temps après la reprise du match, Lieke Martens porte le score à quatre à un grâce à un but de la tête. Entrée en jeu à la 62e minute, Vivianne Miedema marque trois minutes plus tard d'une frappe enroulée depuis l'angle de la surface de réparation. Malgré le deuxième but chinois inscrit par Wang Yanwen, les Néerlandaises continuent d'accroître leur avance en ajoutant trois nouveaux buts en six minutes grâce à Victoria Pelova et aux doublés de Lieke Martens et de Vivianne Miedema,. Avec ce succès de huit buts à deux, les Pays-Bas s'adjugent la première place du groupe F et affronteront les États-Unis en quart de finale.
En conclusion de la phase de groupes, le Brésil se confronte à la Zambie avec pour objectif d'entériner sa qualification pour les quarts de finale. Malgré une différence de buts nettement défavorable, la Zambie tente sa chance et se procure la première occasion du match par l'intermédiaire de Barbra Banda dont la frappe est repoussée par la gardienne brésilienne Bárbara. Dans la foulée à la 9e minute, le Brésil réagit mais la frappe de Beatriz est bloquée par Hazel Nali. Une minute plus tard, l'attaquante brésilienne Ludmila part seule en contre-attaque. À l'entrée de la surface de réparation, celle-ci est bousculée par la défenseure Lushomo Mweemba la faisant trébucher sur la gardienne zambienne, sortie de ses buts à sa rencontre, qui se blesse sur le coup. Elle est remplacée par la gardienne suppléante Ngambo Musole. Assistée par l'arbitrage vidéo, l'arbitre japonaise Yoshimi Yamashita décide d'expulser Lushomo Mweemba pour cette bousculade et accorde un coup franc aux Sud-Américaines. Ce dernier est transformé en but par la frappe enroulée d'Andressa qui ouvre le score. Malgré la nette domination auriverde, la Zambie ne concède pas de nouveaux buts en dépit de son infériorité numérique. Avec cette victoire, le Brésil assure sa place en quart de finale mais termine deuxième du groupe en raison d'une différence de buts largement inférieure à celle des Pays-Bas.

##### Classement
| Rang | Équipe   | Pts | J | G | N | P | Bp | Bc | Diff |
| ---- | -------- | --- | - | - | - | - | -- | -- | ---- |
| 1    | Pays-Bas | 7   | 3 | 2 | 1 | 0 | 21 | 8  | +13  |
| 2    | Brésil   | 7   | 3 | 2 | 1 | 0 | 9  | 3  | +6   |
| 3    | Zambie   | 1   | 3 | 0 | 1 | 2 | 7  | 15 | -8   |
| 4    | Chine    | 1   | 3 | 0 | 1 | 2 | 6  | 17 | -11  |

     Équipes qualifiées ; Pts = points ; J = joués ; G = gagnés ; N = nuls ; P = perdus ;

Bp = buts pour ; Bc = buts contre ; Diff = différence de buts.

##### Rencontres
1re journée
| 21 juillet 2021     | Chine | 0 - 5   | Brésil | | |
| 17 h 00 (UTC+09:00) | | (0 - 2) | 9e Marta · 22e Debinha · 74e Marta · 80e (pen.) Andressa · 89e Beatriz (Debinha )                                                            | Stade de Miyagi, Rifu Spectateurs : 1 744 Arbitrage : Kateryna Monzul Arbitres assistants : Lucie Ratajova Maryna Striletska Quatrième arbitre : Stéphanie Frappart Arbitre vidéo : Guillermo Cuadra Fernández | Stade de Miyagi, Rifu Spectateurs : 1 744 Arbitrage : Kateryna Monzul Arbitres assistants : Lucie Ratajova Maryna Striletska Quatrième arbitre : Stéphanie Frappart Arbitre vidéo : Guillermo Cuadra Fernández |
| 17 h 00 (UTC+09:00) | Rapport |         | | Stade de Miyagi, Rifu Spectateurs : 1 744 Arbitrage : Kateryna Monzul Arbitres assistants : Lucie Ratajova Maryna Striletska Quatrième arbitre : Stéphanie Frappart Arbitre vidéo : Guillermo Cuadra Fernández | Stade de Miyagi, Rifu Spectateurs : 1 744 Arbitrage : Kateryna Monzul Arbitres assistants : Lucie Ratajova Maryna Striletska Quatrième arbitre : Stéphanie Frappart Arbitre vidéo : Guillermo Cuadra Fernández |
| 17 h 00 (UTC+09:00) | Peng - Luo, Yang L., Wang X., Li M. - Wang Shu., Wang Yan ( 33e Wurigumula), Li Q., Zhang X. ( 84e Xiao Y.) - Wang Sha. , Miao ( 84e Liu J.) | Équipes | Bárbara - Bruna, Érika, Rafaelle, Tamires - Duda ( 59e Andressa), Formiga ( 72e Julia), Andressinha, Debinha - Beatriz, Marta ( 83e Ludmila) | Stade de Miyagi, Rifu Spectateurs : 1 744 Arbitrage : Kateryna Monzul Arbitres assistants : Lucie Ratajova Maryna Striletska Quatrième arbitre : Stéphanie Frappart Arbitre vidéo : Guillermo Cuadra Fernández | Stade de Miyagi, Rifu Spectateurs : 1 744 Arbitrage : Kateryna Monzul Arbitres assistants : Lucie Ratajova Maryna Striletska Quatrième arbitre : Stéphanie Frappart Arbitre vidéo : Guillermo Cuadra Fernández |

| 21 juillet 2021     | Zambie | 3 - 10  | Pays-Bas | | |
| 20 h 00 (UTC+09:00) | ( Siamfuko) Banda 19e · Banda 82e · Banda 83e | (1 - 6) | 9e Miedema · 14e Martens · 15e Miedema (Van de Donk ) · 29e Miedema (Van de Donk ) · 38e Martens (Groenen ) · 44e Van de Sanden (Roord ) · 59e Miedema (Van de Donk ) · 64e Roord · 75e Beerensteyn · 80e Pelova (Jansen ) | Stade de Miyagi, Rifu Spectateurs : 1 744 Arbitrage : Laura Fortunato Arbitres assistants : Mariana De Almeida Mary Blanco Quatrième arbitre : Esther Staubli Arbitre vidéo : Mauro Vigliano | Stade de Miyagi, Rifu Spectateurs : 1 744 Arbitrage : Laura Fortunato Arbitres assistants : Mariana De Almeida Mary Blanco Quatrième arbitre : Esther Staubli Arbitre vidéo : Mauro Vigliano |
| 20 h 00 (UTC+09:00) | Rapport |         | | Stade de Miyagi, Rifu Spectateurs : 1 744 Arbitrage : Laura Fortunato Arbitres assistants : Mariana De Almeida Mary Blanco Quatrième arbitre : Esther Staubli Arbitre vidéo : Mauro Vigliano | Stade de Miyagi, Rifu Spectateurs : 1 744 Arbitrage : Laura Fortunato Arbitres assistants : Mariana De Almeida Mary Blanco Quatrième arbitre : Esther Staubli Arbitre vidéo : Mauro Vigliano |
| 20 h 00 (UTC+09:00) | Nali - Belemu ( 87e Mukwasa), Mulenga ( 72e Musase), Mweemba, Siamfuko ( 66e) - Lungu, Wilombe - Chitundu, Chanda, Banda - Mubanga ( 73e Ochumba) | Équipes | Van Veenendaal - Janssen, Van der Gragt ( 60e Wilms), Nouwen ( 86e Van Es ( 90e), Van Dongen - Van de Donk ( 72e Pelova), Groenen, Roord - Van de Sanden ( 72e Jansen), Miedema ( 60e Beerensteyn), Martens                | Stade de Miyagi, Rifu Spectateurs : 1 744 Arbitrage : Laura Fortunato Arbitres assistants : Mariana De Almeida Mary Blanco Quatrième arbitre : Esther Staubli Arbitre vidéo : Mauro Vigliano | Stade de Miyagi, Rifu Spectateurs : 1 744 Arbitrage : Laura Fortunato Arbitres assistants : Mariana De Almeida Mary Blanco Quatrième arbitre : Esther Staubli Arbitre vidéo : Mauro Vigliano |

2e journée
| 24 juillet 2021     | Chine | 4 - 4   | Zambie | | |
| 17 h 00 (UTC+09:00) | ( Zhang X.) Wang Shu. 6e · ( Wang Sha.) Wang Shu. 22e · ( Wang Sha.) Wang Shu. 23e · Wang Shu. 83e (pen.)                                         | (3 - 2) | 15e Kundananji (Siamfuko ) · 43e (pen.) Banda · 46e Banda (Kundananji ) · 69e Banda                                                                | Stade de Miyagi, Rifu Spectateurs : 2 212 Arbitrage : Melissa Borjas Arbitres assistants : Shirley Perello Chantal Boudreau Quatrième arbitre : Lucila Venegas Arbitre vidéo : Abdulkadir Bitigen | Stade de Miyagi, Rifu Spectateurs : 2 212 Arbitrage : Melissa Borjas Arbitres assistants : Shirley Perello Chantal Boudreau Quatrième arbitre : Lucila Venegas Arbitre vidéo : Abdulkadir Bitigen |
| 17 h 00 (UTC+09:00) | Rapport |         | | Stade de Miyagi, Rifu Spectateurs : 2 212 Arbitrage : Melissa Borjas Arbitres assistants : Shirley Perello Chantal Boudreau Quatrième arbitre : Lucila Venegas Arbitre vidéo : Abdulkadir Bitigen | Stade de Miyagi, Rifu Spectateurs : 2 212 Arbitrage : Melissa Borjas Arbitres assistants : Shirley Perello Chantal Boudreau Quatrième arbitre : Lucila Venegas Arbitre vidéo : Abdulkadir Bitigen |
| 17 h 00 (UTC+09:00) | Peng - Li M., Li Q. ( 86e), Wang X., Luo - Wang Shu., Yang L., Miao ( 65e Liu J.), Zhang X. ( 65e Xiao Y.) - Yang M. ( 34e Wurigumula), Wang Sha. | Équipes | Nali - Kundananji, Musase, Mweemba ( 83e), Siamfuko ( 62e Belemu) - Lungu, Wilombe ( 38e Tembo) - Chitundu, Chanda, Ochumba ( 77e Mubanga) - Banda | Stade de Miyagi, Rifu Spectateurs : 2 212 Arbitrage : Melissa Borjas Arbitres assistants : Shirley Perello Chantal Boudreau Quatrième arbitre : Lucila Venegas Arbitre vidéo : Abdulkadir Bitigen | Stade de Miyagi, Rifu Spectateurs : 2 212 Arbitrage : Melissa Borjas Arbitres assistants : Shirley Perello Chantal Boudreau Quatrième arbitre : Lucila Venegas Arbitre vidéo : Abdulkadir Bitigen |

| 24 juillet 2021     | Pays-Bas | 3 - 3   | Brésil | | |
| 20 h 00 (UTC+09:00) | ( Wilms) Miedema 3e · ( Van de Donk) Miedema 59e · Janssen 79e | (1 - 1) | 17e Debinha · 64e (pen.) Marta · 68e Ludmila | Stade de Miyagi, Rifu Spectateurs : 2 621 Arbitrage : Kate Jacewicz Arbitres assistants : Kim Kyong-min Lee Seul-gi Quatrième arbitre : Yoshimi Yamashita Arbitre vidéo : Erick Miranda | Stade de Miyagi, Rifu Spectateurs : 2 621 Arbitrage : Kate Jacewicz Arbitres assistants : Kim Kyong-min Lee Seul-gi Quatrième arbitre : Yoshimi Yamashita Arbitre vidéo : Erick Miranda |
| 20 h 00 (UTC+09:00) | Rapport |         | | Stade de Miyagi, Rifu Spectateurs : 2 621 Arbitrage : Kate Jacewicz Arbitres assistants : Kim Kyong-min Lee Seul-gi Quatrième arbitre : Yoshimi Yamashita Arbitre vidéo : Erick Miranda | Stade de Miyagi, Rifu Spectateurs : 2 621 Arbitrage : Kate Jacewicz Arbitres assistants : Kim Kyong-min Lee Seul-gi Quatrième arbitre : Yoshimi Yamashita Arbitre vidéo : Erick Miranda |
| 20 h 00 (UTC+09:00) | Van Veenendaal - Wilms, Van der Gragt ( 64e), Nouwen, Janssen - Roord ( 73e), Groenen, Van de Donk - Van de Sanden ( 67e Beerensteyn), Miedema ( 89e Pelova), Martens | Équipes | Bárbara - Bruna, Érika, Rafaelle, Tamires - Duda ( 46e Andressa), Formiga ( 46e Angelina), Andressinha, Marta ( 75e Geyse) - Beatriz ( 46e Ludmila ( 78e)), Debinha | Stade de Miyagi, Rifu Spectateurs : 2 621 Arbitrage : Kate Jacewicz Arbitres assistants : Kim Kyong-min Lee Seul-gi Quatrième arbitre : Yoshimi Yamashita Arbitre vidéo : Erick Miranda | Stade de Miyagi, Rifu Spectateurs : 2 621 Arbitrage : Kate Jacewicz Arbitres assistants : Kim Kyong-min Lee Seul-gi Quatrième arbitre : Yoshimi Yamashita Arbitre vidéo : Erick Miranda |

3e journée
| 27 juillet 2021     | Pays-Bas | 8 - 2   | Chine | | |
| 20 h 30 (UTC+09:00) | ( Groenen) van de Sanden 12e · ( Janssen) Beerensteyn 37e · ( van de Sanden) Beerensteyn 45+2e · ( van Es) Martens 47e · ( Martens) Miedema 65e · ( Miedema) Martens 70e · Pelova 72e · ( Janssen) Miedema 76e | (3 - 1) | 28e Wang Sha. (Wang Shu. ) · 69e Wang Yanw. (Liu J. ) | Stade Nissan, Yokohama Spectateurs : 0 (huis clos) Arbitrage : Salima Mukansanga Arbitres assistants : Bernadettar Kwimbira Mary Njorge Quatrième arbitre : Maria Rivet Arbitre vidéo : Benoît Millot | Stade Nissan, Yokohama Spectateurs : 0 (huis clos) Arbitrage : Salima Mukansanga Arbitres assistants : Bernadettar Kwimbira Mary Njorge Quatrième arbitre : Maria Rivet Arbitre vidéo : Benoît Millot |
| 20 h 30 (UTC+09:00) | Rapport |         | | Stade Nissan, Yokohama Spectateurs : 0 (huis clos) Arbitrage : Salima Mukansanga Arbitres assistants : Bernadettar Kwimbira Mary Njorge Quatrième arbitre : Maria Rivet Arbitre vidéo : Benoît Millot | Stade Nissan, Yokohama Spectateurs : 0 (huis clos) Arbitrage : Salima Mukansanga Arbitres assistants : Bernadettar Kwimbira Mary Njorge Quatrième arbitre : Maria Rivet Arbitre vidéo : Benoît Millot |
| 20 h 30 (UTC+09:00) | Van Veenendaal - Wilms ( 46e Van Es), Janssen, Nouwen ( 76e Dekker), Van Dongen - Roord ( 46e Pelova), Groenen, Van de Donk ( 62e Miedema) - Van de Sanden ( 46e Jansen), Beerensteyn, Martens                 | Équipes | Peng - Li M., Lin Y. ( 30e), Wang X., Luo ( 27e Wang Yi. ( 82e)) - Wang Shu., Yang L., Wang Yan ( 44e) ( 59e Liu J.), Zhang X. - Wang Sha. , Xiao Y. ( 59e Wang Yanw.) | Stade Nissan, Yokohama Spectateurs : 0 (huis clos) Arbitrage : Salima Mukansanga Arbitres assistants : Bernadettar Kwimbira Mary Njorge Quatrième arbitre : Maria Rivet Arbitre vidéo : Benoît Millot | Stade Nissan, Yokohama Spectateurs : 0 (huis clos) Arbitrage : Salima Mukansanga Arbitres assistants : Bernadettar Kwimbira Mary Njorge Quatrième arbitre : Maria Rivet Arbitre vidéo : Benoît Millot |

| 27 juillet 2021     | Brésil | 1 - 0   | Zambie | | |
| 20 h 30 (UTC+09:00) | Andressa 19e | (1 - 0) | | Stade Saitama 2002, Saitama Spectateurs : 0 (huis clos) Arbitrage : Yoshimi Yamashita Arbitres assistants : Makoto Bozono Naomi Teshirogi Quatrième arbitre : Stéphanie Frappart Arbitre vidéo : Marco Guida | Stade Saitama 2002, Saitama Spectateurs : 0 (huis clos) Arbitrage : Yoshimi Yamashita Arbitres assistants : Makoto Bozono Naomi Teshirogi Quatrième arbitre : Stéphanie Frappart Arbitre vidéo : Marco Guida |
| 20 h 30 (UTC+09:00) | Rapport |         | | Stade Saitama 2002, Saitama Spectateurs : 0 (huis clos) Arbitrage : Yoshimi Yamashita Arbitres assistants : Makoto Bozono Naomi Teshirogi Quatrième arbitre : Stéphanie Frappart Arbitre vidéo : Marco Guida | Stade Saitama 2002, Saitama Spectateurs : 0 (huis clos) Arbitrage : Yoshimi Yamashita Arbitres assistants : Makoto Bozono Naomi Teshirogi Quatrième arbitre : Stéphanie Frappart Arbitre vidéo : Marco Guida |
| 20 h 30 (UTC+09:00) | Bárbara - Letícia, Poliana ( 65e Bruna), Rafaelle, Jucinara - Andressa ( 81e Debinha), Formiga ( 46e Julia), Angelina ( 78e ), Marta ( 46e Duda) - Beatriz ( 28e Giovana), Ludmila ( 28e Geyse) | Équipes | Nali ( 18e Musole) - Belemu, Musase, Mweemba ( 13e), Tembo - Chanda, Lungu - Chitundu ( 18e Phiri ( 45+8e)), Banda , Kundananji ( 90+3e Katongo) - Ochumba | Stade Saitama 2002, Saitama Spectateurs : 0 (huis clos) Arbitrage : Yoshimi Yamashita Arbitres assistants : Makoto Bozono Naomi Teshirogi Quatrième arbitre : Stéphanie Frappart Arbitre vidéo : Marco Guida | Stade Saitama 2002, Saitama Spectateurs : 0 (huis clos) Arbitrage : Yoshimi Yamashita Arbitres assistants : Makoto Bozono Naomi Teshirogi Quatrième arbitre : Stéphanie Frappart Arbitre vidéo : Marco Guida |

#### Groupe G

##### Résumé

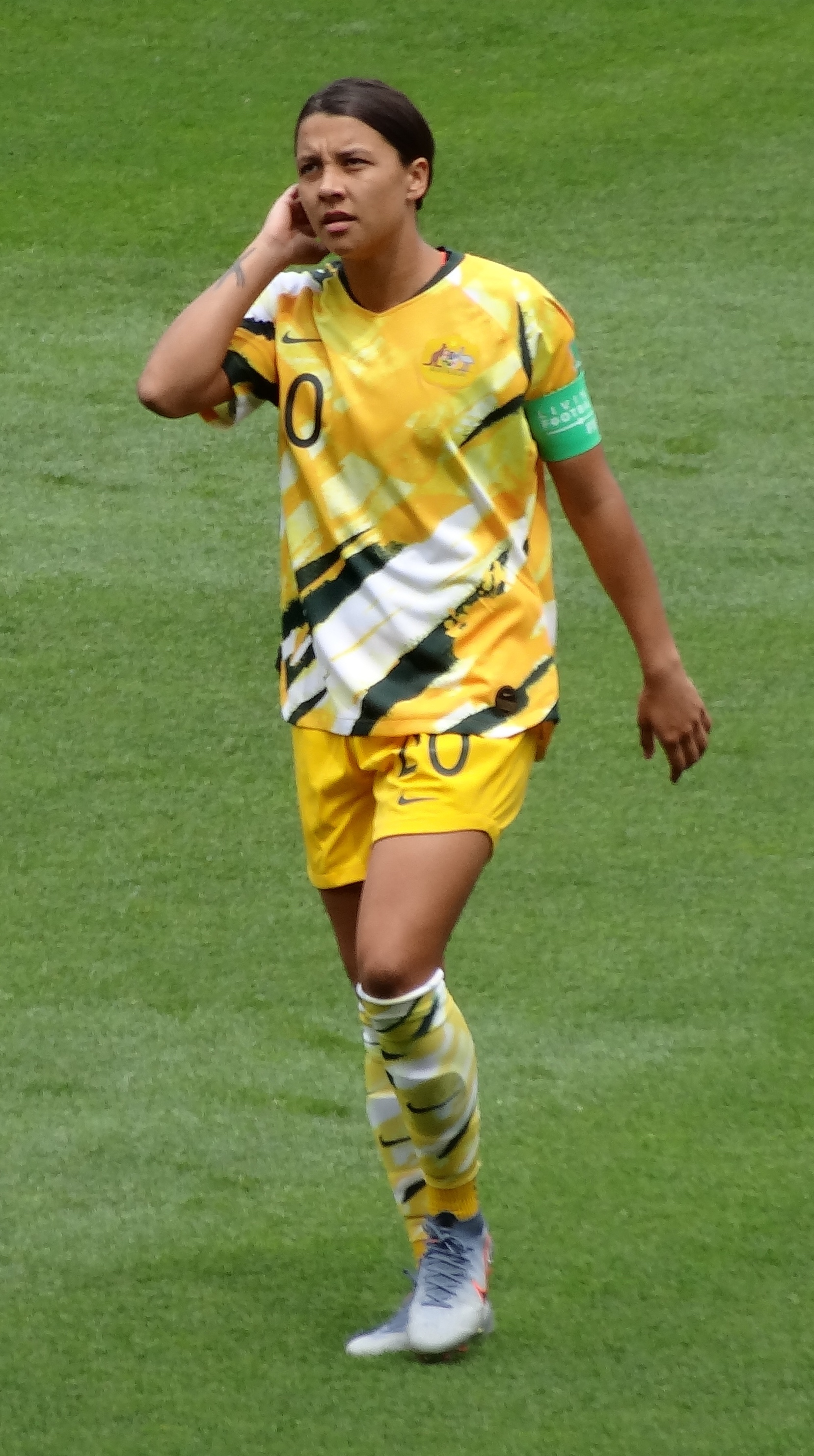
Sam Kerr inscrit trois buts de la tête lors de la phase de groupe.

C'est à 17 h 30 au Stade Ajinomoto de Tokyo qu'entrent en lice les championnes du monde 2015 et 2019 américaines, favorites pour la victoire finale, face à la Suède, troisième de la dernière Coupe du monde et médaillée d'argent aux Jeux de Rio de Janeiro en 2016. Malgré leur volonté de prendre leur revanche à la suite de son élimination en quart de finale du dernier tournoi olympique par l'équipe scandinave, les Américaines sont totalement dépassées par la supériorité de leur adversaire. Beaucoup plus dangereuses, les Suédoises ouvrent le score peu avant la demi-heure de jeu sur une reprise décroisée de la tête de Stina Blackstenius. Toujours aussi dominatrice au retour des vestiaires, la Suède inscrit un nouveau but à la 54e à la suite d'un corner repris par Stina Blackstenius qui s'offre un doublé. Malgré l'entrée en jeu de Megan Rapinoe et deux frappes sur le poteau, les Américaines concèdent un troisième but vingt minutes plus tard par l'intermédiaire de Lina Hurtig qui ajuste la gardienne d'une frappe soudaine depuis le point de penalty. Cette victoire suédoise met fin à une série de quarante-quatre matchs consécutifs sans défaite des États-Unis,.
En clôture de cette première journée de compétition, l'équipe d'Australie, quart de finaliste en 2016 et récent finaliste de la Coupe d'Asie en 2018, affronte son voisin la Nouvelle-Zélande qui participe pour la quatrième fois consécutive aux Jeux à la suite de sa victoire lors de la Coupe d'Océanie 2018. Les Matildas prennent un départ idéal dans cette rencontre et ouvrent le score dès la 20e minute à la suite d'une perte de balle néo-zélandaise qui permet à Tameka Yallop de marquer d'une frappe croisée. Toujours aussi dominatrices, les Australiennes inscrivent un second but dix minutes plus tard sur un corner de Steph Catley repris de la tête par Sam Kerr, l'attaquante de Chelsea. En début de deuxième mi-temps, les Ferns subissent encore le jeu de leur adversaire pendant vingt minutes lors desquelles les Australiennes ne parviennent pas à alourdir le score. Moins présente dans le camp néo-zélandais, l'Australie recule et laisse le ballon à son adversaire. Après de nombreuses situations de but, Gabi Rennie parvient à tromper la gardienne australienne Lydia Williams et à réduire l'écart. Avec ce succès, l'Australie rejoint la Suède en tête du groupe G.

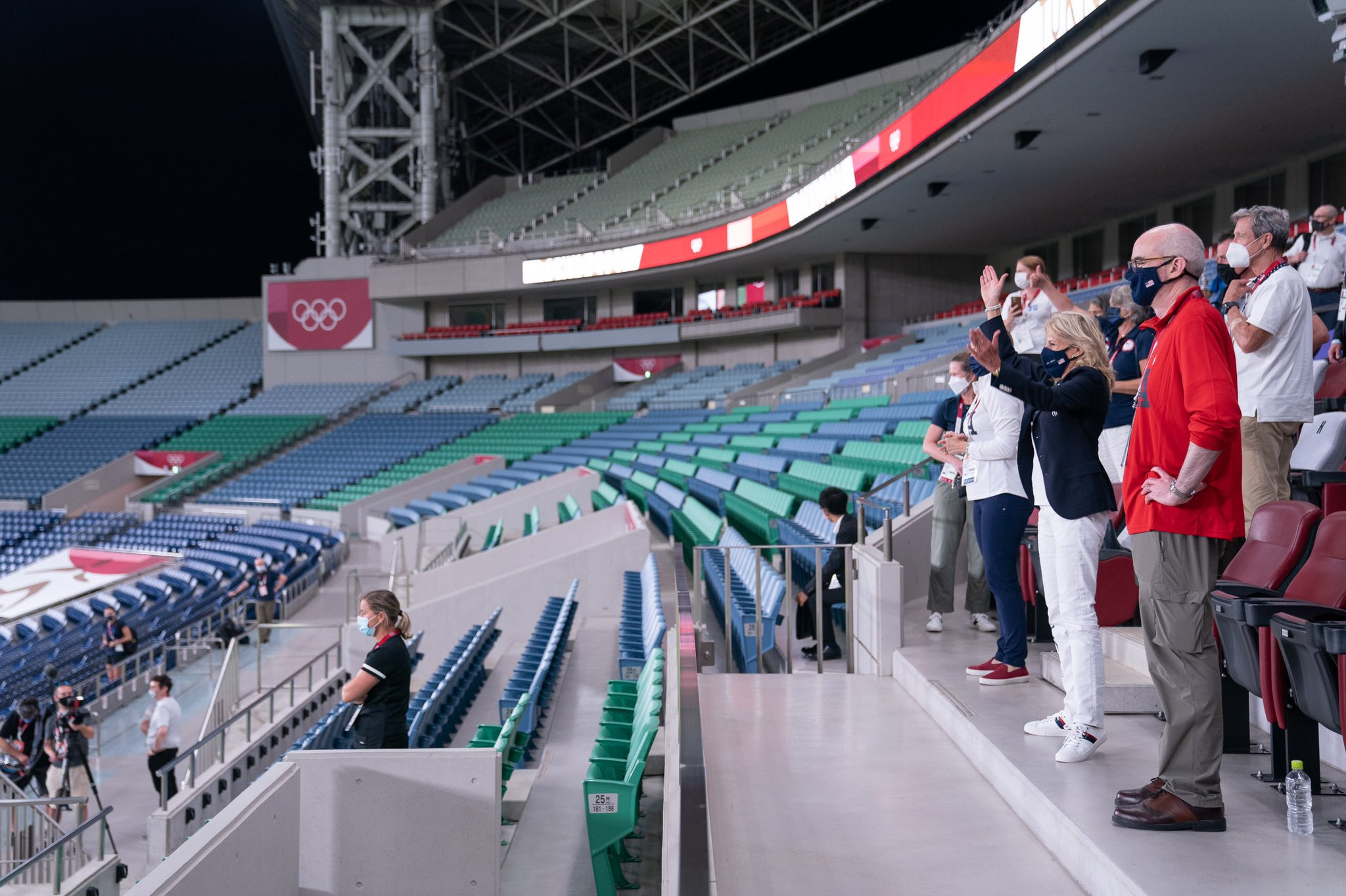
Jill Biden, première dame des États-Unis assiste à la large victoire des Américaines contre la Nouvelle-Zélande.

La deuxième journée du groupe G commence par une confrontation entre les deux premiers du classement : la Suède, tombeuse des favorites américaines, et l'Australie, victorieuse de la Nouvelle-Zélande sa voisine insulaire. Après une entame de match timorée des deux équipes, la Suède se fait plus pressante et ouvre le score à la 20e minute sur une frappe de Fridolina Rolfö reprenant de la tête un centre en retrait de Sofia Jakobsson. Bien plus dominatrices à la suite de l'ouverture du score, les suédoises se font pourtant surprendre par un centre de Kyah Simon repris par Sam Kerr qui égalise. Les Australiennes se procurent alors plusieurs situations et parviennent à prendre l'avantage en début de seconde période à la suite d'une tête de Sam Kerr qui inscrit son troisième but du tournoi. Cependant, l'avantage des Matildas ne dure que quatre minutes car Lina Hurtig parvient à égaliser d'une frappe dans les six mètres. En grande difficulté, l'Australie concède un nouveau but de Fridolina Rolfö à l'heure de jeu d'une frappe enroulée depuis l'entrée de la surface de réparation permettant ainsi aux Scandinaves de reprendre l'avantage. À la suite de plusieurs changements, l'équipe océanienne parvient à obtenir un penalty sur intervention de l'arbitre vidéo, Tiago Martins, mais celui-ci est arrêté par Hedvig Lindahl. En toute fin de partie, la Suède assure sa victoire grâce à un quatrième but inscrit par Stina Blackstenius sur un centre de Kosovare Asllani. Avec ce succès, l'équipe de Suède s'assure une qualification pour le tour suivant,.
Cette journée se termine par une rencontre déjà décisive entre les équipes de Nouvelle-Zélande et des États-Unis, toutes deux battues lors de leur premier match. Revanchardes après leur déconvenue initiale, les Américaines ouvrent très rapidement le score par l'intermédiaire de Rose Lavelle. Ultra dominatrice, l'équipe américaine inscrit un deuxième but juste avant la mi-temps grâce à une frappe de la tête de Lindsey Horan. En pleine confiance, les États-Unis marquent quatre buts supplémentaires en seconde période, dont deux buts contre leur camp des néo-zélandaises. Betsy Hassett sauve l'honneur pour la Nouvelle-Zélande en inscrivant un but à la 72e alors que le score est de trois buts à zéro. Grâce à ce probant succès, Team USA prend la deuxième place du groupe et se relance dans la course à la qualification pour les quarts de finale.
À Rifu, au Stade de Miyagi devant 884 spectateurs, la Suède s'est assuré de terminer à la première place au classement de son groupe grâce à sa victoire deux buts à zéro face à la Nouvelle-Zélande qui est donc éliminée. Très rapidement en action, les Scandinaves ouvrent le score à la 17e minute par l'intermédiaire d'Anna Anvegård reprenant un corner tiré par Olivia Schough. Un quart d'heure plus tard, Madelen Janogy double le score. Malgré une bonne résistance et plusieurs occasions de marquer obtenues en seconde période, la Nouvelle-Zélande ne parvient pas à réduire le score.
Dans la dernière rencontre du groupe G, les États-Unis et l'Australie ne sont pas parvenus à se départager, terminant la partie sur le score nul de zéro à zéro malgré un grand nombre d'occasions de but. En première période, les deux équipes se rendent coup pour coup, en témoigne notamment la frappe de la tête repoussée par la barre transversale de Mary Fowler ou encore le but refusé à Alex Morgan pour hors-jeu. Après la pause, l'Australie prend le contrôle du ballon et domine les Américaines qui semblent essayer de tenir le match nul. En dépit de cette maîtrise, les Matildas ne parviennent pas à s'imposer mais obtiennent leur qualification pour les quarts de finale en tant que meilleure troisième. L'équipe des États-Unis termine quant à elle deuxième du groupe G et affrontera le premier du groupe F.

##### Classement
| Rang | Équipe           | Pts | J | G | N | P | Bp | Bc | Diff |
| ---- | ---------------- | --- | - | - | - | - | -- | -- | ---- |
| 1    | Suède            | 9   | 3 | 3 | 0 | 0 | 9  | 2  | +7   |
| 2    | États-Unis       | 4   | 3 | 1 | 1 | 1 | 6  | 4  | +2   |
| 3    | Australie        | 4   | 3 | 1 | 1 | 1 | 4  | 5  | -1   |
| 4    | Nouvelle-Zélande | 0   | 3 | 0 | 0 | 3 | 2  | 10 | -8   |

     Équipes qualifiées ; Pts = points ; J = joués ; G = gagnés ; N = nuls ; P = perdus ;

Bp = buts pour ; Bc = buts contre ; Diff = différence de buts.

##### Rencontres
1re journée
| 21 juillet 2021     | Suède | 3 - 0   | États-Unis | | |
| 17 h 30 (UTC+09:00) | ( Jakobsson) Blackstenius 25e · Blackstenius 54e · ( Glas) Hurtig 72e | (1 - 0) | | Stade Ajinomoto, Tokyo Spectateurs : 0 (huis clos) Arbitrage : Yoshimi Yamashita Arbitres assistants : Makoto Bozono Naomi Teshirogi Quatrième arbitre : Anastasia Pustovoitova Arbitre vidéo : Paweł Raczkowski | Stade Ajinomoto, Tokyo Spectateurs : 0 (huis clos) Arbitrage : Yoshimi Yamashita Arbitres assistants : Makoto Bozono Naomi Teshirogi Quatrième arbitre : Anastasia Pustovoitova Arbitre vidéo : Paweł Raczkowski |
| 17 h 30 (UTC+09:00) | Rapport |         | | Stade Ajinomoto, Tokyo Spectateurs : 0 (huis clos) Arbitrage : Yoshimi Yamashita Arbitres assistants : Makoto Bozono Naomi Teshirogi Quatrième arbitre : Anastasia Pustovoitova Arbitre vidéo : Paweł Raczkowski | Stade Ajinomoto, Tokyo Spectateurs : 0 (huis clos) Arbitrage : Yoshimi Yamashita Arbitres assistants : Makoto Bozono Naomi Teshirogi Quatrième arbitre : Anastasia Pustovoitova Arbitre vidéo : Paweł Raczkowski |
| 17 h 30 (UTC+09:00) | Lindahl - Glas, Ilestedt, Björn, Andersson ( 88e Roddar) - Angeldal ( 75e Bennison), Asllani, Seger - Jakobsson ( 75e Janogy) - Blackstenius ( 64e Hurtig), Rolfö ( 63e Schough) | Équipes | Naeher - O'Hara, Dahlkemper, Sauerbrunn , Dunn ( 81e Davidson) - Lavelle ( 80e K. Mewis), Horan, S. Mewis ( 46e Ertz), - Press - Morgan ( 46e Lloyd), Heath ( 64e Rapinoe) | Stade Ajinomoto, Tokyo Spectateurs : 0 (huis clos) Arbitrage : Yoshimi Yamashita Arbitres assistants : Makoto Bozono Naomi Teshirogi Quatrième arbitre : Anastasia Pustovoitova Arbitre vidéo : Paweł Raczkowski | Stade Ajinomoto, Tokyo Spectateurs : 0 (huis clos) Arbitrage : Yoshimi Yamashita Arbitres assistants : Makoto Bozono Naomi Teshirogi Quatrième arbitre : Anastasia Pustovoitova Arbitre vidéo : Paweł Raczkowski |

| 21 juillet 2021     | Australie | 2 - 1   | Nouvelle-Zélande | | |
| 20 h 30 (UTC+09:00) | ( Kerr) Yallop 20e · ( Catley) Kerr 33e | (2 - 0) | 90+1e Rennie (Percival ) | Stade Ajinomoto, Tokyo Spectateurs : 0 (huis clos) Arbitrage : Lucila Venegas Arbitres assistants : Enedina Caudillo Mayte Chávez Quatrième arbitre : Melissa Borjas Arbitre vidéo : Andrés Cunha | Stade Ajinomoto, Tokyo Spectateurs : 0 (huis clos) Arbitrage : Lucila Venegas Arbitres assistants : Enedina Caudillo Mayte Chávez Quatrième arbitre : Melissa Borjas Arbitre vidéo : Andrés Cunha |
| 20 h 30 (UTC+09:00) | Rapport |         | | Stade Ajinomoto, Tokyo Spectateurs : 0 (huis clos) Arbitrage : Lucila Venegas Arbitres assistants : Enedina Caudillo Mayte Chávez Quatrième arbitre : Melissa Borjas Arbitre vidéo : Andrés Cunha | Stade Ajinomoto, Tokyo Spectateurs : 0 (huis clos) Arbitrage : Lucila Venegas Arbitres assistants : Enedina Caudillo Mayte Chávez Quatrième arbitre : Melissa Borjas Arbitre vidéo : Andrés Cunha |
| 20 h 30 (UTC+09:00) | Williams - Carpenter, Polkinghorne, Catley - Raso ( 83e Kennedy), Van Egmond, Luik, Yallop ( 75e Cooney-Cross) - Simon ( 75e Fowler), Kerr - Foord ( 90+1e Gielnik) | Équipes | Nayler - Green ( 69e Satchell), Erceg, Moore - Bott ( 71e) ( 89e Rennie), Bowen ( 81e), Percival, Riley - Hassett, Wilkinson, Chance ( 68e Cleverley) | Stade Ajinomoto, Tokyo Spectateurs : 0 (huis clos) Arbitrage : Lucila Venegas Arbitres assistants : Enedina Caudillo Mayte Chávez Quatrième arbitre : Melissa Borjas Arbitre vidéo : Andrés Cunha | Stade Ajinomoto, Tokyo Spectateurs : 0 (huis clos) Arbitrage : Lucila Venegas Arbitres assistants : Enedina Caudillo Mayte Chávez Quatrième arbitre : Melissa Borjas Arbitre vidéo : Andrés Cunha |

2e journée
| 24 juillet 2021     | Suède | 4 - 2   | Australie | | |
| 17 h 30 (UTC+09:00) | ( Jakobsson) Rolfö 20e · ( Angeldal) Hurtig 52e · ( Asllani) Rolfö 63e · Blackstenius 81e                                                                                          | (1 - 1) | 35e Kerr (Simon ) · 48e Kerr (Foord ) | Stade Saitama 2002, Saitama Spectateurs : 0 (huis clos) Arbitrage : Edina Alves Batista Arbitres assistants : Mónica Amboya Neuza Back Quatrième arbitre : Salima Mukansanga Arbitre vidéo : Tiago Martins | Stade Saitama 2002, Saitama Spectateurs : 0 (huis clos) Arbitrage : Edina Alves Batista Arbitres assistants : Mónica Amboya Neuza Back Quatrième arbitre : Salima Mukansanga Arbitre vidéo : Tiago Martins |
| 17 h 30 (UTC+09:00) | Rapport |         | | Stade Saitama 2002, Saitama Spectateurs : 0 (huis clos) Arbitrage : Edina Alves Batista Arbitres assistants : Mónica Amboya Neuza Back Quatrième arbitre : Salima Mukansanga Arbitre vidéo : Tiago Martins | Stade Saitama 2002, Saitama Spectateurs : 0 (huis clos) Arbitrage : Edina Alves Batista Arbitres assistants : Mónica Amboya Neuza Back Quatrième arbitre : Salima Mukansanga Arbitre vidéo : Tiago Martins |
| 17 h 30 (UTC+09:00) | Lindahl - Glas ( 46e Björn), Ilestedt, Eriksson, Andersson - Angeldal ( 79e Bennison), Seger - Jakobsson ( 79e Schough), Asllani, Rolfö ( 87e Janogy) - Hurtig ( 59e Blackstenius) | Équipes | Micah - Carpenter, Polkinghorne, Luik ( 64e Kennedy) - Raso ( 80e Fowler), Van Egmond, Yallop ( 64e Cooney-Cross), Catley - Simon ( 87e Gielnik), Kerr - Foord | Stade Saitama 2002, Saitama Spectateurs : 0 (huis clos) Arbitrage : Edina Alves Batista Arbitres assistants : Mónica Amboya Neuza Back Quatrième arbitre : Salima Mukansanga Arbitre vidéo : Tiago Martins | Stade Saitama 2002, Saitama Spectateurs : 0 (huis clos) Arbitrage : Edina Alves Batista Arbitres assistants : Mónica Amboya Neuza Back Quatrième arbitre : Salima Mukansanga Arbitre vidéo : Tiago Martins |

| 24 juillet 2021     | Nouvelle-Zélande | 1 - 6   | États-Unis | | |
| 20 h 30 (UTC+09:00) | ( Wilkinson) Hassett 72e | (0 - 2) | 9e Lavelle (Heath ) · 45e Horan (Ertz ) · 63e (csc) Erceg · 80e Press (Ertz ) · 87e Morgan (Press ) · 90+3e (csc) Bott                                                 | Stade Saitama 2002, Saitama Spectateurs : 0 (huis clos) Arbitrage : Stéphanie Frappart Arbitres assistants : Manuela Nicolosi Michelle O'Neill Quatrième arbitre : María Laura Fortunato Arbitre vidéo : Marco Guida | Stade Saitama 2002, Saitama Spectateurs : 0 (huis clos) Arbitrage : Stéphanie Frappart Arbitres assistants : Manuela Nicolosi Michelle O'Neill Quatrième arbitre : María Laura Fortunato Arbitre vidéo : Marco Guida |
| 20 h 30 (UTC+09:00) | Rapport |         | | Stade Saitama 2002, Saitama Spectateurs : 0 (huis clos) Arbitrage : Stéphanie Frappart Arbitres assistants : Manuela Nicolosi Michelle O'Neill Quatrième arbitre : María Laura Fortunato Arbitre vidéo : Marco Guida | Stade Saitama 2002, Saitama Spectateurs : 0 (huis clos) Arbitrage : Stéphanie Frappart Arbitres assistants : Manuela Nicolosi Michelle O'Neill Quatrième arbitre : María Laura Fortunato Arbitre vidéo : Marco Guida |
| 20 h 30 (UTC+09:00) | Leat - Bott, Moore, Erceg, Cleverley ( 80e Rennie) - Hassett ( 87e Longo), Percival, Bowen, Riley - Wilkinson, Chance ( 65e Satchell) | Équipes | Naeher - Sonnett, Dahlkemper, Davidson, Dunn ( 84e Krueger) - Lavelle ( 68e S. Mewis), Ertz, Horan ( 84e Macario), - Heath - Lloyd ( 74e Morgan), Rapinoe ( 68e Press) | Stade Saitama 2002, Saitama Spectateurs : 0 (huis clos) Arbitrage : Stéphanie Frappart Arbitres assistants : Manuela Nicolosi Michelle O'Neill Quatrième arbitre : María Laura Fortunato Arbitre vidéo : Marco Guida | Stade Saitama 2002, Saitama Spectateurs : 0 (huis clos) Arbitrage : Stéphanie Frappart Arbitres assistants : Manuela Nicolosi Michelle O'Neill Quatrième arbitre : María Laura Fortunato Arbitre vidéo : Marco Guida |

3e journée
| 27 juillet 2021     | Nouvelle-Zélande | 0 - 2   | Suède | | |
| 17 h 00 (UTC+09:00) | | (0 - 2) | 17e Anvegård (Schough ) · 30e Janogy (Bennison ) | Stade de Miyagi, Rifu Spectateurs : 884 Arbitrage : María Laura Fortunato Arbitres assistants : Chantal Boudreau Mariana De Almeida Quatrième arbitre : Lucila Venegas Arbitre vidéo : Mauro Vigliano | Stade de Miyagi, Rifu Spectateurs : 884 Arbitrage : María Laura Fortunato Arbitres assistants : Chantal Boudreau Mariana De Almeida Quatrième arbitre : Lucila Venegas Arbitre vidéo : Mauro Vigliano |
| 17 h 00 (UTC+09:00) | Rapport |         | | Stade de Miyagi, Rifu Spectateurs : 884 Arbitrage : María Laura Fortunato Arbitres assistants : Chantal Boudreau Mariana De Almeida Quatrième arbitre : Lucila Venegas Arbitre vidéo : Mauro Vigliano | Stade de Miyagi, Rifu Spectateurs : 884 Arbitrage : María Laura Fortunato Arbitres assistants : Chantal Boudreau Mariana De Almeida Quatrième arbitre : Lucila Venegas Arbitre vidéo : Mauro Vigliano |
| 17 h 00 (UTC+09:00) | Nayler - Bott, Moore, Erceg, Riley - Cleverley ( 88e Bunge), Percival ( 67e) - Hassett, Bowen, Rolston ( 60e Satchell) - Wilkinson ( 85e Rennie) | Équipes | Falk - Roddar, Kullberg, Eriksson ( 46e Ilestedt), Andersson ( 46e Björn) - Janogy, Angeldal ( 72e Seger), Bennison, Schough ( 65e Hurtig) - Anvegård ( 86e Asllani), Blomqvist | Stade de Miyagi, Rifu Spectateurs : 884 Arbitrage : María Laura Fortunato Arbitres assistants : Chantal Boudreau Mariana De Almeida Quatrième arbitre : Lucila Venegas Arbitre vidéo : Mauro Vigliano | Stade de Miyagi, Rifu Spectateurs : 884 Arbitrage : María Laura Fortunato Arbitres assistants : Chantal Boudreau Mariana De Almeida Quatrième arbitre : Lucila Venegas Arbitre vidéo : Mauro Vigliano |

| 27 juillet 2021     | États-Unis | 0 - 0   | Australie | | |
| 17 h 00 (UTC+09:00) | | (0 - 0) | | Stade de Kashima, Kashima Spectateurs : 0 (huis clos) Arbitrage : Anastasia Pustovoitova Arbitres assistants : Ekaterina Kurochkina Sanja Rodak Quatrième arbitre : Esther Staubli Arbitre vidéo : Adil Zourak | Stade de Kashima, Kashima Spectateurs : 0 (huis clos) Arbitrage : Anastasia Pustovoitova Arbitres assistants : Ekaterina Kurochkina Sanja Rodak Quatrième arbitre : Esther Staubli Arbitre vidéo : Adil Zourak |
| 17 h 00 (UTC+09:00) | Rapport |         | | Stade de Kashima, Kashima Spectateurs : 0 (huis clos) Arbitrage : Anastasia Pustovoitova Arbitres assistants : Ekaterina Kurochkina Sanja Rodak Quatrième arbitre : Esther Staubli Arbitre vidéo : Adil Zourak | Stade de Kashima, Kashima Spectateurs : 0 (huis clos) Arbitrage : Anastasia Pustovoitova Arbitres assistants : Ekaterina Kurochkina Sanja Rodak Quatrième arbitre : Esther Staubli Arbitre vidéo : Adil Zourak |
| 17 h 00 (UTC+09:00) | Naeher - O'Hara, Sauerbrunn , Davidson, Dunn - Lavelle ( 72e) ( 88e K. Mewis), Ertz, S. Mewis ( 65e Horan) - Press ( 74e Williams), Morgan ( 74e Lloyd), Rapinoe ( 38e) ( 65e Heath) | Équipes | Micah - Carpenter, Kennedy, Polkinghorne - Simon ( 84e Gielnik), Van Egmond, Yallop, Catley - Fowler, Kerr - Logarzo ( 62e Cooney-Cross ( 69e) | Stade de Kashima, Kashima Spectateurs : 0 (huis clos) Arbitrage : Anastasia Pustovoitova Arbitres assistants : Ekaterina Kurochkina Sanja Rodak Quatrième arbitre : Esther Staubli Arbitre vidéo : Adil Zourak | Stade de Kashima, Kashima Spectateurs : 0 (huis clos) Arbitrage : Anastasia Pustovoitova Arbitres assistants : Ekaterina Kurochkina Sanja Rodak Quatrième arbitre : Esther Staubli Arbitre vidéo : Adil Zourak |

#### Meilleurs troisièmes

##### Classement
Les deux meilleures troisièmes sont repêchées pour les quarts de finale. Un classement comparatif entre les équipes concernées est établi afin de les désigner :
| Rang | Équipe    | Pts | J | G | N | P | Bp | Bc | Diff |
| ---- | --------- | --- | - | - | - | - | -- | -- | ---- |
| 1    | Japon     | 4   | 3 | 1 | 1 | 1 | 2  | 2  | 0    |
| 2    | Australie | 4   | 3 | 1 | 1 | 1 | 4  | 5  | -1   |
| 3    | Zambie    | 1   | 3 | 0 | 1 | 2 | 7  | 15 | -8   |

##### Appariements en quarts de finale
| Groupes d'origine des meilleurs 3e | Groupes d'origine des meilleurs 3e | Groupes d'origine des meilleurs 3e | Adversaires de       | Adversaires de |
| Groupes d'origine des meilleurs 3e | Groupes d'origine des meilleurs 3e | Groupes d'origine des meilleurs 3e | [1E] Grande-Bretagne | [1G] Suède     |
| ---------------------------------- | ---------------------------------- | ---------------------------------- | -------------------- | -------------- |
| E                                  | F                                  |                                    | [3F] Zambie          | [3E] Japon     |
| E                                  |                                    | G                                  | [3G] Australie       | [3E] Japon     |
|                                    | F                                  | G                                  | [3G] Australie       | [3F] Zambie    |

- Combinaison réalisée

### Tableau final
Les matchs à partir des quarts de finale sont à élimination directe. En cas de match nul à la fin du temps réglementaire, une prolongation de deux fois quinze minutes est jouée (une victoire après prolongation est indiquée par (a.p.) dans le tableau). Si les deux équipes sont toujours à égalité à la fin de la prolongation, une séance de tirs au but (t.a.b.) permet de les départager.
|  | Quarts de finale                           | Quarts de finale                       |                                    |                                    | Demi-finales                           | Demi-finales                           |   |  | Finale                                 | Finale                                 |
|  | Quarts de finale                           | Quarts de finale                       |                                    |                                    | Demi-finales                           | Demi-finales                           |   |  | Finale                                 | Finale                                 |
|  |                                            |                                        |                                    |                                    |                                        |                                        |   |  |                                        |                                        |
|  | 30 juillet – Stade de Kashima, Kashima     | 30 juillet – Stade de Kashima, Kashima |                                    |                                    | 2 août – Stade international, Yokohama | 2 août – Stade international, Yokohama |   |  | 6 août – Stade International, Yokohama | 6 août – Stade International, Yokohama |
|  | 30 juillet – Stade de Kashima, Kashima     | 30 juillet – Stade de Kashima, Kashima |                                    |                                    | 2 août – Stade international, Yokohama | 2 août – Stade international, Yokohama |   |  | 6 août – Stade International, Yokohama | 6 août – Stade International, Yokohama |
|  | [1E] Grande-Bretagne                       | 3                                      |                                    |                                    | 2 août – Stade international, Yokohama | 2 août – Stade international, Yokohama |   |  | 6 août – Stade International, Yokohama | 6 août – Stade International, Yokohama |
|  | [1E] Grande-Bretagne                       | 3                                      |                                    |                                    | 2 août – Stade international, Yokohama | 2 août – Stade international, Yokohama |   |  | 6 août – Stade International, Yokohama | 6 août – Stade International, Yokohama |
|  | [3G] Australie                             | 4 ap                                   |                                    |                                    | 2 août – Stade international, Yokohama | 2 août – Stade international, Yokohama |   |  | 6 août – Stade International, Yokohama | 6 août – Stade International, Yokohama |
|  | [3G] Australie                             | 4 ap                                   | Australie                          | 0                                  |                                        |                                        |   |  | 6 août – Stade International, Yokohama | 6 août – Stade International, Yokohama |
|  | 30 juillet – Stade Saitama 2002, Saitama   |                                        | Australie                          | 0                                  |                                        |                                        |   |  | 6 août – Stade International, Yokohama | 6 août – Stade International, Yokohama |
|  |                                            | Suède                                  | 1                                  |                                    |                                        |                                        |   |  | 6 août – Stade International, Yokohama | 6 août – Stade International, Yokohama |
|  | [1G] Suède                                 | Suède                                  | 1                                  | 3                                  |                                        |                                        |   |  | 6 août – Stade International, Yokohama | 6 août – Stade International, Yokohama |
|  | [1G] Suède                                 |                                        |                                    | 3                                  |                                        |                                        |   |  | 6 août – Stade International, Yokohama | 6 août – Stade International, Yokohama |
|  | [3E] Japon                                 | 1                                      |                                    |                                    |                                        |                                        |   |  | 6 août – Stade International, Yokohama | 6 août – Stade International, Yokohama |
|  | [3E] Japon                                 | 1                                      | Suède                              | 1 ap (2)                           |                                        |                                        |   |  |                                        |                                        |
|  | 30 juillet – Stade international, Yokohama |                                        | Suède                              | 1 ap (2)                           |                                        |                                        |   |  |                                        |                                        |
|  |                                            | Canada                                 | 1 tab (3)                          |                                    |                                        |                                        |   |  |                                        |                                        |
|  | [1F] Pays-Bas                              | Canada                                 | 1 tab (3)                          | 2 ap (2)                           |                                        |                                        |   |  |                                        |                                        |
|  | [1F] Pays-Bas                              | 2 août – Stade de Kashima, Kashima     |                                    | 2 ap (2)                           |                                        |                                        |   |  |                                        |                                        |
|  | [2G] États-Unis                            | 2 tab (4)                              |                                    |                                    |                                        |                                        |   |  |                                        |                                        |
|  | [2G] États-Unis                            | 2 tab (4)                              | États-Unis                         | 0                                  |                                        |                                        |   |  |                                        |                                        |
|  | 30 juillet – Stade de Miyagi, Rifu         | 30 juillet – Stade de Miyagi, Rifu     | États-Unis                         | 0                                  | Match pour la 3e place                 | Match pour la 3e place                 |   |  |                                        |                                        |
|  | 30 juillet – Stade de Miyagi, Rifu         | 30 juillet – Stade de Miyagi, Rifu     |                                    | Canada                             | Match pour la 3e place                 | Match pour la 3e place                 | 1 |  |                                        |                                        |
|  | [2E] Canada                                | 0 tab (4)                              | 5 août – Stade de Kashima, Kashima | 5 août – Stade de Kashima, Kashima |                                        |                                        | 1 |  |                                        |                                        |
|  | [2E] Canada                                | 0 tab (4)                              | 5 août – Stade de Kashima, Kashima | 5 août – Stade de Kashima, Kashima |                                        |                                        |   |  |                                        |                                        |
|  | [2F] Brésil                                | 0 ap (3)                               |                                    | Australie                          | 3                                      |                                        |   |  |                                        |                                        |
|  | [2F] Brésil                                | 0 ap (3)                               |                                    | Australie                          | 3                                      |                                        |   |  |                                        |                                        |
|  |                                            |                                        |                                    |                                    |                                        |                                        |   |  | États-Unis                             | 4                                      |
|  |                                            |                                        |                                    |                                    |                                        |                                        |   |  | États-Unis                             | 4                                      |

#### Quarts de finale

##### Résumé

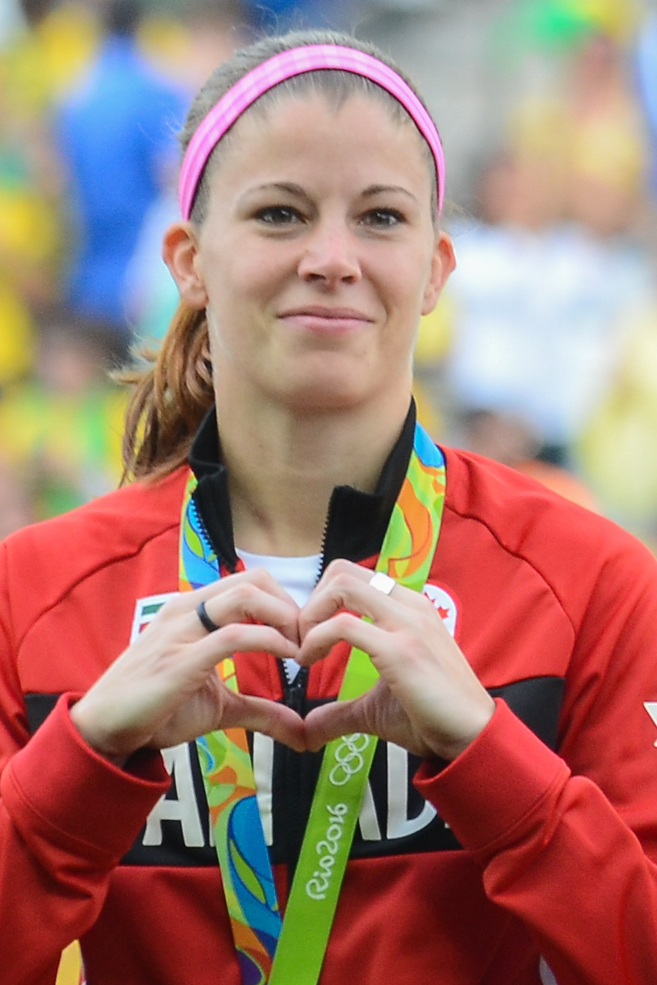
La gardienne Stephanie Labbé arrête deux tirs au but brésiliens et permet au Canada d'accéder aux demi-finales.

Disputé devant près de 3 403 spectateurs, le premier match des quarts de finale oppose les Canadiennes aux Brésiliennes pour ce qui s’apparente à une revanche du match pour la médaille de bronze disputé cinq ans auparavant à Rio de Janeiro. Lors d'une première mi-temps équilibrée et peu animée, aucune des deux formations ne parvient à prendre l'ascendant sur l'autre. Il faut alors attendre la 59e minute de jeu pour que la rencontre s'anime à la suite d'une reprise de la tête de Vanessa Gilles s'écrasant sur la barre transversale du but brésilien gardé par Bárbara. Désireuses de s'imposer, les deux équipes se livrent et se créent de nombreuses situations de but. Aucune des formations ne parvient toutefois à marquer avant les prolongations. Au cours de ces dernières, le rythme est bien moins enlevé et les occasions plus rares. Toujours à égalité à l’issue de la demi-heure supplémentaire, une séance de tirs au but est organisée pour les départager. Malgré un échec initial de Christine Sinclair, le Canada parvient à s'imposer grâce aux deux arrêts consécutifs de sa gardienne Stephanie Labbé sur les frappes d'Andressa et de Rafaelle. L'équipe Nord-américaine se qualifie ainsi pour sa troisième demi-finale olympique de rang,.
Le deuxième match oppose la Grande-Bretagne à l'Australie. Bien entrées dans la partie, les Britanniques dominent et manquent de peu d'ouvrir le score sur une frappe de Lauren Hemp repoussée par les deux poteaux des buts de Teagan Micah. Cependant c'est bien l'Australie qui parvient à concrétiser une de ses rares occasions lorsqu'à la demi-heure de jeu la reprise décroisée de la tête d'Alanna Kennedy trompe la vigilance de la défense britannique. Au retour des vestiaires, la Grande-Bretagne continue de prendre le jeu à son compte. Cela s'avère payant puisqu'en dix minutes Ellen White inscrit un doublé, un but de la tête sur un centre de Lauren Hemp puis une frappe puissante près du poteau, et permet à son équipe de prendre l'avantage. En toute fin de match, sur une erreur d’inattention de la défenseure Emily van Egmond, Sam Kerr égalise après un bel enchainement contrôle de la poitrine puis frappe. Dès le début de la prolongation, la Grande-Bretagne obtient un pénalty pour une légère faute dans la surface de réparation de Nikita Parris. Cependant, Caroline Weir échoue à le transformer. Une minute à peine après cet échec, l'Australie punit son adversaire en reprenant l'avantage d'une frappe dans la lucarne de Mary Fowler. Les Matildas inscrivent un nouveau but à la 106e minute après que Sam Kerr a driblé Stephanie Houghton,. Malgré la réduction de l'écart d'Ellen White, qui inscrit un triplé en fin de prolongation, l'Australie s'impose et se qualifie pour la première fois de son histoire en demi-finale d'une compétition majeure. Quant à elle, la Grande-Bretagne échoue une nouvelle fois à franchir les quarts de finale après sa première tentative en 2012. Avec sept buts, il s'agit du match de phase finale le plus prolifique de l'histoire du tournoi olympique féminin.

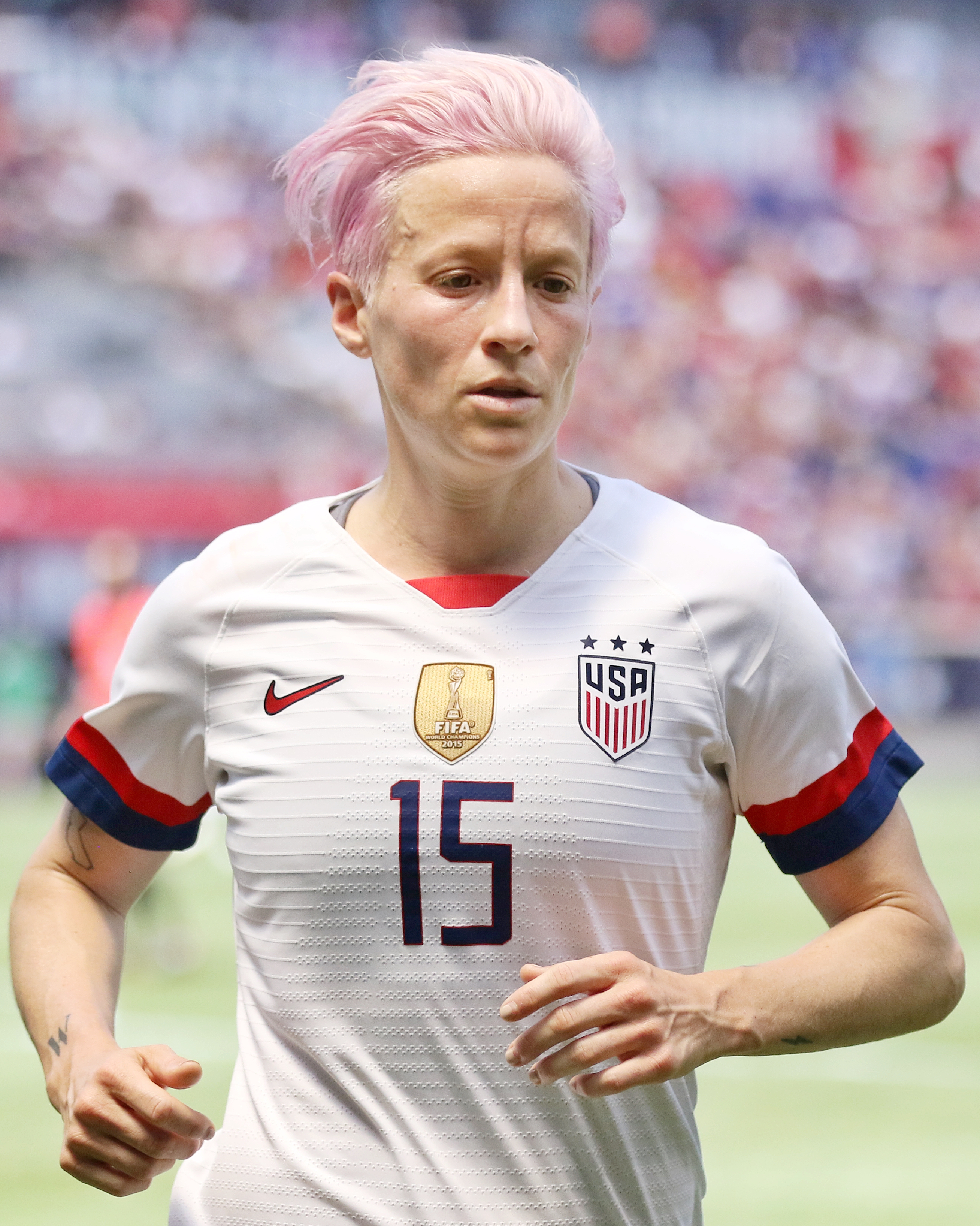
Megan Rapinoe inscrit le tir au but décisif face aux Pays-Bas.

L'affiche du troisième quart de finale voit s'affronter la Suède et le pays hôte japonais. Très agressives dès le début du match, les Suédoises ouvrent rapidement la marque à la suite d'une reprise de la tête de Magdalena Eriksson sur un centre de Fridolina Rolfö. Le Japon réagit immédiatement en se créant plusieurs occasions consécutives qui aboutissent à l'égalisation nippone grâce à une reprise à bout portant de Mina Tanaka dès la 23e minute. Après un pénalty en faveur du pays hôte annulé par l'assistance vidéo à l'arbitrage juste avant la mi-temps, les Japonaises continuent d'attaquer en nombre jusqu'à que sur un contre Stina Blackstenius trompe la vigilance d'Ayaka Yamashita d'une frappe de près. La Suède prend alors l'ascendant et se voit récompensée par un but de Kosovare Asllani inscrit sur penalty à vingt minutes du terme. Malgré une fin de match dominée par le Japon, la Suède s'impose et rallie les demi-finales.
Les Pays-Bas entament parfaitement le quatrième quart de finale, rencontre qui l'oppose aux États-Unis, ouvrant le score dès les vingt premières minutes de jeu par l'intermédiaire de Vivianne Miedema. À la demi-heure de jeu, Lynn Williams permet par deux fois aux Américaines de marquer en moins de quatre minutes, tout d'abord en délivrant une passe décisive à Sam Mewis puis en inscrivant à son tour un but. Devant à la mi-temps mais peu rassurante dans le jeu, Team USA se fait rejoindre au score à la suite du dixième but du tournoi de Vivianne Miedema dès la 53e minute. Très largement dominatrices, les Néerlandaises auraient pu l'emporter si Alyssa Naeher n'avait pas détourné le penalty de Lieke Martens en fin de match. À l'instar de deux des trois premiers quarts de finale de la journée, des prolongations sont nécessaires pour départager les deux équipes. Galvanisées par l'enjeu, Américaines et Bataves attaquent et se voient chacune leur tour refuser des buts pour des positions de hors-jeu de Lineth Beerensteyn, Christen Press et Alex Morgan. Toujours à égalité au terme du temps supplémentaire, la séance de tirs au but tourne à l'avantage des États-Unis grâce aux deux arrêts de sa gardienne combinés au sans-faute de ses tireuses. Avec cette victoire, l'équipe américaine retrouve les demi-finales après son échec de Rio tandis que les Hollandaises sont éliminées malgré les vingt-trois buts marqués lors de ce tournoi.

##### Rencontres
| 30 juillet 2021     | Canada | 0 - 0 a. p. 4 - 3 t. a. b. | Brésil | | |
| 17 h 00 (UTC+09:00) | | (0 - 0, 0 - 0, 0 - 0)      | | Stade de Miyagi, Rifu Spectateurs : 3 403 Arbitrage : Stéphanie Frappart Arbitres assistants : Manuela Nicolosi Michelle O'Neill Quatrième arbitre : Esther Staubli Arbitre vidéo : Bibiana Steinhaus | Stade de Miyagi, Rifu Spectateurs : 3 403 Arbitrage : Stéphanie Frappart Arbitres assistants : Manuela Nicolosi Michelle O'Neill Quatrième arbitre : Esther Staubli Arbitre vidéo : Bibiana Steinhaus |
| 17 h 00 (UTC+09:00) | Rapport |                            | | Stade de Miyagi, Rifu Spectateurs : 3 403 Arbitrage : Stéphanie Frappart Arbitres assistants : Manuela Nicolosi Michelle O'Neill Quatrième arbitre : Esther Staubli Arbitre vidéo : Bibiana Steinhaus | Stade de Miyagi, Rifu Spectateurs : 3 403 Arbitrage : Stéphanie Frappart Arbitres assistants : Manuela Nicolosi Michelle O'Neill Quatrième arbitre : Esther Staubli Arbitre vidéo : Bibiana Steinhaus |
| 17 h 00 (UTC+09:00) | Sinclair · Fleming · Lawrence · Leon · Gilles | Tirs au but 4 - 3          | Marta · Debinha · Érika · Andressa · Rafaelle · | Stade de Miyagi, Rifu Spectateurs : 3 403 Arbitrage : Stéphanie Frappart Arbitres assistants : Manuela Nicolosi Michelle O'Neill Quatrième arbitre : Esther Staubli Arbitre vidéo : Bibiana Steinhaus | Stade de Miyagi, Rifu Spectateurs : 3 403 Arbitrage : Stéphanie Frappart Arbitres assistants : Manuela Nicolosi Michelle O'Neill Quatrième arbitre : Esther Staubli Arbitre vidéo : Bibiana Steinhaus |
| 17 h 00 (UTC+09:00) | Labbé - Lawrence ( 90+1e), Gilles, Buchanan, Chapman ( 109e Riviere ( 117e)) - Scott - Fleming, Quinn ( 63e Grosso) - Sinclair - Beckie ( 105+2e Leon), Prince ( 63e Rose ( 114e Huitema)) | Équipes                    | Bárbara - Bruna, Érika, Rafaelle, Tamires - Duda ( 59e) ( 102e Ludmila ( 101e)), Formiga ( 73e Angelina), Andressinha, Marta - Beatriz ( 59e Andressa), Debinha | Stade de Miyagi, Rifu Spectateurs : 3 403 Arbitrage : Stéphanie Frappart Arbitres assistants : Manuela Nicolosi Michelle O'Neill Quatrième arbitre : Esther Staubli Arbitre vidéo : Bibiana Steinhaus | Stade de Miyagi, Rifu Spectateurs : 3 403 Arbitrage : Stéphanie Frappart Arbitres assistants : Manuela Nicolosi Michelle O'Neill Quatrième arbitre : Esther Staubli Arbitre vidéo : Bibiana Steinhaus |

| 30 juillet 2021     | Grande-Bretagne | 3 - 4 a. p.           | Australie | | |
| 18 h 00 (UTC+09:00) | ( Hemp) White 56e · White 66e · ( Kirby) White 115e | (0 - 1, 2 - 2, 2 - 3) | 35e Kennedy (Catley ) · 89e Kerr · 103e Fowler · 106e Kerr (Yallop ) | Stade de Kashima, Kashima Spectateurs : 0 (huis clos) Arbitrage : Salima Mukansanga Arbitres assistants : Bernadettar Kwimbira Mary Njorge Quatrième arbitre : Edina Alves Batista Arbitre vidéo : Benoît Millot | Stade de Kashima, Kashima Spectateurs : 0 (huis clos) Arbitrage : Salima Mukansanga Arbitres assistants : Bernadettar Kwimbira Mary Njorge Quatrième arbitre : Edina Alves Batista Arbitre vidéo : Benoît Millot |
| 18 h 00 (UTC+09:00) | Rapport |                       | | Stade de Kashima, Kashima Spectateurs : 0 (huis clos) Arbitrage : Salima Mukansanga Arbitres assistants : Bernadettar Kwimbira Mary Njorge Quatrième arbitre : Edina Alves Batista Arbitre vidéo : Benoît Millot | Stade de Kashima, Kashima Spectateurs : 0 (huis clos) Arbitrage : Salima Mukansanga Arbitres assistants : Bernadettar Kwimbira Mary Njorge Quatrième arbitre : Edina Alves Batista Arbitre vidéo : Benoît Millot |
| 18 h 00 (UTC+09:00) | Roebuck - Bronze ( 44e) ( 112e Stanway ( 120+1e)), Houghton , Williamson, Stokes ( 58e Bright) - Walsh ( 97e Ingle), Weir - Daly ( 58e Kirby), Little ( 80e Scott), Hemp ( 96e Parris) - White | Équipes               | Micah - Carpenter, Kennedy, Luik ( 80e Gielnik) - Raso ( 88e Logarzo), Van Egmond, Yallop, Catley - Kyah Simon ( 71e) ( 80e Fowler), Sam Kerr ( 26e), Foord ( 79e Cooney-Cross ( 108e Polkinghorne)) | Stade de Kashima, Kashima Spectateurs : 0 (huis clos) Arbitrage : Salima Mukansanga Arbitres assistants : Bernadettar Kwimbira Mary Njorge Quatrième arbitre : Edina Alves Batista Arbitre vidéo : Benoît Millot | Stade de Kashima, Kashima Spectateurs : 0 (huis clos) Arbitrage : Salima Mukansanga Arbitres assistants : Bernadettar Kwimbira Mary Njorge Quatrième arbitre : Edina Alves Batista Arbitre vidéo : Benoît Millot |

| 30 juillet 2021     | Suède | 3 - 1   | Japon | | |
| 19 h 00 (UTC+09:00) | ( Rolfö) Eriksson 7e · ( Rolfö) Blackstenius 53e · Asllani 68e (pen.) | (1 - 1) | 23e Tanaka (Hasegawa ) | Stade Saitama 2002, Saitama Spectateurs : 0 (huis clos) Arbitrage : Lucila Venegas Arbitres assistants : Enedina Caudillo Mayte Chávez Quatrième arbitre : Melissa Borjas Arbitre vidéo : Mauro Vigliano | Stade Saitama 2002, Saitama Spectateurs : 0 (huis clos) Arbitrage : Lucila Venegas Arbitres assistants : Enedina Caudillo Mayte Chávez Quatrième arbitre : Melissa Borjas Arbitre vidéo : Mauro Vigliano |
| 19 h 00 (UTC+09:00) | Rapport |         | | Stade Saitama 2002, Saitama Spectateurs : 0 (huis clos) Arbitrage : Lucila Venegas Arbitres assistants : Enedina Caudillo Mayte Chávez Quatrième arbitre : Melissa Borjas Arbitre vidéo : Mauro Vigliano | Stade Saitama 2002, Saitama Spectateurs : 0 (huis clos) Arbitrage : Lucila Venegas Arbitres assistants : Enedina Caudillo Mayte Chávez Quatrième arbitre : Melissa Borjas Arbitre vidéo : Mauro Vigliano |
| 19 h 00 (UTC+09:00) | Lindahl - Glas, Ilestedt ( 29e), Björn, Eriksson - Angeldal ( 62e Bennison), Seger - Jakobsson ( 90e Janogy), Asllani ( 90e Andersson) - Rolfö ( 75e Schough), Blackstenius ( 75e Hurtig) | Équipes | Yamashita - Shimizu, Kumagai , Minami, Miyagawa - Hasegawa ( 82e Kitamura), Nakajima ( 86e Hayashi), Miura ( 72e Endo), Sugita - Iwabuchi ( 38e), Tanaka | Stade Saitama 2002, Saitama Spectateurs : 0 (huis clos) Arbitrage : Lucila Venegas Arbitres assistants : Enedina Caudillo Mayte Chávez Quatrième arbitre : Melissa Borjas Arbitre vidéo : Mauro Vigliano | Stade Saitama 2002, Saitama Spectateurs : 0 (huis clos) Arbitrage : Lucila Venegas Arbitres assistants : Enedina Caudillo Mayte Chávez Quatrième arbitre : Melissa Borjas Arbitre vidéo : Mauro Vigliano |

| 30 juillet 2021     | Pays-Bas | 2 - 2 a. p. 2 - 4 t. a. b. | États-Unis | | |
| 20 h 00 (UTC+09:00) | Miedema 18e · Miedema 54e | (1 - 2, 2 - 2, 2 - 2)      | 28e Mewis (Williams ) · 31e Williams | Stade Nissan, Yokohama Spectateurs : 0 (huis clos) Arbitrage : Kate Jacewicz Arbitres assistants : Kim Kyong-min Lee Seul-gi Quatrième arbitre : Yoshimi Yamashita Arbitre vidéo : Abdulla Al-Marri | Stade Nissan, Yokohama Spectateurs : 0 (huis clos) Arbitrage : Kate Jacewicz Arbitres assistants : Kim Kyong-min Lee Seul-gi Quatrième arbitre : Yoshimi Yamashita Arbitre vidéo : Abdulla Al-Marri |
| 20 h 00 (UTC+09:00) | Rapport |                            | | Stade Nissan, Yokohama Spectateurs : 0 (huis clos) Arbitrage : Kate Jacewicz Arbitres assistants : Kim Kyong-min Lee Seul-gi Quatrième arbitre : Yoshimi Yamashita Arbitre vidéo : Abdulla Al-Marri | Stade Nissan, Yokohama Spectateurs : 0 (huis clos) Arbitrage : Kate Jacewicz Arbitres assistants : Kim Kyong-min Lee Seul-gi Quatrième arbitre : Yoshimi Yamashita Arbitre vidéo : Abdulla Al-Marri |
| 20 h 00 (UTC+09:00) | Miedema · Janssen · Van der Gragt · Nouwen | Tirs au but 2 - 4          | Lavelle · Morgan · Press · Rapinoe · | Stade Nissan, Yokohama Spectateurs : 0 (huis clos) Arbitrage : Kate Jacewicz Arbitres assistants : Kim Kyong-min Lee Seul-gi Quatrième arbitre : Yoshimi Yamashita Arbitre vidéo : Abdulla Al-Marri | Stade Nissan, Yokohama Spectateurs : 0 (huis clos) Arbitrage : Kate Jacewicz Arbitres assistants : Kim Kyong-min Lee Seul-gi Quatrième arbitre : Yoshimi Yamashita Arbitre vidéo : Abdulla Al-Marri |
| 20 h 00 (UTC+09:00) | Van Veenendaal - Wilms, Van der Gragt, Nouwen, Janssen - Roord ( 97e Pelova), Groenen, Van de Donk ( 90+4e) - Van de Sanden ( 63e Beerensteyn), Miedema, Martens | Équipes                    | Naeher - O'Hara ( 115e), Dahlkemper, Sauerbrunn , Dunn - Horan ( 77e), Ertz, Mewis ( 57e Lavelle) - Williams ( 57e Press), Lloyd ( 57e Morgan), Heath ( 64e Rapinoe) | Stade Nissan, Yokohama Spectateurs : 0 (huis clos) Arbitrage : Kate Jacewicz Arbitres assistants : Kim Kyong-min Lee Seul-gi Quatrième arbitre : Yoshimi Yamashita Arbitre vidéo : Abdulla Al-Marri | Stade Nissan, Yokohama Spectateurs : 0 (huis clos) Arbitrage : Kate Jacewicz Arbitres assistants : Kim Kyong-min Lee Seul-gi Quatrième arbitre : Yoshimi Yamashita Arbitre vidéo : Abdulla Al-Marri |

#### Demi-finales

##### Résumé

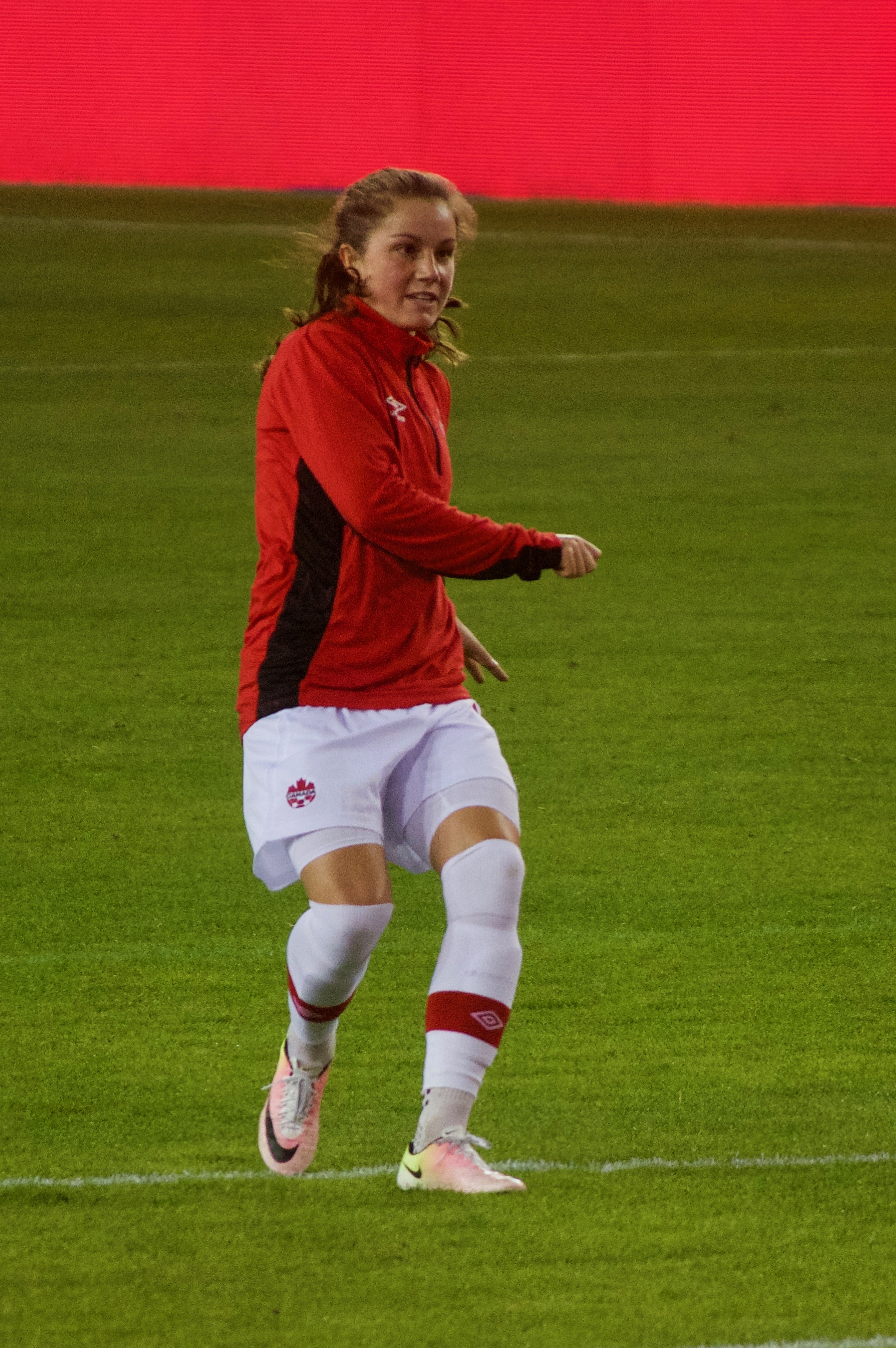
Jessie Fleming inscrit sur penalty le but de la victoire qualifiant le Canada pour la finale.

L'affiche de la première demi-finale est la réplique de celle des Jeux de Londres en 2012. Les Américaines sont opposées au Canada, deux équipes qui se sont qualifiées au tour précédent après la séance de tirs au but. Très bien entrés dans la partie, les États-Unis dominent ardemment la première mi-temps sans toutefois parvenir à concrétiser cette domination au score. Mal retombée après avoir tenté de capter un centre canadien, la gardienne américaine Alyssa Naeher doit céder sa place à Adrianna Franch après la demi-heure de jeu. Toujours souveraines au retour des vestiaires, les Américaines se procurent la première véritable occasion du match à la 65e minute sur une frappe enroulée de Carli Lloyd, repoussée par Stephanie Labbé. Bien qu'en difficulté depuis le début de la partie, le Canada obtient un penalty grâce à l'arbitrage vidéo après une faute de Tierna Davidson, surprise par la vitesse de Deanne Rose. La jeune milieu de terrain de 23 ans, Jessie Fleming le transforme d'une frappe dans le petit filet droit du but américain. Il s'agit alors seulement du deuxième tir canadien, le premier cadré. Malgré une reprise de la tête Carli Lloyd s'écrasant sur la barre transversale à cinq minutes du terme, le Canada s'impose et se qualifie pour la première finale olympique de son histoire. Par ailleurs, au-delà de la qualification, le Canada met fin à une série de trente-six défaites consécutives face à Team USA, sa dernière victoire remontant au 11 mars 2001 lors de l'Algarve Cup,. En dépit de l'élimination de son équipe, Megan Rapinoe déclare à l’issue de la rencontre que « Maintenant qu'elles nous ont battues, je leur souhaite la médaille d'or », soutenant notamment sa coéquipière à l'OL Reign, Quinn, qui peut ainsi devenir la première personne transgenre à remporter une médaille d'or olympique.

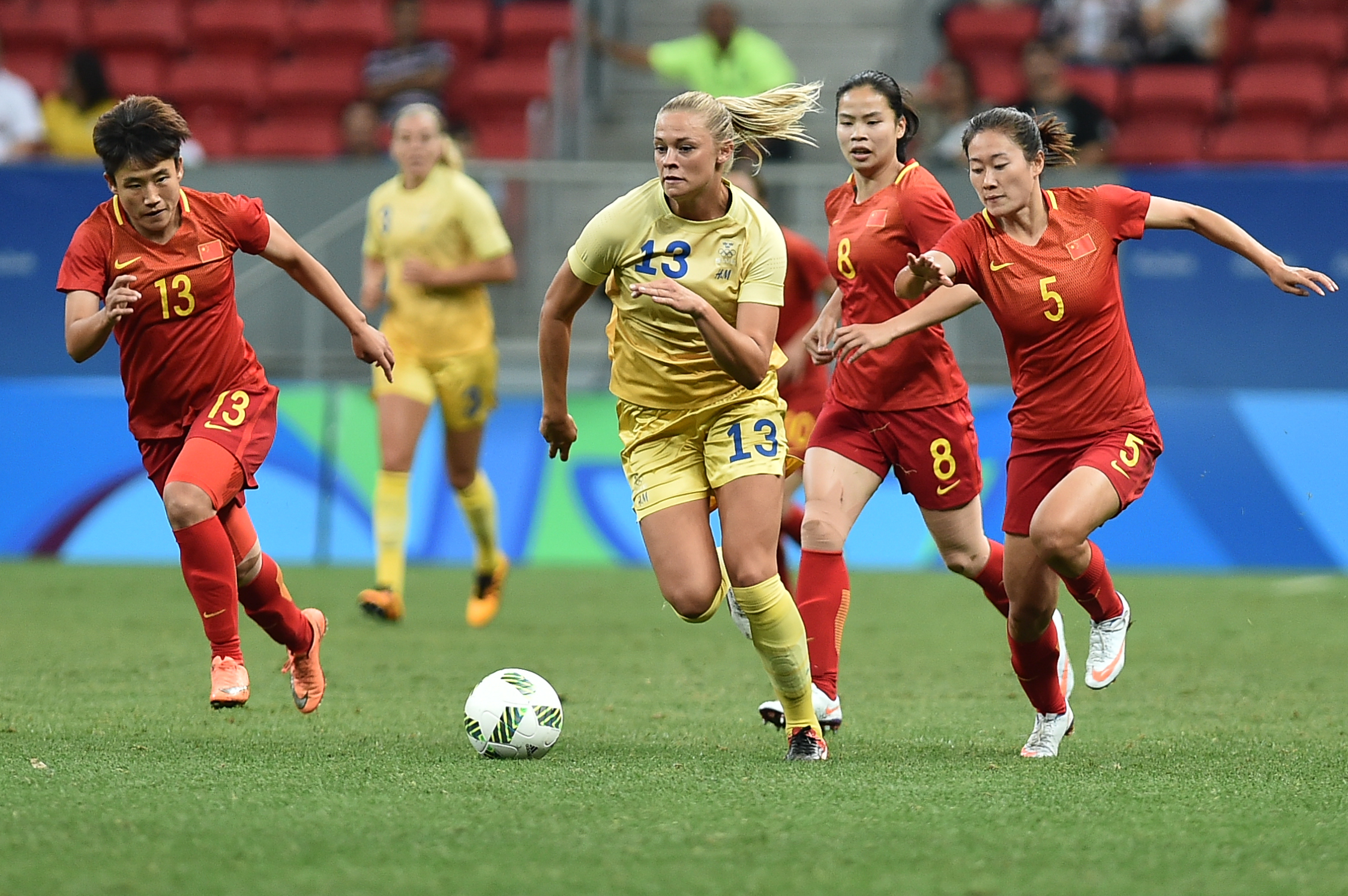
Fridolina Rolfö (ici en 2016) est l'unique buteuse du match entre l'Australie et la Suède.

La deuxième demi-finale oppose l'Australie et la Suède, ces deux équipes s'étant déjà rencontrées lors du premier tour. Après une première période relativement pauvre en occasions malgré une frappe suédoise sur la barre transversale à la 23e minute, la Suède parvient à ouvrir le score en tout début de seconde mi-temps après un lob lointain de Filippa Angeldal dévié sur la barre par la gardienne australienne Teagan Micah et repris à bout portant par Fridolina Rolfö. À partir de l'ouverture du score, les Scandinaves abandonnent le ballon à leur adversaire (54 % de possession pour l'Australie) les laissant se procurer de nombreuses offensives. Cependant, l'absence de précision et de réalisme de la part des Matildas ne leur permet pas d'égaliser. Dans les dernières secondes de la partie, Lina Hurtig se présente seule face à la gardienne australienne mais ne peut marquer car plaquée au sol par la défenseure Ellie Carpenter qui écope d'un carton rouge la privant de facto du match pour la médaille de bronze. Grâce à cette victoire, la Suède se qualifie pour sa deuxième finale olympique consécutive après avoir décroché la médaille d'argent à Rio cinq ans auparavant tandis que l'Australie, novice à ce stade de la compétition, tentera de décrocher la première médaille de son histoire en football,.

##### Rencontres
| 2 août 2021         | États-Unis | 0 - 1   | Canada | | |
| 17 h 00 (UTC+09:00) | | (0 - 0) | 74e (pen.) Fleming | Stade de Kashima, Kashima Spectateurs : 0 (huis clos) Vidéo du match Arbitrage : Kateryna Monzul Arbitres assistants : Lucie Ratajova Maryna Striletska Quatrième arbitre : Stéphanie Frappart Arbitre vidéo : Paweł Raczkowski | Stade de Kashima, Kashima Spectateurs : 0 (huis clos) Vidéo du match Arbitrage : Kateryna Monzul Arbitres assistants : Lucie Ratajova Maryna Striletska Quatrième arbitre : Stéphanie Frappart Arbitre vidéo : Paweł Raczkowski |
| 17 h 00 (UTC+09:00) | Rapport |         | | Stade de Kashima, Kashima Spectateurs : 0 (huis clos) Vidéo du match Arbitrage : Kateryna Monzul Arbitres assistants : Lucie Ratajova Maryna Striletska Quatrième arbitre : Stéphanie Frappart Arbitre vidéo : Paweł Raczkowski | Stade de Kashima, Kashima Spectateurs : 0 (huis clos) Vidéo du match Arbitrage : Kateryna Monzul Arbitres assistants : Lucie Ratajova Maryna Striletska Quatrième arbitre : Stéphanie Frappart Arbitre vidéo : Paweł Raczkowski |
| 17 h 00 (UTC+09:00) | Naeher (( 30e Franch) - O'Hara ( 32e) (( 80e Mewis), Sauerbrunn , Davidson, Dunn - Ertz, Lavelle, Horan - Williams ( 60e Press), Morgan ( 60e Lloyd), Heath ( 60e Rapinoe) | Équipes | Labbé - Lawrence, Gilles, Buchanan, Chapman - Scott, Fleming, Quinn ( 60e Grosso) - Sinclair ( 87e Huitema), Beckie, Prince ( 60e Rose ( 90e Leon)) | Stade de Kashima, Kashima Spectateurs : 0 (huis clos) Vidéo du match Arbitrage : Kateryna Monzul Arbitres assistants : Lucie Ratajova Maryna Striletska Quatrième arbitre : Stéphanie Frappart Arbitre vidéo : Paweł Raczkowski | Stade de Kashima, Kashima Spectateurs : 0 (huis clos) Vidéo du match Arbitrage : Kateryna Monzul Arbitres assistants : Lucie Ratajova Maryna Striletska Quatrième arbitre : Stéphanie Frappart Arbitre vidéo : Paweł Raczkowski |

| 2 août 2021         | Australie | 0 - 1   | Suède | | |
| 20 h 00 (UTC+09:00) | | (0 - 0) | 46e Rolfö (Blackstenius ) | Stade Nissan, Yokohama Spectateurs : 0 (huis clos) Vidéo du match Arbitrage : Melissa Borjas Arbitres assistants : Enedina Caudillo Shirley Perello Quatrième arbitre : Salima Mukansanga Arbitre vidéo : Nicolás Gallo | Stade Nissan, Yokohama Spectateurs : 0 (huis clos) Vidéo du match Arbitrage : Melissa Borjas Arbitres assistants : Enedina Caudillo Shirley Perello Quatrième arbitre : Salima Mukansanga Arbitre vidéo : Nicolás Gallo |
| 20 h 00 (UTC+09:00) | Rapport |         | | Stade Nissan, Yokohama Spectateurs : 0 (huis clos) Vidéo du match Arbitrage : Melissa Borjas Arbitres assistants : Enedina Caudillo Shirley Perello Quatrième arbitre : Salima Mukansanga Arbitre vidéo : Nicolás Gallo | Stade Nissan, Yokohama Spectateurs : 0 (huis clos) Vidéo du match Arbitrage : Melissa Borjas Arbitres assistants : Enedina Caudillo Shirley Perello Quatrième arbitre : Salima Mukansanga Arbitre vidéo : Nicolás Gallo |
| 20 h 00 (UTC+09:00) | Micah - Carpenter ( 90+6e), Kennedy, Catley - Raso ( 84e Gielnik), Van Egmond, Logarzo ( 69e Cooney-Cross), Yallop ( 69e Polkinghorne) - Simon ( 69e Fowler), Kerr - Foord ( 90+1e Brock) | Équipes | Lindahl - Glas, Ilestedt, Björn, Eriksson - Angeldal ( 73e Bennison), Seger - Jakobsson ( 90+1e Andersson), Asllani, Rolfö, Blackstenius ( 90+4e Hurtig) | Stade Nissan, Yokohama Spectateurs : 0 (huis clos) Vidéo du match Arbitrage : Melissa Borjas Arbitres assistants : Enedina Caudillo Shirley Perello Quatrième arbitre : Salima Mukansanga Arbitre vidéo : Nicolás Gallo | Stade Nissan, Yokohama Spectateurs : 0 (huis clos) Vidéo du match Arbitrage : Melissa Borjas Arbitres assistants : Enedina Caudillo Shirley Perello Quatrième arbitre : Salima Mukansanga Arbitre vidéo : Nicolás Gallo |

#### Match pour la médaille de bronze

##### Résumé
La finale pour la troisième place oppose d'une part l'Australie, qui n'a jamais terminé sur le podium d'une compétition internationale et qui a disputé au tour précédant la première demi-finale de son histoire, à l'équipe des États-Unis, d'autre part, annoncée favorite pour décrocher la médaille d'or avant la compétition et habituée aux podiums internationaux : présente sur le podium olympique depuis 1996 à l'exception de celui des Jeux de Rio de Janeiro en 2016 et toujours placée sur le podium de la Coupe du monde avec notamment quatre victoires finales (1991, 1999, 2015 et 2019).
Les Américaines, désireuses d'effacer la déception ressentie après l'élimination en demi-finale par le Canada, entament la partie avec beaucoup de volontés offensives. Dès la 8e minute, Megan Rapinoe ouvre le score à la suite d'un corner frappé directement dans le but australien. Il s'agit du deuxième but sur corner direct inscrit par Megan Rapinoe dans sa carrière, le premier l'ayant été contre le Canada en demi-finale du tournoi olympique de 2012. Il ne faudra que dix minutes aux insulaires pour égaliser grâce à une frappe croisée de Sam Kerr que la gardienne américaine Adrianna Franch, titulaire en raison de la blessure d'Alyssa Naeher, ne peut que dévier. Cependant, les Américaines reprennent l'avantage dans la foulée sur une reprise de volée de Megan Rapinoe qui envoie le ballon dans la lucarne gauche du but australien. Dominatrices, les joueuses des États-Unis parviennent à inscrire un troisième but juste avant la mi-temps. Il est l’œuvre de Carli Lloyd qui bat la gardienne adverse d'une frappe croisée du pied gauche depuis l'entrée de la surface de réparation.
Au retour des vestiaires, Carli Lloyd profite d'une nouvelle erreur de la défense australienne, handicapée par l'absence pour suspension d'Ellie Carpenter, pour marquer le quatrième but américain en frappant du plat du pied entre les jambes de Teagan Micah. Malgré la nette domination américaine, les Matildas n'abandonnent pas et réduisent l'écart à la 54e minute de jeu par l'intermédiaire d'une reprise de la tête de Caitlin Foord. Deux minutes plus tard, Sam Kerr reprend de la tête un centre venu de la droite qui heurte violemment le poteau. Entrée en jeu à la 81e minute, Alex Morgan est contrainte de sortir du terrain quelques minutes plus tard en raison d'une blessure, laissant ses coéquipières à dix car tous les temps de changement ont été utilisés. Profitant de cela, l'Australie, qui joue l'offensive lors de la seconde période, parvient à réduire à nouveau l'écart à la 90e minute sur une puissante frappe lointaine d'Emily Gielnik, entrée en jeu un quart d'heure auparavant. Cela sera toutefois insuffisant pour empêcher les États-Unis de l'emporter et de décrocher la médaille de bronze,.
Avec cette victoire, les États-Unis s’adjugent leur sixième médaille olympique, la première en bronze, après avoir échoué en quart de finale quatre ans auparavant à Rio de Janeiro. Tandis que pour l'Australie, il s'agit d'une performance encourageante en vue de l'organisation sur son sol et en Nouvelle-Zélande de la prochaine édition de la Coupe du monde en 2023.

##### Rencontre
| 5 août 2021         | Australie | 3 - 4   | États-Unis | | |
| 17 h 00 (UTC+09:00) | ( Foord) Kerr 17e · ( Simon) Foord 54e · Gielnik 90e | (1 - 3) | 8e 21e Rapinoe · 45+1e Lloyd (Horan ) · 51e Lloyd | Stade de Kashima, Kashima Spectateurs : 0 (huis clos) Arbitrage : María Laura Fortunato Arbitres assistants : Mary Blanco Mariana De Almeida Quatrième arbitre : Stéphanie Frappart Arbitre vidéo : Mauro Vigliano | Stade de Kashima, Kashima Spectateurs : 0 (huis clos) Arbitrage : María Laura Fortunato Arbitres assistants : Mary Blanco Mariana De Almeida Quatrième arbitre : Stéphanie Frappart Arbitre vidéo : Mauro Vigliano |
| 17 h 00 (UTC+09:00) | Rapport |         | | Stade de Kashima, Kashima Spectateurs : 0 (huis clos) Arbitrage : María Laura Fortunato Arbitres assistants : Mary Blanco Mariana De Almeida Quatrième arbitre : Stéphanie Frappart Arbitre vidéo : Mauro Vigliano | Stade de Kashima, Kashima Spectateurs : 0 (huis clos) Arbitrage : María Laura Fortunato Arbitres assistants : Mary Blanco Mariana De Almeida Quatrième arbitre : Stéphanie Frappart Arbitre vidéo : Mauro Vigliano |
| 17 h 00 (UTC+09:00) | Micah - Kennedy, Polkinghorne ( 74e Gielnik), Catley - Raso ( 67e Nevin), Van Egmond, Logarzo ( 67e Cooney-Cross), Yallop ( 87e Brock) - Simon ( 67e Fowler), Kerr - Foord | Équipes | Franch - O'Hara, Sauerbrunn , Davidson, Dunn - Ertz, Mewis ( 61e Lavelle), Horan - Press ( 85e Sonnett), Lloyd ( 81e Morgan), Megan Rapinoe ( 60e Heath) | Stade de Kashima, Kashima Spectateurs : 0 (huis clos) Arbitrage : María Laura Fortunato Arbitres assistants : Mary Blanco Mariana De Almeida Quatrième arbitre : Stéphanie Frappart Arbitre vidéo : Mauro Vigliano | Stade de Kashima, Kashima Spectateurs : 0 (huis clos) Arbitrage : María Laura Fortunato Arbitres assistants : Mary Blanco Mariana De Almeida Quatrième arbitre : Stéphanie Frappart Arbitre vidéo : Mauro Vigliano |

#### Finale

##### Résumé
Le Canada dispute la première finale de son histoire après avoir décroché par deux fois la médaille de bronze face à une sélection suédoise qui dispute sa deuxième finale consécutive en sept participations aux Jeux olympiques, la première ayant été perdue face à l'Allemagne à Rio de Janeiro en 2016. Initialement prévue à 11:00 au Stade olympique national de Tokyo, la finale est finalement délocalisée au Stade international de Yokohama et reprogrammée à 21:00 en raison des fortes chaleurs attendues dans la capitale nippone à la suite des inquiétudes émises par les deux équipes.

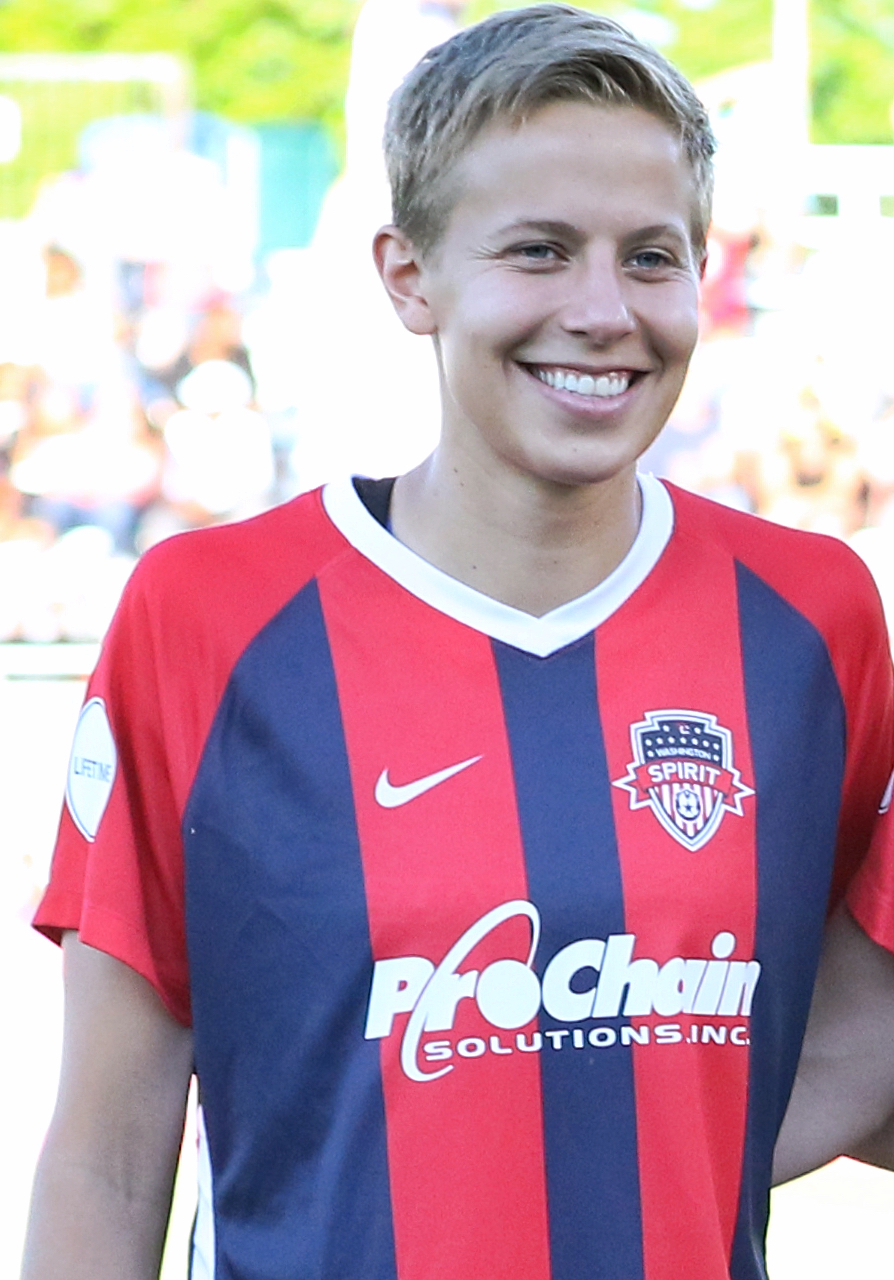
Quinn, ici en 2018, est la première personne non-binaire à remporter une médaille olympique.

Favorites à la suite de leur parcours sans faute et de leur large victoire contre les États-Unis lors du premier match, les Suédoises dominent le premier quart d'heure sans toutefois parvenir à se montrer réellement dangereuses. La première occasion est à mettre au crédit des Canadiennes et de Nichelle Prince dont la frappe n’inquiète toutefois pas la gardienne adverse. Dans la foulée, Fridolina Rolfö d'une frappe puissante puis Sofia Jakobsson d'une reprise de la tête obligent Stephanie Labbé, la gardienne canadienne, à se mettre en lumière. Dans une rencontre qui s'est équilibrée, la Suède trouve finalement la faille à la demi-heure de jeu grâce à la reprise victorieuse de Stina Blackstenius sur un centre de Kosovare Asllani. Au retour des vestiaires, les Nord-américaines se montrent plus entreprenantes et semblent prendre l'ascendant. Il faudra cependant attendre la 67e minute pour que l'arbitre russe Anastasia Pustovoitova accorde un penalty au Canada à la suite d'une intervention irrégulière d'Amanda Ilestedt sur Christine Sinclair. Comme lors de la demi-finale contre les Américaines, c'est Jessie Fleming qui le transforme d'une frappe du pied droit qui prend à contre-pied Hedvig Lindahl. En grande difficulté lors des vingt dernières minutes comme en témoignent les nombreuses frappes canadiennes, notamment celles d'Ashley Lawrence et de Jessie Fleming, les Suédoises parviennent à tenir le score nul et à accrocher les prolongations,.
Lors de ces dernières, le rapport de forces s'inverse et la Suède reprend l'ascendant sur une équipe canadienne qui semble physiquement émoussée. Malgré une reprise de la tête de Lina Hurtig passant juste à côté des buts canadiens sur un corner de Kosovare Asllani, les Scandinaves ne parviennent pas à concrétiser cette domination avant la séance de tirs au but. La séance commence par un échec suédois, la frappe de Kosovare Asllani frappant le poteau gauche du but permettant ainsi au Canada de prendre l'avantage, Jessie Fleming ayant transformé son tir au but. Toutefois le score s'inverse à la suite de deux échecs canadiens, un arrêt d'Hedvig Lindahl sur la frappe d'Ashley Lawrence et une frappe sur la barre transversale de Vanessa Gilles, combinés à deux réussites suédoises. Malgré un troisième penalty manqué consécutivement, le Canada parvient à s'imposer trois tirs au but à deux grâce notamment à deux arrêts de Stephanie Labbé sur les frappes d'Anna Anvegård et de Jonna Andersson. La jeune milieu de terrain des Longhorns du Texas, Julia Grosso, âgée seulement de vingt ans, inscrit le tir au but victorieux.
Avec cette victoire, le Canada décroche la neuvième médaille olympique de son histoire dans un sport collectif d'été, la première en or pour une équipe féminine. Pour sa part, la Suède échoue pour la deuxième fois consécutive en finale des Jeux olympiques. Il s'agit de la sixième défaite en sept finales disputées de l'équipe scandinave dans les grandes compétitions internationales. Sur le plan individuel, Quinn devient la première personne ouvertement transgenre non-binaire à être médaillée olympique.

##### Rencontre
| 6 août 2021         | Suède                                                    | 1 - 1 a. p.           | Canada                                             | Stade international, Yokohama | |
| 21 h 00 (UTC+09:00) | ( Asllani) Blackstenius 34e                              | (1 - 0, 1 - 1, 1 - 1) | 67e (pen.) Fleming                                 | Spectateurs : 0 (huis clos) Vidéo du match Arbitrage : Anastasia Pustovoitova Arbitres assistants : Ekaterina Kurochkina Sanja Rodak Quatrième arbitre : Salima Mukansanga Arbitre vidéo : Bibiana Steinhaus | Spectateurs : 0 (huis clos) Vidéo du match Arbitrage : Anastasia Pustovoitova Arbitres assistants : Ekaterina Kurochkina Sanja Rodak Quatrième arbitre : Salima Mukansanga Arbitre vidéo : Bibiana Steinhaus |
| 21 h 00 (UTC+09:00) | Rapport                                                  |                       |                                                    | Spectateurs : 0 (huis clos) Vidéo du match Arbitrage : Anastasia Pustovoitova Arbitres assistants : Ekaterina Kurochkina Sanja Rodak Quatrième arbitre : Salima Mukansanga Arbitre vidéo : Bibiana Steinhaus | Spectateurs : 0 (huis clos) Vidéo du match Arbitrage : Anastasia Pustovoitova Arbitres assistants : Ekaterina Kurochkina Sanja Rodak Quatrième arbitre : Salima Mukansanga Arbitre vidéo : Bibiana Steinhaus |
| 21 h 00 (UTC+09:00) | Asllani · Björn · Schough · Anvegård · Seger · Andersson | Tirs au but 2 - 3     | Fleming · Lawrence · Gilles · Leon · Rose · Grosso | Spectateurs : 0 (huis clos) Vidéo du match Arbitrage : Anastasia Pustovoitova Arbitres assistants : Ekaterina Kurochkina Sanja Rodak Quatrième arbitre : Salima Mukansanga Arbitre vidéo : Bibiana Steinhaus | Spectateurs : 0 (huis clos) Vidéo du match Arbitrage : Anastasia Pustovoitova Arbitres assistants : Ekaterina Kurochkina Sanja Rodak Quatrième arbitre : Salima Mukansanga Arbitre vidéo : Bibiana Steinhaus |

| Suède | Canada |

| SUÈDE:            |    |                    |      |      |
|                   |    |                    |      |      |
| Gardien de but    | 1  | Hedvig Lindahl     |      |      |
|                   | 4  | Hanna Glas         |      |      |
|                   | 13 | Amanda Ilestedt    |      | 120e |
|                   | 14 | Nathalie Björn     |      |      |
|                   | 6  | Magdalena Eriksson |      | 75e  |
|                   | 16 | Filippa Angeldal   |      | 75e  |
|                   | 17 | Caroline Seger     |      |      |
|                   | 10 | Sofia Jakobsson    |      | 75e  |
|                   | 9  | Kosovare Asllani   | 104e |      |
|                   | 18 | Fridolina Rolfö    |      | 106e |
|                   | 11 | Stina Blackstenius |      | 106e |
| Remplaçants :     |    |                    |      |      |
|                   | 2  | Jonna Andersson    |      | 75e  |
|                   | 5  | Hanna Bennison     |      | 75e  |
|                   | 8  | Lina Hurtig        |      | 75e  |
|                   | 19 | Anna Anvegård      |      | 106e |
|                   | 15 | Olivia Schough     |      | 106e |
|                   | 3  | Emma Kullberg      |      | 120e |
| Sélectionneur :   |    |                    |      |      |
| Peter Gerhardsson |    |                    |      |      |

| CANADA:         |    |                    |     |        |
|                 |    |                    |     |        |
| Gardien de but  | 1  | Stephanie Labbé    |     |        |
|                 | 10 | Ashley Lawrence    |     |        |
|                 | 14 | Vanessa Gilles     |     |        |
|                 | 3  | Kadeisha Buchanan  |     |        |
|                 | 2  | Allysha Chapman    |     | 93e    |
|                 | 11 | Desiree Scott      |     | 120+2e |
|                 | 17 | Jessie Fleming     |     |        |
|                 | 5  | Quinn              |     | 46e    |
|                 | 12 | Christine Sinclair |     | 86e    |
|                 | 16 | Janine Beckie      | 27e | 46e    |
|                 | 15 | Nichelle Prince    |     | 63e    |
| Remplaçants :   |    |                    |     |        |
|                 | 7  | Julia Grosso       |     | 46e    |
|                 | 9  | Adriana Leon       |     | 46e    |
|                 | 6  | Deanne Rose        |     | 63e    |
|                 | 19 | Jordyn Huitema     |     | 86e    |
|                 | 8  | Jayde Riviere      |     | 93e    |
|                 | 4  | Shelina Zadorsky   |     | 120+2e |
| Sélectionneur : |    |                    |     |        |
| Bev Priestman   |    |                    |     |        |

## Statistiques et récompenses

### Classements individuels

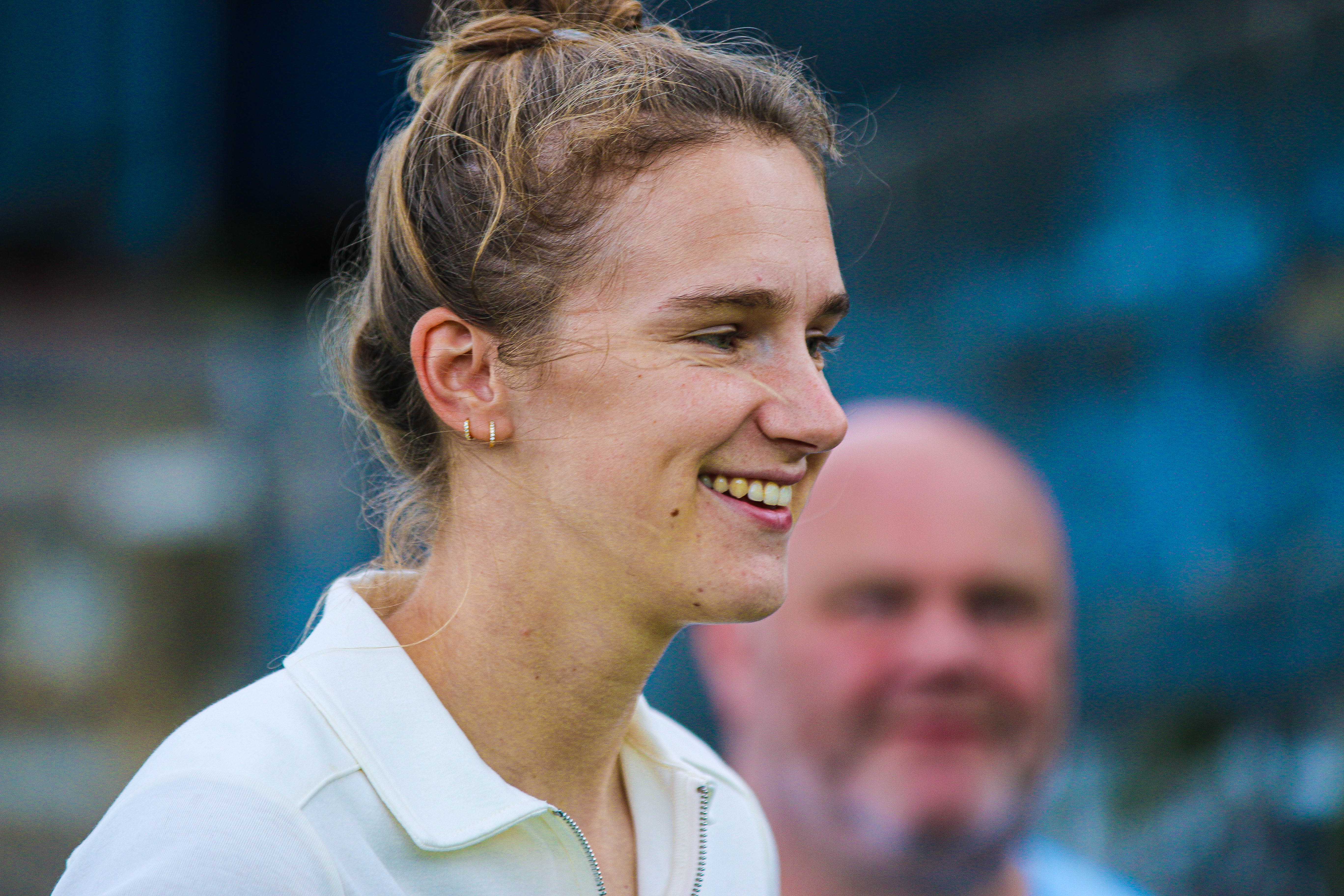
Vivianne Miedema (ici en août 2021) termine meilleure buteuse du tournoi avec dix réalisations.

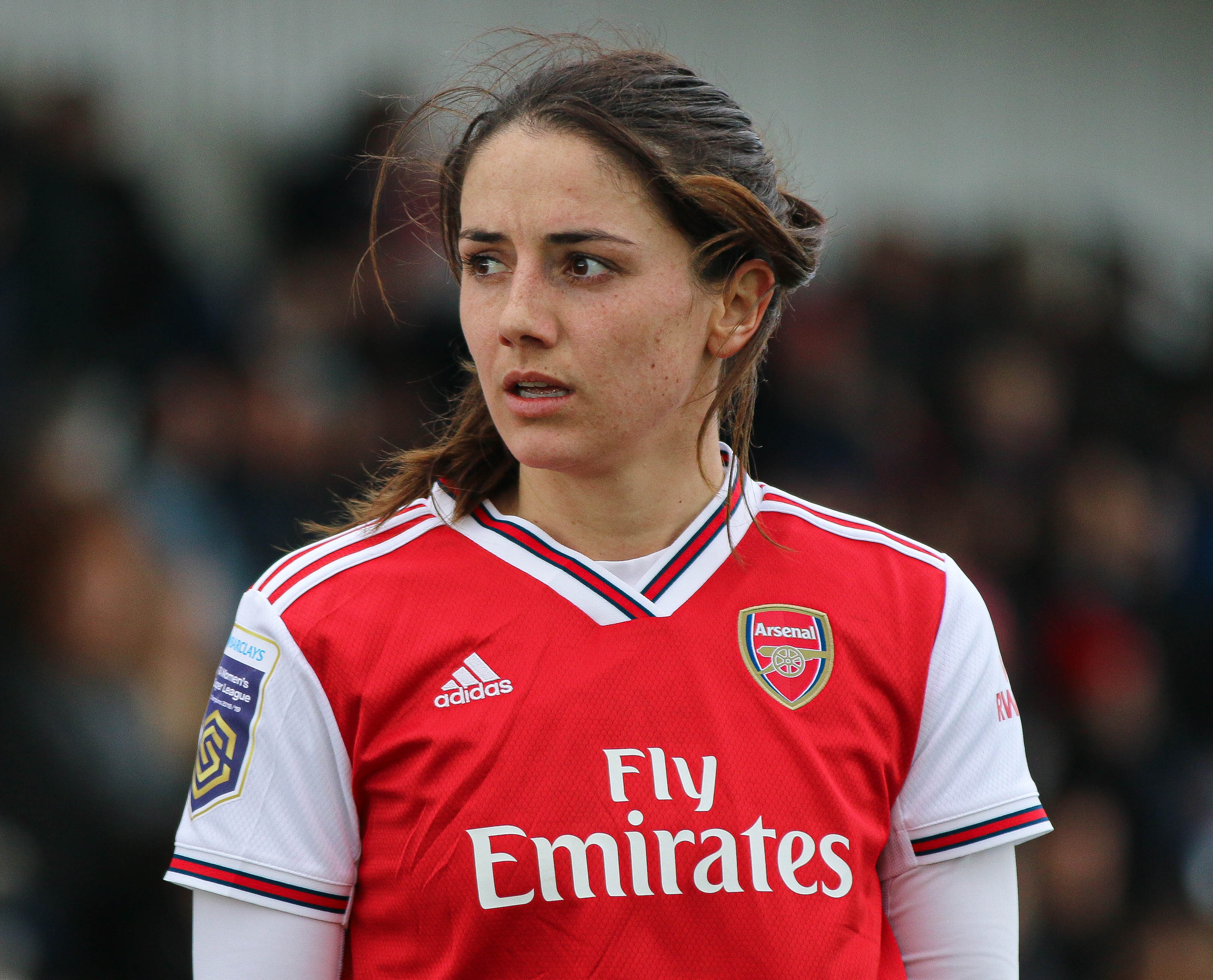
Daniëlle van de Donk (ici en 2020 avec le maillot d'Arsenal) réalise quatre passes décisives lors de la compétition.

101 buts ont été marqués en 26 matchs, pour une moyenne de 3,88 buts par match. La Néerlandaise Vivianne Miedema  remporte le titre de meilleure buteuse en totalisant dix réalisations et décroche ainsi le record du nombre de buts inscrit en une seule édition du tournoi féminin. Le précédent record était détenu par la Canadienne Christine Sinclair qui avait marqué six buts lors du tournoi de 2012. Sa compatriote, Daniëlle van de Donk termine quant à elle meilleure passeuse du tournoi avec quatre passes décisives réussies.
|    | Buteuse            | Équipe          | Buts |
| -- | ------------------ | --------------- | ---- |
| 1  | Vivianne Miedema   | Pays-Bas        | 10   |
| 2  | Barbra Banda       | Zambie          | 6    |
| 2  | Sam Kerr           | Australie       | 6    |
| 2  | Ellen White        | Grande-Bretagne | 6    |
| 5  | Stina Blackstenius | Suède           | 5    |
| 6  | Wang Shuang        | Chine           | 4    |
| 6  | Lieke Martens      | Pays-Bas        | 4    |
| 8  | Lineth Beerensteyn | Pays-Bas        | 3    |
| 8  | Marta              | Brésil          | 3    |
| 8  | Fridolina Rolfö    | Suède           | 3    |
| 11 | 10 joueuses        | 10 joueuses     | 2    |

|    | Passeuses            | Équipe      | Passes |
| -- | -------------------- | ----------- | ------ |
| 1  | Daniëlle van de Donk | Pays-Bas    | 4      |
| 2  | Sofia Jakobsson      | Suède       | 3      |
| 3  | 11 joueuses          | 11 joueuses | 2      |
| 13 | 35 joueuses          | 35 joueuses | 1      |

### Classement final
Le classement final du tournoi olympique féminin est le suivant :
| Rang                                | Équipe           | J | G | N | P | Bp | Bc | Diff | Progression JO  |
| ----------------------------------- | ---------------- | - | - | - | - | -- | -- | ---- | --------------- |
| Médaille d'or, Jeux olympiques      | Canada           | 6 | 2 | 4 | 0 | 6  | 4  | +2   | Vainqueur       |
| Médaille d'argent, Jeux olympiques  | Suède            | 6 | 5 | 1 | 0 | 14 | 4  | +10  | Finaliste (2e)  |
| Médaille de bronze, Jeux olympiques | États-Unis       | 6 | 2 | 2 | 2 | 12 | 10 | +2   | 3e              |
| 4                                   | Australie        | 6 | 2 | 1 | 3 | 11 | 13 | -2   | 4e              |
|                                     |                  |   |   |   |   |    |    |      |                 |
| 5                                   | Pays-Bas         | 4 | 2 | 2 | 0 | 23 | 10 | +13  | Quart de finale |
| 6                                   | Brésil           | 4 | 2 | 2 | 0 | 9  | 3  | +6   | Quart de finale |
| 7                                   | Grande-Bretagne  | 4 | 2 | 1 | 1 | 7  | 5  | +2   | Quart de finale |
| 8                                   | Japon H          | 4 | 1 | 1 | 2 | 3  | 5  | -2   | Quart de finale |
|                                     |                  |   |   |   |   |    |    |      |                 |
| 9                                   | Zambie           | 3 | 0 | 1 | 2 | 7  | 15 | -8   | Premier tour    |
| 10                                  | Chine            | 3 | 0 | 1 | 2 | 6  | 17 | -11  | Premier tour    |
| 11                                  | Chili            | 3 | 0 | 0 | 3 | 1  | 5  | -4   | Premier tour    |
| 12                                  | Nouvelle-Zélande | 3 | 0 | 0 | 3 | 2  | 10 | -8   | Premier tour    |

Avec sa quatrième place obtenue à la suite de la défaite face aux États-Unis lors de la petite finale, l'Australie obtient le meilleur classement de son histoire aux Jeux olympiques. À l'inverse, l'équipe du Brésil, qui a participé à l'ensemble des éditions, égale sa plus mauvaise performance avec une nouvelle sixième place après celle obtenue à Londres en 2012.

## Couverture médiatique et affluence

### Couverture médiatique
La charte olympique stipule que « Le CIO prend toutes les mesures nécessaires afin d'assurer aux Jeux olympiques la couverture la plus complète par les différents moyens de communication et d'information ainsi que l'audience la plus large possible dans le monde ». De plus la retransmission des Jeux olympiques est le moteur principal du financement du Mouvement olympique et des Jeux olympiques, de la croissance de sa popularité mondiale, ainsi que de la représentation mondiale et de la promotion des Jeux olympiques et des valeurs olympiques.
En France, les matchs sont retransmis sur France Télévisions (France 2, France 3 et France 4) et Eurosport, dont l'un des canaux est entièrement destiné à la diffusion du football et du rugby à sept (Eurosport 5) ; pour les États-Unis, NBC Sports, mais aussi Telemundo et CNBC. Pour les autres pays directement concernés par le tournoi, les matchs sont retransmis sur Seven Network en Australie, BandSports et Grupo Globo au Brésil,, Sportsnet et TLN au Canada, TVN au Chili, sur la Télévision centrale en Chine, la Television New Zealand et Sky Network Television en Nouvelle-Zélande,, NOS aux Pays-Bas, la BBC et Eurosport au Royaume-Uni, Kanal 5 en Suède et Muvi TV en Zambie.
Le 2 août 2021, la chaîne australienne Seven Network enregistre 2,32 millions de spectateurs lors de la demi-finale entre l'Australie et la Suède, ce qui constitue un nouveau record pour un match des Matildas après celui réalisé quelques jours plus tôt pour le quart de finale contre la Grande-Bretagne lors duquel une audience de 2,24 millions de téléspectateurs avait été recensée.

### Affluence
Initialement prévues pour être disputées en présence de spectateurs, la très grande majorité des épreuves olympiques se sont déroulées à huis clos en raison de la recrudescence des contaminations au Covid-19 au Japon, et particulièrement à Tokyo. En effet, plus de 1 000 nouveaux cas sont détectés chaque jour dans la capitale nippone. Après avoir espéré, en juin 2021, accueillir un public restreint à cinquante pour cent de la capacité d'accueil de chacun des sites, le Comité d'organisation est contraint de faire marche arrière à la suite de l'instauration par le Premier ministre Yoshihide Suga de l'état d'urgence sanitaire à Tokyo jusqu’au 22 août. Le lendemain de cette annonce, le 10 juillet, les préfectures d'Hiroshima et d'Hokkaidō, devant accueillir les compétitions de baseball, de softball et de football, déclarent que la présence des spectateurs est interdite pour ces dernières.
En raison de ces décisions, l'ensemble des rencontres des tournois de football devant se dérouler au Stade de Tokyo, au Stade Saitama 2002, au Stade international de Yokohama, au Stade de Kashima et au Dôme de Sapporo se disputent à huis clos. Seuls les six matchs du premier tour (quatre rencontres du groupe F et une des groupes E et G) et le premier des quarts de finale organisés au Stade de Miyagi de Rifu peuvent accueillir du public. Ainsi, 13 913 spectateurs assistent à ces rencontres pour une affluence moyenne de 1 987,57 spectateurs par rencontre. L'affluence pour le tournoi féminin de football se répartit ainsi :
| Rencontre                | Affluence | Tour            |
| ------------------------ | --------- | --------------- |
| Chine - Brésil           | 1 645     | Groupe F        |
| Zambie - Pays-Bas        | 1 822     | Groupe F        |
| Chine - Zambie           | 2 212     | Groupe F        |
| Pays-Bas - Brésil        | 2 621     | Groupe F        |
| Chili - Japon            | 1 326     | Groupe E        |
| Nouvelle-Zélande - Suède | 884       | Groupe G        |
| Canada - Brésil          | 3 403     | Quart de finale |

Il est à noter que l'affluence est sensiblement supérieure lors des trois matchs du tournoi masculin ouvert au public. En effet, les rencontres Australie-Égypte, Allemagne-Côte d'Ivoire et Espagne-Côte d'Ivoire attirent respectivement 4 471, 4 294 et 5 526 spectateurs.

## Postérité
Le Canada, vainqueur du tournoi, a reçu de nombreuses félicitations à la suite de sa performance. Gabrielle Carle affirme que l'équipe a reçu « beaucoup de célébrations, beaucoup d’amour du Canada, des autres athlètes olympiques, du village, des Japonais ». Les joueuses québécoises, de retour chez elles, ont notamment été accueillies par le député Gérard Deltell et par le Maire de L'Ancienne-Lorette, Gaétan Pageau. De plus, l'Association canadienne de soccer a organisé une tournée de célébration à travers tout le pays, ponctuée de rencontres amicales, afin de présenter l'équipe championne olympique à la population.

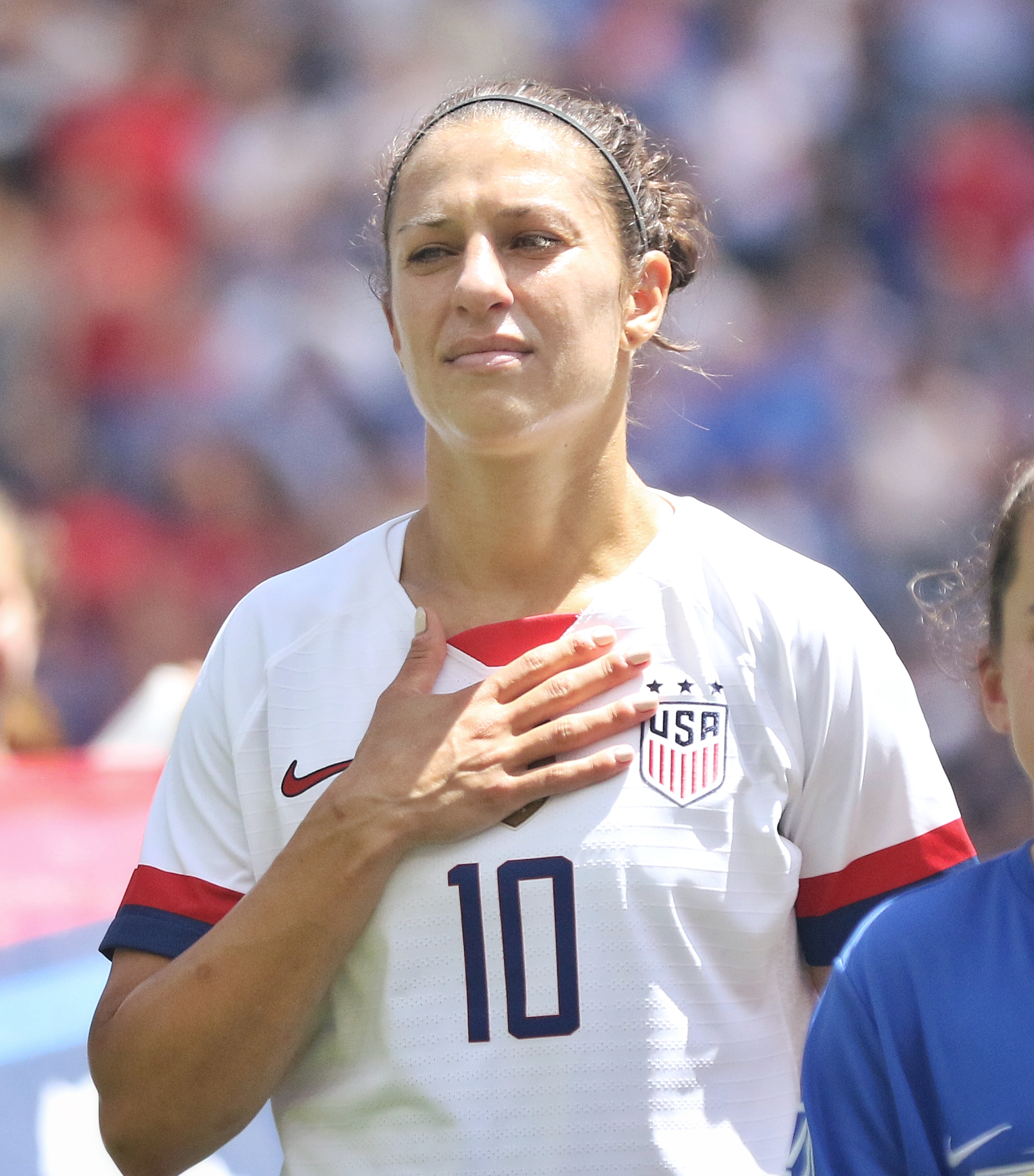
Carli Lloyd prend sa retraite après avoir remportée la médaille de bronze avec les États-Unis.

Dix jours seulement après la fin du tournoi olympique, l'attaquante américaine Carli Lloyd, âgée de 39 ans, annonce mettre un terme à sa carrière débutée en 1999. Elle raccroche les crampons après avoir notamment disputées 316 matchs avec la sélection américaine, inscrit près de 134 buts avec cette dernière et remportée les Coupes du monde 2015 et 2019, le titre de meilleure joueuse du monde en 2015 et 2016 ainsi que deux médailles d'or olympique en 2008 et en 2012 complétée par une médaille de bronze acquise lors du tournoi de Tokyo 2020. Deux jours après, le 19 août, la milieu de terrain australienne Aivi Luik déclare à son tour mettre un terme à sa carrière internationale après avoir disputé trente-trois rencontres avec les Matildas.
Le 8 octobre 2021, la FIFA annonce la liste des vingt joueuses nommées pour le Ballon d'or féminin. Pas moins de douze d'entre elles ont participé au tournoi olympique de Tokyo : les Anglaises Ellen White (16e) et Fran Kirby (10e), l'Américaine Sam Mewis (14e), les Suédoises Stina Blackstenius (13e) et Magdalena Eriksson (11e), la Chilienne Christiane Endler (12e), les Canadiennes Jessie Fleming (9e), Ashley Lawrence (8e) et Christine Sinclair (6e), les Néerlandaises Lieke Martens (5e) et Vivianne Miedema (4e) et l'Australienne Sam Kerr (3e). Toutefois, le Ballon d'or est remporté par l'attaquante espagnole du FC Barcelone Alexia Putellas.
Le 9 novembre 2021, la milieu de terrain brésilienne Formiga annonce à son tour mettre fin à sa carrière internationale à l'issue de l'année civile après être devenue la première joueuse de l'histoire à participer à sept éditions consécutives de la Coupe du monde et des Jeux olympiques.

### Évolution du classement mondial
Le 20 août 2021, soit deux semaines après la fin du tournoi olympique, la FIFA actualise son classement des meilleures nations :
| No | Équipe           | Points  | Évolution |
| -- | ---------------- | ------- | --------- |
| 1  | États-Unis       | 2110,25 | =         |
| 2  | Suède            | 2088,72 | +3        |
| 3  | Allemagne        | 2073,09 | -1        |
| 4  | Pays-Bas         | 2047,52 | =         |
| 5  | France           | 2038,68 | -3        |
| 6  | Canada           | 2021,22 | +2        |
| 7  | Brésil           | 1978,95 | =         |
| 8  | Angleterre       | 1973,78 | -2        |
| 9  | Corée du Nord    | 1940    | +2        |
| 10 | Espagne          | 1935,97 | +2        |
| 11 | Australie        | 1935,13 | -2        |
| 13 | Japon            | 1915,44 | -3        |
| 17 | Chine            | 1814,22 | -2        |
| 23 | Nouvelle-Zélande | 1744,26 | -1        |
| 37 | Chili            | 1628,21 | =         |
| 94 | Zambie           | 1230,56 | +10       |

     Équipes ayant participées au tournoi olympique